# 過去に存在したジャスコの店舗
過去に存在したジャスコの店舗（かこにそんざいしたジャスコのてんぽ）は、かつてジャスコとして営業していた店舗の情報を掲載している。
2011年（平成23年）2月28日まで営業していたジャスコ店舗は全てイオンなどへ転換された。本稿では、イオンに転換された2011年（平成23年）3月1日以前に閉店したジャスコ店舗について掲載している。同日にイオンへ転換した旧ジャスコ店は記載していない。
- ×は現在建物が解体された店舗。

## 東北地区

### 岩手県
- 水沢店（水沢市横町2-1[2]（現：奥州市水沢横町）、1985年（昭和60年）11月13日[3][2][広報 1][4] 13日開店-2004年（平成16年）5月20日閉店[広報 2]）

敷地面積約13,375m2（東棟約7,073m2、西棟約6,302m2）、延べ床面積約30,482m2（東棟:鉄筋コンクリート造・地下1階・地上4階建て約19,908m2、西棟:鉄骨造り地上5階建て約10,574m2）、店舗面積約15,399m2
閉店時の直営店舗面積約7,324m2
横町一番街の市街地再開発ビルで建設された「横町市街地再開発商業ビル」（ショッピングシティメイプル）の核店舗として開店。
メイプルも2005年（平成17年）に閉店して 国の補助金なども活用して改装し、2006年（平成18年）に地元スーパーを核店舗として再開業した（ジョイス水沢中央店など）。

### 宮城県

#### 仙台市
- 仙台店（仙台市一番町3-11-15[7]（現・青葉区）、1975年（昭和50年）5月2日開店[8][9]）

敷地面積約3,318m2、鉄骨鉄筋コンクリート造地下3階地上8階建て塔屋2階、延べ床面積約22,457m2、店舗面積約11,636m2（当社店舗面積約6,500m2）、駐車台数約80台。
店舗跡は、仙台フォーラスとなったが、2024年（令和6年）2月29日を以て営業を休止した。なお、同市内のイオン仙台店（2025年2月に閉店）は当店舗から約4ヶ月後の1975年（昭和50年）9月9日に「ダイエー仙台店」として開業し、2016年（平成28年）3月12日にイオンリテールへの運営移管に伴って現在の屋号へと変更した別店舗である。
- 川平店×（仙台市青葉区川平3-40-2[14][15]、1987年（昭和62年）11月28日開店[15] -1998年（平成10年）3月閉店[16]）

敷地面積約6,662m2、鉄筋コンクリート造地上2階建て、延べ床面積約9,400m2、店舗面積約3,800m2（当社店舗面積約2,400m2）。
カクダイジャスコ荒巻店として開店。1992年（平成4年）3月、ジャスコに営業譲渡。
1997年（平成9年）5月1日に仙台中山ショッピングセンターが開店した 後の1998年（平成10年）3月に閉店。
店舗跡には家具の田丸が入居したが、同店の閉店に伴い残っていた建物も解体され、2005年（平成17年）に川平内科とミニストップ仙台川平店が開設された。
- カクダイジャスコ宮町店×（仙台市福沢町8-11[18][19]（現：青葉区）、1973年（昭和48年）10月[20]5日開店[要出典] - 1986年（昭和61年）3月閉店[広報 1]）

店舗面積1,292m2、駐車台数約81台。
宮城県におけるジャスコグループ初進出店。
近隣に2003年（平成15年）11月22日にイオン仙台幸町ショッピングセンターが開業している。
- 泉店×（仙台市泉区七北田字新道3-1[22]、1979年（昭和54年）11月23日開店[23][広報 1] - 1994年（平成6年）2月閉店[広報 1]）

地上2階建て、店舗面積6,500m2、駐車台数約54台。
カクダイジャスコが開店。1986年（昭和61年）2月にジャスコに営業譲渡。
店舗跡は、トイザらスや県内を中心に店舗を広げる家電販売の佐々木商会など10店あまりが入居する「いずみパワーモール」として改装されたが、東北地方太平洋沖地震で全壊して営業休止となったのち、建物は解体された。
- 南光台店（仙台市泉区南光台3-28-1[26][22]、1973年（昭和48年）10月27日開店[29][広報 1]-?閉店）

延べ床面積約3,199m2、店舗面積約2,200m2 → 2,615m2、駐車台数約12台。
カクダイジャスコが開店。1990年（平成2年）2月にジャスコに営業譲渡。
競合する大型店としてはみやぎ生活協同組合鶴ケ谷店やトーコー鶴ケ谷店などがあった。
業態転換されたマックスバリュ仙台南光台店は、2010年（平成22年）2月21日にイオンリテールからマックスバリュ南東北に運営者が変更となった。2014年（平成26年）9月にディスカウントストア「ザ・ビッグ仙台南光台店」に再業態転換し、2024年（令和6年）3月1日にイオンビッグによる運営に移行したが、同年8月31日を以て建て替えのため閉店。閉店時点でイオンビッグの運営店舗では最古の店舗であった。

#### 仙台市以外
- 亘理店（亘理郡亘理町、1983年（昭和58年）3月開店[33]-2000年（平成12年）8月20日閉店[広報 4]）

閉店時の直営店舗面積約1,883m2
跡地は、フレスコキクチ亘理店（店舗面積2,199m2）。
- 名取店×（名取市飯野坂3丁目311-1[34]、1982年（昭和57年）11月19日開店[34][広報 1]-2007年（平成19年）1月20日閉店[広報 5]）

敷地面積約14,882m2、鉄筋コンクリート造地上2階建て、延べ床面積約6,549m2、店舗面積約3,828m2（当社店舗面積約2,900m2）、駐車台数約700台。
店舗面積4,501m2。閉店時の直営店舗面積約3,401m2。
カクダイジャスコが開店。1986年（昭和61年）8月にジャスコに営業譲渡。
店舗跡は建て替えを行い マックスバリュを核とした2007年（平成19年）8月28日にイオンタウン名取が開業した。
近隣に2007年（平成19年）2月28日に開業したダイヤモンドシティ・エアリ（現・イオンモール名取）には、核店舗として「ジャスコ新名取店」（現・イオンスタイル名取）が開業している。
- 塩釜店×（塩竈市海岸通り269[38][39]、1974年（昭和49年）10月25日開店[広報 1] - 2007年（平成19年）2月20日閉店[広報 5]）

店舗面積約5,745m2、駐車台数約153台。
閉店時の直営店舗面積約5,314m2
近隣に2007年（平成19年）5月25日にマックスバリュを核としたイオンタウン塩釜が開業した（現在はザ・ビッグ）。
- 若柳店（栗原郡若柳町（現・栗原市）、1988年（昭和63年）11月23日開店[41][広報 1] - 2005年（平成17年）8月20日閉店[広報 2]）

店舗面積3,814m2、駐車台数約420台。閉店時の直営店舗面積約2,527m2
跡地はパチンコ大将軍若柳店。
- 南方店×（登米郡南方町（現・登米市）、1994年（平成6年）12月3日[広報 1][広報 6]- 2007年（平成19年）9月20日閉店[広報 7]）

閉店時の直営店舗面積約8,955m2
全国第1号の「ハートビル法」基準適合建築物として開業した。
2006年（平成18年）6月20日に登米市と災害時に飲食料品や生活用品といった支援物資の供給、避難所としての施設利用などに協力する応援協定を締結した。
近くのロックシティ佐沼（現・イオンタウン佐沼）内に移転、イオンスーパーセンター佐沼店として2007年（平成19年）10月27日開店。
ジャスコ南方店に隣接するホーマック南方店は引き続き営業していたが、タカカツより「ホームセンターたかかつ佐沼店」を譲受され、2008年（平成20年）6月1日より「ホーマック佐沼店」として転換したことに伴い、同6月29日をもって閉店。タカカツ社のリリースによると、かねてから、ホーマックが南方店の移転を検討していたと発表したことから、佐沼店への事実上の移転扱いとなっている。
跡地には東日本大震災で被災した南三陸町民のための仮設住宅が建てられたものの、2017年6月までには全世帯が退去し、その後解体された。

### 秋田県
- 秋田店（秋田市千秋久保田町4-2[45]、1974年（昭和49年）5月23日開店[46]）

敷地面積約2,844m2、鉄骨鉄筋コンクリート造地下1階地上8階建て、延べ床面積約20,477m2、店舗面積約13,519m2（当社店舗面積約7,533m2）、駐車台数約100台。
なかよし（約1,551m2）と共に核店舗として出店していた。
秋田駅前のなかよしビルに出店していた店舗面積18,245m2の店舗である。1985年（昭和60年）11月にパレドゥーへと業態転換、1987年（昭和62年）12月4日に更に業態転換して秋田フォーラスとなったが、2017年（平成29年）2月に閉店。リファイニング工事を施し、同年10月28日に秋田オーパとなる。
- 大館店×（大館市御成町[49]、1988年（昭和63年）7月[49]28日開店[要出典]-2006年（平成18年）8月20日閉店[広報 5]）

大館ショッピングシティの店舗面積約10,499m2、延べ床面積約29,718m2。
閉店時の直営店舗面積約11,216m2
同店は大館ショッピングシティの核店舗だった。2007年（平成19年）8月、イオンが奈良県のビル開発会社から土地建物を取得。両社の負担にて解体工事に着手し、建物解体後に新たな商業施設を建設する予定としているが、2021年時点では更地のままである。
同じ大館市内には、2006年（平成18年）3月21日に「イオンスーパーセンター大館店」が開店した。
- 五城目店（南秋田郡五城目町、2001年（平成13年）6月16日開店[53][54]）

ワンフロアの売場で5.4mの幅の中央主通路を設置して売場内も大型カートで通ることが可能なようにすると共に全商品の精算が一回で行えるようにするなど、ジャスコの開業当初から平屋建てでスーパーセンター業態を意識しており、初期のイオンのスーパーセンターとしての実験店的な役割を果たした。ジャスコの閉店というよりは、スーパーセンターへの改装（業態転換）といった形である。現在はイオンスーパーセンター五城目店。
- 横手店×（横手市駅前町2-5[55][45]、 1977年（昭和52年）3月9日開店[55][56] - 2001年（平成13年）8月20日閉店[広報 10][57]）

敷地面積約5,807m2、鉄骨コンクリート造地上5階建て塔屋1階、延べ床面積約18,551m2、店舗面積約9,564m2（当社店舗面積約6,572m2）、駐車台数約570台。
羽後交通ビルは、店舗面積約9,720m2、延べ床面積約18,792m2。
直営店舗面積約6,571m2。
閉店時の直営店舗面積約6,079m2。
マックスバリュ横手駅前店となるが、のちに閉店。
入居していた羽後交通ビルが2008年（平成20年）7月1日以降、解体・再開発を行い、現在、跡地はよこてイースト（横手駅東口第一地区第一種市街地再開発事業）の高齢者賃貸住宅棟と集合住宅棟になっている。
- 横手南店（横手市婦気大堤中田35[61]、1998年（平成10年）10月28日開店[61][62]）

秋田サティ（現・イオン秋田中央店）などは破綻直前にマイカル本体に譲受された店舗であるが、隣接の横手サティ（現・イオン横手店）は移管されていなかった。そのため、経営破綻時の旧マイカル東北店舗で唯一の残存店舗となった。
イオングループ入りしたことにより、両店舗が補完し合う形を目指して、跡地は2004年（平成16年）3月21日にイオンスーパーセンター横手南店として改装オープンした。
- 本荘店×（本荘市出戸町字岩渕下18[18]（現・由利本荘市）、1976年（昭和51年）8月[65]2日開店-2004年（平成16年）8月20日閉店[広報 11]）

店舗面積約838m2。
閉店時の直営店舗面積4,061m2。
マックスバリュ本荘中央店→建て替えのため一時閉店→2008年（平成20年）4月17日にイオンタウン本荘中央ショッピングセンターおよびその核店舗としてのマックスバリュ本荘中央店として再開）
- 本荘上横ストア（本荘市上横町18[45]（現・由利本荘市）、1988年（昭和63年）頃閉店[要出典]）

店舗面積約455m2。
- 湯沢店（湯沢市材木町2-1-18[67][45]、1981年（昭和56年）12月11日開店[67][68] - 2005年（平成17年）2月20日閉店[広報 11]）

敷地面積約12,137m2、鉄骨造地上2階建て、延べ床面積約7,950m2、店舗面積約4,205m2（当社店舗面積約3,000m2。
ユザワプラザ（店舗面積4,350m2）の核店舗として出店していた。閉店時の店舗面積3,801m2。
羽後ジャスコが運営するジャスコ湯沢店として開店。1986年（昭和61年）5月に羽後ショッピングが羽後ジャスコを合併した。
店舗跡は2005年（平成17年）11月、有限会社中央市場が運営するビッグフレック湯沢店（現・ビフレ湯沢店）となった。

### 山形県
- 山形店×（山形市七日町1-4-47[70]、1972年（昭和47年）10月27日開店[70][広報 1][71]-1992年（平成4年）10月閉店[広報 1][72][73]）

敷地面積約2,811m2、鉄筋コンクリート造地下1階地上8階建て塔屋2階、延べ床面積約20,427m2、店舗面積約10,507m2（当社店舗面積約6,861m2）、駐車台数約760台。
大沼デパートの北隣のテナントビルである寿ビルに開業。地下に食品スーパーの>ヤマザワ（1,151m2）、富士銀行山形支店等も入居していた。店舗跡は建物を利用してCoCo21として営業していたが、2005年（平成17年）1月に老朽化のため営業を終了した。
2006年（平成18年）に建物は取り壊され、跡地の8分の5を2006年（平成18年）に取得した住友不動産が24階建てのマンションを建設する計画だったが、建設資材の急激な高騰や耐震偽装事件に伴う建築基準法改正、さらに東日本大震災などからの影響もあり建設の着工が遅れていた。その後2012年10月、地上20階、総戸数130戸のシティタワー山形七日町が竣工。販売が開始された。
山形店閉店から数年後、1997年（平成9年）11月28日にジャスコ山形北店（現：イオン山形北店）を核店舗とした「ジャスコ山形北ショッピングセンター」（現：イオン山形北ショッピングセンター） が開業し、更に2000年（平成12年）11月にはジャスコ山形南店（現：イオン山形南店）を核店舗とした「ジャスコ山形南ショッピングセンター」（現：イオンモール山形南）も開業した。
- 米沢店×（米沢市中央1-9−20[77][78]、1971年（昭和46年）10月22日開店[78][79]-1991年（平成3年）6月閉店[79]）

敷地面積約3,400m2、鉄筋コンクリート造地上5階建て塔屋2階、延べ床面積約10,776m2、店舗面積約4,173m2（当社店舗面積約3,208m2、カクダイジャスコ店舗面積約960m2）。
米沢市役所分庁舎跡地（敷地面積約2,948m2）に建設された 米沢ショッピングセンターの核店舗として出店していた。1992年（平成4年）に米沢ポポロとして再開。
その後、旧ポポロ館の敷地に新文化施設の建設が決定したが、テナントとして入っていた魚民が立ち退きを拒否。訴訟に持ち込まれるなどしていた。このため新文化施設は西隣のまちの広場跡に整備され、2016年7月に、米沢市立図書館やよねざわ市民ギャラリーを併設した複合文化施設「ナセBA」が開館した。2018年4月、旧ポポロ館の土地と建物を所有するナウエルグループのHKYは、建物の老朽化を理由に旧ポポロ館の解体を決めたことが明らかとなった。早ければ4月中にも工事を開始するとしている。また跡地の利用方法は未定としている。
- 酒田店×（酒田市幸町1-8-30[83]、1975年（昭和50年）10月3日開店[83][84][85] - 1997年（平成9年）8月[85][86]17日[要出典]閉店）

敷地面積約4,348m2、鉄骨鉄筋コンクリート造地上6階建て塔屋1階、延べ床面積約20,037m2、店舗面積約10,376m2（当社店舗面積約7,979m2）、駐車台数約335台。
JR酒田駅前商店街の一角に立地する、酒田第一ビルの核店舗だった。
1994年（平成6年）11月23日に酒田市中心部から南に約3kmの国道7号沿いにメガマートを併設したジャスコ酒田南店が開店する など、郊外への消費の流出で1996年（平成8年）2月期に売上高約11.7億円へ落ち込むなど数年間赤字が続いていたため1997年（平成9年）8月に閉店することになった。
店舗跡は空きビルのまま放置されていたが、地元不動産業者などが設立した酒田駅前ビルによって土地・建物が取得されて2003年（平成15年）に建物が解体され、酒田信用金庫と協力して高層ビルを建設する構想だったが、酒田駅前ビルが負債約15億円を抱えて破綻したため実現しなかった。
その後、酒田市内の民間企業7社で設立した酒田フロントスクエアが地上9階建てのホテル棟と地上4階建ての商業棟で構成される複合施設を2013年（平成25年）度着工、2015年（平成27年）度完成を目指す計画を2012年（平成24年）6月4日に発表した。
しかし、東日本大震災の影響などで建築費が高騰して2012年（平成24年）11月のホテル・商業棟建設の入札で建設費が予定額を約30%上回る結果となった。この建設費高騰に対応するため設計変更を含めて調整を行ったものの、予定額前後までの引き下げが実現しなかった。そのため、酒田フロントスクエアが2013年（平成25年）6月18日に計画断念を発表し、同年12月10日に酒田フロントスクエアが酒田市に予算として計上されていた補助金の活用について中止申請書を提出することになった。
2015年（平成27年）12月8日に国や山形県と酒田市が補助する市街地再開発事業で交流拠点施設「酒田コミュニケーションポート（仮称）」と民間施設を併設して整備する計画を酒田市が発表した。複合施設「酒田コミュニケーションポート（仮称）」2018年度の着工、2021年4月の開業を予定する。
- 鶴岡店×（鶴岡市末広町3-1[93]、1971年（昭和46年）10月1日開店[広報 1][94] - 2005年（平成17年）3月20日閉店[広報 2]）

敷地面積約4,746m2、鉄骨鉄筋コンクリート造地下1階地上6階建て塔屋2階、延べ床面積約15,586m2、店舗面積約4,173m2（当社店舗面積約1,990m2）、駐車台数約1,000台。
東北ジャスコの運営によってジャスコグループ初の山形県進出店として開業。1976年（昭和51年）8月に東北ジャスコがジャスコと合併したことによって、直営の運営となる。
1985年（昭和60年）3月20日、再開発ビルである鶴岡末広ビルの開業によって同ビルの核店舗として新装開店。
売り場面積約3,923m2。イオン三川ショッピングセンター（現・イオンモール三川）の開業の影響を受けて閉店し、建物は解体されて更地となった。
鶴岡店と共にJR鶴岡駅前の商業の中心となっていた専門店ビルの「マリカ東館」は鶴岡店の撤退後に売上が約20～30%落ち込んで 2007年（平成19年）7月末で営業を終了し、その運営をしていた鶴岡市が66%を出資する第三セクターの鶴岡再開発ビルは、一度も黒字になることなく、2005年（平成17年）度決算では約5.58億円の債務超過に陥って約16.65億円の負債を抱えて清算されることになり、同社の資産である土地と建物を鶴岡市が購入するなど大きな負担を市が背負い込むことになった。
- 東根店（東根市東根甲4267-1[98]、1980年（昭和55年）9月13日開店[広報 14] - 1999年（平成11年）2月21日閉店[要出典]）

直営売場面積3,894m2。
村山市との境に近いボウリング場跡地への出店。
至近のさくらんぼ駅前三丁目に移転し、1999年（平成11年）3月にジャスコ新東根ショッピングセンター（現・イオン新東根ショッピングセンター）の核店舗として新東根店（現・イオン東根店）を開業した。
- 新庄店（新庄市沖の町1-15[101][102]）

店舗面積約212m2。
- 赤湯店×（南陽市長岡[49]、1982年（昭和57年）12月8日開店[広報 1][49][103][104]-2006年（平成18年）2月20日閉店[広報 2]）

カクダイジャスコが開店。1986年（昭和61年）2月にジャスコに営業譲渡。
国道13号沿いの売り場面積約6,600m2の大型駐車場を擁する郊外型スーパーとして地元を中心とするテナント約30店と共に南陽市のみならず高畠町や上山市などからも買い物客を集めていたが、ヤマザワを核店舗とした競合店の『南陽ショッピングプラザ』が開業した影響で売上が減少したため2006年（平成18年）2月に閉店することになった。
閉店時の直営店舗面積約5,583m2
2007年（平成19年）3月23日にマックスバリュを核店舗とする「イオンタウン南陽」が近隣の南陽市赤湯に開店した。

#### カクダイ
- カクダイ銀座店（米沢市中央1-13-45[106]、1961年（昭和36年）12月15日開店[106]-1975年（昭和50年）閉店[要出典]）

店舗面積480m2。
旧カクダイ店。1974年（昭和49年）1月25日に屋根が潰れて店内の買物客5名が負傷するという事故が起きた。
- カクダイ駅前店（米沢市東3-2-31[106][107][19]、1967年（昭和42年）5月28日開店[106][107]-?閉店）

店舗面積594m2、駐車台数約85台。
- カクダイ弁天通店（米沢市丸ノ内1-6-20[108]）

店舗面積404m2
- カクダイ門東町店（米沢市門東町3-2-55[110][107]、1961年（昭和36年）11月17日開店[107]）

店舗面積230m2

#### カクダイジャスコ
- カクダイジャスコ西店（米沢市西大通2-2-30[111][107]、1967年（昭和42年）12月3日開店[107]）

店舗面積386m2 → 479m2
- カクダイジャスコ丸の内店（米沢市丸の内2-4-23[77]、1970年（昭和45年）12月2日開店[107]）

店舗面積495m2
- カクダイジャスコ城南店（米沢市城南2-1-6[77][107]、1968年（昭和43年）4月20日開店[107]）

店舗面積425m2 → 462m2
- カクダイジャスコ中田店（米沢市中田町西三暮564[19][77]）

延べ床面積2,310m2、駐車台数約250台。
- カクダイジャスコ長井店（長井市小出1411[101]）

店舗面積306m2
- カクダイジャスコ高畠店（東置賜郡高畠町横町914[111]）

店舗面積233m2
- カクダイジャスコ宮内店（南陽市宮内町字宮前2633[111][101]）

店舗面積418m2

#### 西奥羽ジャスコ
- 西奥羽ジャスコ日吉町店（酒田市日吉町2-1-5[18]）

店舗面積約101m2。
- 西奥羽ジャスコ千石町店（酒田市千石町142-20[18]）

店舗面積約142m2、駐車台数約40台。
- 西奥羽ジャスコ千日町店（酒田市千日町15-22[18]、1973年（昭和48年）4月26日開店[113]）

店舗面積約440m2、駐車台数約40台。
- 西奥羽ジャスコ亀ヶ崎店（酒田市亀ヶ崎4-1-14[18]）

店舗面積約93m2。
- 西奥羽ジャスコ中の口店（酒田市東中の口町4-24[101]）

店舗面積約87m2。
- 西奥羽ジャスコ東大町店×（酒田市東大町1-48[18]、1978年（昭和53年）4月13日開店[114][広報 1] - 1994年（平成6年）2月閉店[広報 1]）

延べ床面積4,339m2、売場面積2,479m2、駐車台数約450台。
- 西奥羽ジャスコ新中町店（酒田市中町2-8-1[18]、-1985年（昭和60年）9月25日閉店[115]）

店舗面積約1,485m2、駐車台数約320台。
- 西奥羽ジャスコ東泉店（酒田市東泉町4-1-15[116]）
- 西奥羽ジャスコ光ヶ丘店（酒田市浜松町76-325[116]）
- 西奥羽ジャスコ宮内店（新庄市五日町592-7[116]）

　他に旧カクダイの米沢市内にほかに数店舗、宮内店（南陽市宮内　商店街、のち113号沿いにカクダイウエルマートとして移転し、ザ・ビッグに業態変更しのちブックバーンへ）、長井店（長井市、長井駅前通りの2階建て店舗、取り壊し済み）がカクダイジャスコとして営業、カクダイウエルマートに移管は米沢市内2店舗程度と宮内新店のみ）

### 福島県
- 平店（いわき市平字中町15[117]、?開店-?閉店）

旧伊勢甚ジャスコ。

## 関東地区

### 茨城県

#### 水戸市
- 水戸店×（水戸市石川2-4051[38]、1975年（昭和50年）6月28日開店[118][119]-2005年（平成17年）9月30日閉店[120]）

地下1階地上3階建て、延べ床面積約17,979m2、店舗面積約4,479m2 → 約12,874m2、駐車台数約410台 → 約750台。
店舗面積約10,393m2の店舗。閉店時の直営店舗面積約9,137m2
その後、2005年11月11日にイオン水戸内原ショッピングセンター（現：イオンモール水戸内原）内に「ジャスコ水戸内原店（現：イオンスタイル水戸内原）」として移転。
- （初代）下市店×（水戸市本町3-1078[117]、1963年（昭和38年）9月22日開店[119]-1982年（昭和57年））
1982年（昭和57年）5月29日に（2代目）下市店（後のイオン下市店）が開店したが[122]、建て替えのため2015年（平成27年）2月15日閉店。跡地には2018年（平成30年）11月1日に「イオンスタイル水戸下市」が開業、平屋建ての食品スーパーマーケット業態となった[123]。

- ジンマート千波店（水戸市千波町2374[124]（旧・字北葉山1864-1[117]）、1974年（昭和49年）8月開店[125]-?閉店）

店舗面積約976.8m2 → 約1,049m2。
1994年（平成6年）8月に茨城ウエルマートに営業譲渡された。
旧伊勢甚ジャスコ。
- 元吉田店×（水戸市元吉田1628-1[117]、1973年（昭和48年）12月開店[125]-?閉店）

店舗面積約446m2 → 約678m2。
- 上水戸店（水戸市末広町3-8-18[117]、1967年（昭和42年）5月1日開店[126][127] - ?閉店）

店舗面積495m2 → 店舗面積約660m2。
- ジンマート石川町店（水戸市石川町4135[117]、1967年（昭和42年）6月17日開店[127] - ?閉店）

店舗面積373m2。
- ジンマート大工町店（水戸市大工町3-3-25[117]、1963年（昭和38年）12月23日開店[127] - ?閉店）

店舗面積380m2。
- ジンマート南町店（水戸市南町2-6-12[117]、1965年（昭和40年）11月13日開店[127] - ?閉店）

店舗面積469m2。
- 城東店×（水戸市城東町3-483[117]）

- 見和店（水戸市見和町232-65[117]、1972年（昭和47年）12月開店[125]）

店舗面積約432.3m2。
- 渡里店×（水戸市堀町6-965-1[117]、1972年（昭和47年）6月開店[125]）

店舗面積約445.5m2。
- 双葉台店（水戸市双葉台2-1[128]、1978年（昭和53年）7月10日開店[128][114] - 2018年（平成30年）12月2日閉店[要出典]）

敷地面積約10,556m2、鉄筋コンクリート造地下2階地上2階建て、延べ床面積約7,612m2、店舗面積約2,043m2（直営店舗面積約1,062m2）、駐車台数約90台。

#### ひたちなか市
- ジンマート勝田店[126] → （初代）勝田店×（勝田市中央町10-19[117][126]（現・ひたちなか市）、1967年（昭和42年）9月30日開店[126] - ?閉店）

店舗面積924m2。
「アパホテル〈ひたちなか勝田駅前〉」が2020年（令和2年）4月13日に開業。
- （2代目）勝田店×（勝田市春日町10-1[130]（現・ひたちなか市）、1983年（昭和58年）開店[131] - 1994年（平成6年）ジャスコ[132] - 2010年（平成22年）2月20日閉店[132]）

店舗面積約14,335m2、延べ床面積約23,224m2。
閉店時の直営店舗面積約9,190m2
日立製作所跡地を取得して1983年（昭和58年）に百貨店業態の伊勢甚勝田店として開店し、1994年（平成6年）にジャスコに業態転換したが、1996年（平成8年）をピークにその後は競合店との競争で売上が減少したため 2010年（平成22年）2月20日に閉店した。店舗の土地・建物はジャスコとなった後も引き続き元々の母体企業である伊勢甚本社が所有していた。
跡地は、食品スーパーの「マルト春日店」2015年（平成27年）3月5日に開店した。
- 市毛店（勝田市市毛字原坪953-7[117]、1973年（昭和48年）9月開店[125]-?閉店）

店舗面積約577m2。
- ジンマート那珂湊店（那珂湊市釈迦町5568[134][117][135]、1968年（昭和43年）9月20日開店[134] - ?閉店）

店舗面積594m2
旧伊勢甚ジャスコ。

#### 日立市
- ジンマート大みか店（日立市大みか町2-1-15[117]、1974年（昭和49年）9月開店[125]-1993年（平成5年）3月閉店[広報 15]）

店舗面積567.6m2。
旧伊勢甚ジャスコ。
現在は、ダイソー大みか店となっている。
- 多賀店[136]×（日立市千石町1-2-7[134][117][137]、1969年（昭和44年）11月21日開店[138] - 1994年（平成6年）8月閉店[広報 15]）

店舗面積約858m2 → 3,003m2。
旧伊勢甚ジャスコ伊勢甚ストア多賀店。
常陸多賀駅前に所在。現在は解体され、駐車場となっている
- 金沢店（日立市金沢町3-17-7[139]）

- 久慈浜店（日立市久慈町字町田799-19[117]、1973年（昭和48年）2月開店[125]）

店舗面積約462m2 → 785m2。
- 桜川店（日立市桜川町3-19-1[137]（旧・3-1304[117]）、1972年（昭和47年）11月開店[125]）

店舗面積約645m2 → 671m2。

#### その他
- （初代）下館店（下館市稲荷町輔両208[140]、1967年（昭和42年）11月25日開店[140]-?閉店）

店舗面積627m2。
- （2代目）下館店×（下館市二木成字館野92-100[141]（現・筑西市）、1978年（昭和53年）1月3日開店[141]-2000年（平成12年）12月31日閉店[広報 4][142]）

敷地面積約6,507m2、鉄骨鉄筋コンクリート造地上4階建て塔屋1階、延べ床面積約19,134m2、店舗面積約9,538m2（直営店舗面積約7,671m2）、駐車台数約1,000台。
旧伊勢甚ジャスコ。下館駅南側に所在。
閉店時の直営店舗面積約8,875m2
跡地は、2003年（平成15年）10月23日にフードスクエアカスミ下館南店が開店
- （初代）下妻店×（下妻市下妻丁91[145]、1979年（昭和54年）6月開店[125]-1997年（平成9年）閉店[146]）

旧伊勢甚ジャスコ。
延べ床面積8,198m2、店舗面積4,712m2。
移転のため閉店し、下妻市堀籠に下妻ショッピングパークの「ジャスコ新下妻店」を1997年（平成9年）11月29日に開店（現在のイオンモール下妻の核店舗のイオン下妻店）。
店舗は解体され、跡地には下妻市が交流センターや多目的広場広場などを計画し、「下妻市にぎわい広場Waiwaiドームしもつま」となっている。
- 北茨城店×（北茨城市磯原町磯原437-1[147]、1992年（平成4年）11月26日開店[148]-2006年（平成18年）4月20日閉店[広報 5]）

閉店時の直営店舗面積約4,607m2。
旧伊勢甚ジャスコ。2階建てであるが、売り場は1階のみで2階と屋上は駐車場というワンフロアの店舗であった。2006年（平成18年）に解体。
現在は、マルトSC磯原店。
- 神栖店（鹿島郡神栖町神栖2-1-39[150]・セントラルビル内[139]（現・神栖市）、1981年（昭和56年）7月9日開店[150] - 1999年（平成11年）12月31日閉店[151]）

敷地面積約27,192m2、鉄骨鉄筋コンクリート造地上2階建て塔屋1階、延べ床面積約12,126m2、店舗面積約6,624m2（直営店舗面積約4,750m2）、駐車台数約800台。
旧伊勢甚ジャスコ。
- （初代）ジンマート石岡店×（石岡市大字石岡8291-1[153]、1976年（昭和51年）10月開店[125] - 1986年（昭和61年）2月閉店[広報 15]）

店舗面積789m2 → 978m2。
旧伊勢甚ジャスコ。
「石岡ショッピングセンター パレット」に（2代目）石岡店（店舗面積約6,300m2）が1987年（昭和62年）12月12日に開店している。
- 太田店×（常陸太田市金井町1786[139]、1976年（昭和51年）7月開店[125] - 1998年（平成10年）5月閉店[広報 15]）

店舗面積約826m2。
旧伊勢甚ジャスコ。「伊勢甚太田スクエア」の前身。
1994年（平成6年）8月に茨城ウエルマートに営業譲渡。
- 大宮店（那珂郡大宮町寺町380[155][156]（現：常陸大宮市）、1968年（昭和43年）11月8日開店[155][126]-?閉店）

店舗面積900m2 → 1,146m2。
旧ジンマート大宮店→伊勢甚ジャスコ。
現在の常陸大宮店とは別の位置。
1994年（平成6年）8月に茨城ウエルマートに営業譲渡。
- 東海店（那珂郡東海村舟石川字石橋向825-1[157]、1975年（昭和50年）3月開店[125]-?閉店）

店舗面積約666m2 → 804m2。
- 結城店（結城市立町7557[158]（旧・湿辺7557[159]）、1977年（昭和52年）7月12日開店[160]、-?閉店）

店舗面積3,468m2。
旧伊勢甚チェーン→伊勢甚ジャスコ。
- 神立店（新治郡千代田村下稲吉2613[139][161]（現：かすみがうら市）、?開店-?閉店）

店舗面積約1,370m2。
旧ジンマート→伊勢甚ジャスコ。
- 古河店（古河市本町1-1[153]（旧・古河1530[162]）、?開店-?閉店）

店舗面積2,100m2 → 2,364m2。
旧伊勢甚チェーン。
- 笠間店（笠間市笠間荒町1559-5[163][117]、1968年（昭和43年）12月14日開店[163][126]-?閉店）

店舗面積749m2。
旧伊勢甚ジャスコ。

### 栃木県

#### 宇都宮市
- （初代）宇都宮店×（宇都宮市桜3-2-46[38][164]、1974年（昭和49年）10月1日開店[165]-?閉店）

敷地面積約5,800m2、直営店舗面積約3,000m2（開業時）→約4,984m2（1975年（昭和50年）6月15日増床）、駐車台数約150台。
地上3階建ての店舗だった。
- （2代目）宇都宮店（宇都宮市簗瀬町字川原1865-1[167]、1991年（平成3年）10月開店[168] -2003年（平成15年）11月20日閉店[169][広報 18]）

鉄筋コンクリート造地上5階建て塔屋1階、延べ床面積約33,665m2、店舗面積約11,150m2。
中心市街地から南西に約2キロ離れた郊外型の店舗で年間売上高60億円を目標としたが最盛期でも約47億円で、さらに郊外に競合する商業施設が進出して閉店直前には最盛期の約半分に落ち込んだため閉店となった。
- 駒生店（宇都宮市駒生町字東高田3363[121]、1990年（平成2年）3月開店[121]-2003年（平成15年）2月20日閉店[広報 19]）

旧伊勢甚ジャスコ。
店舗面積約4,853m2（直営店舗面積3,982m2）、延べ床面積約5,647m2。
閉店時の直営店舗面積3,982m2。
- ジンマート江曽島店（宇都宮市八千代2-2-9[117]、1979年（昭和54年）8月閉店[広報 15]）

旧伊勢甚ジャスコ。
- ジンマート若草店（宇都宮市若草町2656[170]、1976年（昭和51年）4月20日開店[170] - ?閉店）
- ジンマート新町店（宇都宮市新町2-6-23[139]）

旧伊勢甚ジャスコ。
- ジンマート一の沢店（宇都宮市西一の沢町502[117]、1975年（昭和50年）11月13日開店[170] - 1990年（平成2年）2月閉店[広報 15]）
- ジンマート雀の宮店（宇都宮市南町1-12[139]）

旧伊勢甚ジャスコ。

#### 宇都宮市以外
- 黒磯店（黒磯市（現：那須塩原市）大黒町、1979年（昭和54年）6月開店[49]-2000年（平成12年）8月17日閉店[広報 4]）

旧伊勢甚チェーン。
旧伊勢甚ジャスコ。
延べ床面積7,224m2、店舗面積4,812m2。
閉店時の直営店舗面積約4,815m2
- 佐野店×（佐野市浅沼町742[171]、1979年（昭和54年）3月10日開店[171]-2004年（平成16年）4月9日閉店[広報 11]）

関東地方では最初のジャスコの店舗であった。
敷地面積約10,146m2、鉄筋コンクリート造地上3階建て塔屋1階、延べ床面積約17,978m2、店舗面積約11,554m2（直営店舗面積約9,200m2）、駐車台数約1,000台。
延べ床面積18,219m2、店舗面積約9,200m2。
閉店時の直営店舗面積7,981m2。
2007年（平成19年）2月8日に同じイオン系列のカスミをキーテナントとするイオンタウン佐野（旧・ロックタウン佐野）が開店）
2003年（平成15年）4月26日に開店したイオン佐野新都市店（旧・ジャスコ佐野新都市店、イオンモール佐野新都市の核店舗）とは別。
- 鹿沼店×（鹿沼市仲町1596-1[38]、1974年（昭和49年）6月21日開店[174][46]-1991年（平成3年）閉店[175]）

地上3階建て、店舗面積約4,907m2、駐車台数約190台。
とりせんとの共同出店で開業した。
跡地には、まちの駅新鹿沼宿が開設された（）。
- 茂木店（芳賀郡茂木町63-18[139]、1979年（昭和54年）9月閉店[広報 15]）

旧伊勢甚ジャスコ。

### 群馬県
- 渋川店（渋川市石原1-1[176]、旧さとりジャスコ[177]、群馬ジャスコ[30]、1986年（昭和61年）3月28日開店[177]-2003年（平成15年）5月18日閉店[広報 20]）

敷地面積約10,565m2、鉄筋コンクリート造地上2階建て、延べ床面積約12,260m2、店舗面積約7,459m2（直営店舗面積約6,101m2）、駐車台数約600台。
渋川商店近代化ビルの核店舗として出店していた。
店舗面積7,067m2。
店舗跡は2006年（平成18年）1月に旧店舗の2階部分を渋川市役所第二庁舎としての活用を開始し、2011年（平成23年）3月に1階の改修を終えて公民館と保健センターとして利用を開始した。

### 埼玉県
- 扇屋ジャスコ大宮店（大宮市宮町1丁目72[179]（現：さいたま市大宮区）、1952年（昭和27年）10月開店[179]-1979年（昭和54年）8月閉店[広報 21]）

店舗面積約207m2
1993年（平成5年）7月30日にジャスコ株式会社（現・イオン株式会社）が開設したジャスコ大宮店とは別店舗（同店舗は2011年（平成23年）3月1日に「イオン大宮西店」に改称し、2024年（令和6年）10月31日に閉店）。
- 羽生店（初代、羽生市羽生[49]、1983年（昭和58年）3月10日開店[181]-1992年（平成4年）6月閉店[181]）

1999年（平成11年）10月に羽生市民プラザとなった（ホールや工房などを備えた文化施設）。
2007年（平成19年）11月2日に開店した現在のイオン羽生店（旧・ジャスコ羽生店、イオンモール羽生の核店舗） とは別。
- 神保原駅前店（児玉郡上里町神保原町487[183]、2007年（平成19年）4月20日閉店[広報 5][184]）

店舗面積8,521m2。閉店時の直営店舗面積約6,365m2
神保原駅から約200mの製糸工場跡地に出店。
跡地はトライアル神保原店が2009年4月に出店したが、2018年4月28日に店舗移転のため閉店した。
2008年（平成20年）8月2日に開店したイオンタウン上里（核店舗はベルク）とは別。
- 吉川店（吉川市栄町[121]、1992年（平成4年）10月24日開店[186]-2006年（平成18年）6月20日閉店[広報 5]）

店舗面積約12,000m2（直営店舗面積約9,484m2）、延べ床面積約22,146m2。
閉店時の直営店舗面積約8,055m2
建物は改装され、2006年（平成18年）10月12日に コッコロ吉川として開店した。テナントはフードマーケットカスミ吉川店。
- 八潮南店（八潮市[188]、1990年（平成2年）3月21日開店[189] - ?）

敷地面積約4,500m2、鉄筋コンクリート造地上3階建て、延べ床面積約7,670m2、店舗面積5,080m2。
2009年（平成21年）11月にザ・ビッグ八潮南店に業態転換した。
2021年（令和3年）6月30日にイオン八潮南店に再度業態転換した。
- 北戸田店（戸田市美女木東1-3-1[193]、1989年（平成元年）12月7日開店[193] - 2004年（平成16年）1月12日閉店[広報 18]）

敷地面積約23,700m2、鉄骨鉄筋コンクリート造地上4階建て、延べ床面積約59,200m2、店舗面積27,061m2（直営店舗面積約15,817m2）、駐車台数約1,700台。
現在の北戸田店は、旧・北戸田店の敷地とその隣接地に拡張新築したもの。

#### ジンマート
- ジンマート春日部店（春日部市粕壁6144[194][195]、1968年（昭和43年）12月7日開店[194] - ?閉店）

店舗面積739m2
旧伊勢甚チェーン。
- ジンマート栗橋店（北葛飾郡栗橋町栗橋2744[117]（現：久喜市）、1974年（昭和49年）12月開店[49]-?閉店）

旧伊勢甚ジャスコ。
店舗面積1,865m2。

### 千葉県
千葉県内で過去に存在したジャスコは、下記のいずれも扇屋ジャスコ店舗である。

#### 千葉市
- 千葉店×（千葉市中央区中央4-6-3[196]、1959年（昭和34年）開店 - 1992年（平成4年）10月18日閉店[197][198]）

延べ床面積約33,386m2、店舗面積約10,019m2、駐車台数約200台。
旧扇屋本店で、千葉市地元資本の百貨店の一角。スーパーマーケット事業は「扇屋チェーン」を設立して営業していた。
1976年8月に扇屋とジャスコは合併。以後1992年10月まで扇屋ジャスコ本社を兼ねていた。
店舗跡の建物は千葉市の調査で「公共施設に適さない」とされ、再開発の目途も経っていなかったが、千葉市議会で先行取得するとして、1993年（平成5年）12月に千葉市土地開発公社が約128億円で買収する契約を結んだ。
千葉市が買収後に市役所中央分室として暫定的に活用。周辺地区を含めて「千葉中央第六地区市街地再開発事業」として進めるために2002年（平成14年）に事業化検討会が行われることになり、日本放送協会千葉放送局の移転・入居を目指して交渉を進めたが同年9月に断念した。そして、2007年（平成19年）7月に総事業費約199億円を投じて地上15階建ての建物を建設する計画をまとめ、公募の上で同年10月に再開発事業代行者に清水建設と大成建設を選定し、2007年（平成19年）1月に施設の愛称を「Qiball」と決定した。2007年（平成19年）10月20日に「Qiball(きぼーる)」が全面開業。同施設の駐車場棟1階にはダイエーグルメシティ千葉中央店が 同年9月1日に先行して開業した。
- 扇屋ジャスコ稲毛店×（千葉市稲毛東3-14-1[213][179]（現・稲毛区）、1967年（昭和42年）11月9日開店[213] - 1991年（平成3年）3月閉店[広報 21]）

店舗面積約819m2 → 約1,282m2、駐車台数約20台。
稲毛駅前にあり、現在はマンションとなっている。1990年（平成2年）11月16日に開店した稲毛サティ（現・イオン稲毛店）は小仲台1丁目4−20にあり、1984年（昭和59年）4月27日に開店した「マリンピア店（現・イオンマリンピア店）」は高州3-20-28にある。
- 扇屋ジャスコ天台店（千葉市天台4-12-8[216][196]（現・稲毛区）、1971年（昭和46年）6月26日開店[216]-1990年（平成2年）12月閉店[広報 21]）

店舗面積約1,323m2 → 約1,249m2。
- 星久喜店（千葉市松ヶ丘244[213][217]（現・中央区）、1963年（昭和38年）5月8日開店[217]）

売場面積561m2
- 扇屋ジャスコ松ヶ丘店（千葉市中央区仁戸名町560[196][26]、1972年（昭和47年）10月開店[196]-1994年（平成6年）2月閉店[広報 21]）

延べ床面積約4,288m2、店舗面積約2,378m2、駐車台数約60台。
1994年（平成6年）3月18日に千葉市緑区おゆみ野の鎌取駅南口のゆみーる鎌取ショッピングセンターに移転して扇屋ジャスコ鎌取店が開業している（現・イオンスタイル）。
- 幸町店（千葉市幸町13-2[219]（現・美浜区）、1972年（昭和47年）2月期[220] - 1974年（昭和49年）8月閉店[221]）

1972年（昭和47年）2月期にジャスコセイデンから営業譲渡された。

#### 葛南
- 大久保駅前店（習志野市大久保町1-21-14[222][223]、1967年（昭和42年）11月9日開店[222][223]-1986年（昭和61年）12月閉店[広報 21]）

店舗面積1,320m2。
旧扇屋ジャスコ。京成大久保駅前の琴富ビルに入居していた。
- 船橋店（船橋市本町1-1678-2[217]、1967年（昭和42年）9月15日開店[217]）

売場面積1,221m2
地下1階・地上6階建ての船橋商工会議所ビルのの1階から3階に出店していた衣料品店舗。
- 津田沼店（船橋市前原町2-236[219]、1972年（昭和47年）2月期[220] - 1974年（昭和49年）7月閉店[221]）

1972年（昭和47年）2月期にジャスコセイデンから営業譲渡された。
- 扇屋津田沼店（船橋市前原西2-14-11[225][226]、1967年（昭和42年）10月21日開店[223][226]-1978年（昭和53年）2月閉店[広報 21][227][228][229]）

敷地面積約3,960m2、鉄筋コンクリート造地下1階地上4階建て塔屋1階、延べ床面積約7,451m2、店舗面積約4,362m2、駐車台数約25台。扇屋津田沼店としての店舗面積は1,650m2。
旧扇屋ジャスコ。津田沼駅北口にあった「サンポーショッピングセンター」内の3階と4階に出店していた衣料品店舗。「三宝ショッピング」のスーパーマーケット「フードランド三宝」と共に核店舗として出店していた。
1976年（昭和51年）8月の長崎屋出店を皮切りに、津田沼駅周辺に大型店が続々と進出。大型店同士での競争の激化（「津田沼戦争」）により、1978年（昭和53年）2月に撤退。サンポーショッピングセンターも同年7月に閉店した。
扇屋ジャスコ津田沼店閉店から25年8ヶ月後の2003年（平成15年）10月4日に、イオン津田沼ショッピングセンター（現・イオンモール津田沼）の核店舗としてジャスコ津田沼店（現・イオン津田沼店）が開店。2008年（平成20年）3月13日にイオンモリシア津田沼店（現・ダイエーモリシア津田沼店）も開店している。
- 北習志野店（船橋市習志野台2-6-3[235]、1968年（昭和43年）10月9日開店[235]-1978年（昭和53年）9月閉店[広報 21]）

旧扇屋ジャスコ
店舗面積1,651m2。
- 八千代台店（八千代市八千代台西1-6-2[179][236]、1965年（昭和40年）6月6日開店[236]-1986年（昭和61年）2月閉店[広報 21]）

店舗面積759m2。
- 八千代アピア店（八千代市八千代台北1-1[196][237]、1974年（昭和49年）11月15日開店[237]-1982年（昭和57年）10月閉店[広報 21]）

敷地面積約900m2、鉄骨鉄筋コンクリート造地下2階地上8階建て塔屋1階、延べ床面積約10,032m2、売場面積約4,449.68m2（当社売場面積約1,378.41m2）、駐車台数約60台。
旧扇屋ジャスコ
八千代アピア内に出店。
- ゆりのき台店（千葉県八千代市[49]、1987年（昭和62年）3月開店[49]-閉店時期不明）

旧扇屋ジャスコ。
店舗面積約197m2。
- 鎌ヶ谷店（東葛飾郡鎌ケ谷町道野辺963-1[238]（現・鎌ケ谷市）、1970年（昭和45年）6月20日開店[239]-1977年（昭和52年）3月閉店[広報 21]）

旧扇屋と八千代デパートの共同で出店していた。2004年（平成16年）に開店したジャスコ鎌ヶ谷店（現・イオン鎌ヶ谷店）とは別店舗。

#### 東葛（葛南を除く）
- 松戸店×（松戸市松戸1-1163[240]（旧・1231[217]）、1967年（昭和42年）10月26日開店[217] - 1978年（昭和53年）閉店[179]）

売場面積1,468m2 → 約3,563m2、駐車台数約50台。
旧扇屋ジャスコ。松戸駅東口の加藤ビルの地下1階から地上3階に出店していた店舗であった。
1978年（昭和53年）に丸興に移管。松戸駅から徒歩3分ほどのところにあり、跡地は立体駐車場。
- 扇屋ジャスコ柏店（柏市柏1-2-31[196]、1970年（昭和45年）3月28日開店[242] - 1980年（昭和55年）3月閉店[243]）

店舗面積4,625m2。柏市豊町に2006年（平成18年）5月10日にジャスコ柏店が開店した（現・イオン柏店）。
1972年（昭和47年）9月に百貨店から業態転換。

#### 印旛
- 成田店×（成田市東町151-1[247][248]、1981年（昭和56年）12月16日開店[247][248] - 2006年（平成18年）8月30日閉店[広報 5]）

敷地面積約24,833m2、鉄骨造地上3階建て、延べ床面積約21,313m2、店舗面積約11,633m2（直営店舗面積約8,172m2）、駐車台数約1,000台。
閉店時の直営店舗面積約7,960m2
旧扇屋ジャスコ。国道51号沿いで、JR・京成成田駅から約600mの場所にあった。閉店後は更地になった。
ウイング土屋に2000年（平成12年）3月18日に開店したイオン成田ショッピングセンター（現・イオンモール成田）の核店舗のジャスコイオン成田店（現・イオン成田店）の開業後も並行して営業していた。
2014年（平成26年）9月下旬から跡地にイオンタウンの建設工事が始まることになり、2015年（平成27年）11月19日にイオンタウン成田富里が開店した。
- 扇屋ジャスコ佐倉店×（佐倉市新町44[179]、1970年（昭和45年）10月開店[179]-1995年（平成7年）2月閉店[広報 21]）

店舗面積約711m2。
京成佐倉駅とJR佐倉駅の間に位置する新町商店街の一角にマルエツ佐倉店と共同で出店していた。2階に衣料品のみを扱う店舗として営業していた。

#### 銚子・佐原
- 佐原店×（佐原市イ-579[238]（現：香取市）、1965年（昭和40年）10月1日開店[223]-1978年（昭和53年）7月閉店[広報 21]）

店舗面積1,040m2。
旧扇屋ジャスコ。衣料品のみを扱う店舗として営業していた。
- 扇屋ジャスコ旭店[196]→旭南店[252]（旭市ロ807-1[196]、1973年（昭和48年）12月開店[196]-1994年（平成6年）9月閉店[広報 21]）

店舗面積1,282m2。
旭市商工会館北側の場所にあった。跡地は旭市土地開発公社が取得した。
1982年（昭和57年）4月28日に開店した旭ショッピングセンター サンモールの核店舗は、旧扇屋ジャスコ旭店（旧：ジャスコ旭サンモール店→イオン旭店）。

#### 上総・安房
- 五井店（市原市五井町5113[256][223]、1959年（昭和34年）6月開店[256][223] - 1977年12月閉店[広報 21]）

店舗面積759m2 → 771m2。
- 館山店×（館山市八幡字小松原724-1[257]、1987年（昭和62年）11月1日開店[257]-1993年（平成5年）3月17日増床[258]-2007年（平成19年）1月21日閉店[広報 5]）
  - 敷地面積約18,120m2[257]、鉄筋コンクリート造地上1階建て[257]、延べ床面積約4,482m2[257]、店舗面積約2,870m2[257]（直営店舗面積約1,800m2[257]） → 約12,740m2[258]、駐車台数約430台[257]。

旧扇屋ジャスコ。1993年（平成5年）3月17日に店舗面積3,104m2を12,740m2へ増床した。
閉店時の直営店舗面積約7,850m2
ロックシティ館山（現・イオンタウン館山）の核店舗として2007年（平成19年）5月26日に再開業した。

### 東京都
- 小岩店（江戸川区西小岩1-21-4[179][260]、1968年（昭和43年）6月14日開店[260][261] - 1980年（昭和55年）5月閉店[広報 21]）

店舗面積3,475m2 → 1,797m2。
開業時は扇屋ジャスコでキディランドや星電社も出店していた。
イトーヨーカドー小岩店（旧小岩駅前店）のオープンの影響により客足が遠のいたことが原因で1980年（昭和55年）5月に閉店。
- 扇屋ジャスコ亀有店（葛飾区亀有5丁目35-101[179]、1962年（昭和37年）11月8日開店[260] - ）

店舗面積1,838m2 → 1,716m2 → 2,369m2。
UR都市機構亀有5丁目市街地アパート内、1996年（平成8年）8月にブックバーンに業態転換。
- 亀有南店（葛飾区亀有3丁目13-5[238]、1976年（昭和51年）8月閉店[広報 21]）

旧扇屋ジャスコ。
- 伊勢甚ジャスコ江戸川橋店（文京区関口栗橋1-47-8江戸川橋ビル[117]）

- 代田橋店（世田谷区、1972年（昭和47年）2月期[220] - 1974年（昭和49年）9月閉店[221]）

1972年（昭和47年）2月期にジャスコセイデンから営業譲渡されたが。
- 昭島店（→2009年（平成21年）9月にザ・ビッグ昭島店に業態転換[263]）
- 扇屋ジャスコ三鷹店（三鷹市下連雀3-34-6[179]、1953年（昭和28年）4月開店[179]-1978年（昭和53年）閉店[広報 21]）

店舗面積217m2 → 207m2。

### 神奈川県
- 藤沢店（藤沢市、? - 1972年（昭和47年）2月期[220] - 1974年（昭和49年）9月閉店[221]）

1972年（昭和47年）2月期にジャスコセイデンから営業譲渡された。
- 大和店（大和市下和田字上の原1216-1[265]、1979年（昭和54年）10月12日開店[266] - 2009年（平成21年）10月20日閉店[広報 17]）

延べ床面積19,798m2、閉店時の直営店舗面積約9,558m2
大和市の土地区画整備事業に関連して閉店し、2011年（平成23年）5月28日にイオン大和店を核店舗としたイオン大和ショッピングセンターとして再出店した。

## 甲信越地区

### 新潟県
- 新発田店×（新発田市諏訪町1-3-28[268]、1975年（昭和50年）6月12日開店[268][118][269]-1996年（平成8年）9月20日閉店[270]）

敷地面積約3,636m2、鉄骨造3階建て、延べ床面積約13,302m2、売場面積約7,364m2（当社売場面積約6,131m2）、駐車台数約220台。
新発田駅前に所在した。同店はその後2005年（平成17年）3月に西新発田駅前の同市住吉町にオープンしたイオン新発田ショッピングセンター（現・イオンモール新発田）内に同名で再進出した。
- ハヤカワ五泉店[272]→五泉店（五泉市吉沢1-1-3[272][273]、1978年（昭和53年）3月18日開店[272] - 1995年（平成7年）9月閉店[注 2][274][275][276]）

敷地面積約4,356m2、鉄骨造3階建て、延べ床面積約10,400m2、売場面積約5,530m2（当社売場面積約4,215m2）、駐車台数約200台。
新発田市に本店を持つデパート・ハヤカワにより「ハヤカワ五泉店」として開店。1987年（昭和62年）にジャスコへ営業権が譲渡され「ジャスコ五泉店」となった。店内には、五泉市の新聞店「樋口新聞舗」が、テナントの書店として出店していた。
その後、五泉市内外の大型店の進出による競争激化に伴い、売上が低迷し、1995年（平成5年）9月をもって閉店。
以降、複数の関係者（地権者）が県外在住だったこともあり、再利用が進まず、約25年に渡り空きビル状態が続き、防犯面や安全面、景観面で長年の課題となっていた。塔屋や入り口には看板が残っていたが、2007年（平成19年）10月に撤去された。
五泉市は、所有者が固定資産税を滞納していたことから、2012年（平成25年）に土地、2018年（平成30年）12月に建物を差し押さえた。2019年（平成31年）3月15日には市が公売を行った結果、イワコンハウス新潟が土地と建物を購入し、アスベスト除去作業を行った後に2021年初旬までに建物を解体。イワコンハウス新潟が開発した「チューリップタウン」となり、そのテナントの一角にツルハドラッグ五泉駅前店が2021年（令和3年）8月に開業した。
- 三条昭栄店×（三条市神明町[49]、1988年（昭和63年）3月[49] 25日開店 - 2001年（平成13年）1月31日閉店[広報 4][280]）

閉店時の直営店舗面積約8,000m2。
三条パルム1号館（パルム1）内に所在。同市の昭栄地区市街地再開発事業の一環として開店した。市側がキーテナントとして選定したジャスコは都市計画道路の早期完成などを条件に、施設所有権の一部を買収して出店した。ジャスコは市側の求めに応じ、百貨店に近い品揃えで高級感ある店舗運営を目指したが、パルム店から程近い同市西裏館2ではジャスコ三条店が営業を行っていた上、周辺の大型SCとも競合するなどして業績は低迷を続けた。パルム店はCI導入後も塔屋の看板を改修せず、旧ロゴのままで営業を続けていた（一方の三条店はCI導入後、順次改修された）。イオンは2001年（平成13年）のジャスコ閉店後もパルム1の所有権の58.5%を保有し（残り41.5%は地元地権者42人が保有）、市の第三セクター「三条昭栄開発」に賃貸して運営管理を委託する形が取られている。
ジャスコ撤退後のパルム1は食品スーパーパワーズフジミとなった が、その後2009年（平成21年）までの間に入居企業は代替わりを繰り返し、パワーズフジミ（当時はサトウ食品系列）、チャレンジャー（オーシャンシステム）、マルイと変遷した。
イオン・地権者側は固定資産税の負担増などを理由に、2008年（平成20年）3月の賃貸借契約満了を前に市に対して所有権買収を求めているが、2007年（平成19年）9月、市側が新たな買受先を見つけることを前提に、遅くとも2011年（平成23年）8月まで賃貸借契約を延長できる猶予期間を設けることでイオン・地権者側と合意した。
しかし来客数の低迷は解消できず、加えて2008年（平成20年）12月には立体駐車場の所有企業が破産して、市が融資した約3億9千万円が回収不能となるなど運営は困窮し、さらには土地・建物一括での所有権売却も目途が立たなくなるなどしたことから、結局市は2010年（平成22年）1月22日、パルム1を撤去して跡地を売却する方針を固めた。4月末までに全テナントを退去もしくはパルム2などに移転させて閉鎖し、11月までに解体された。跡地は売却され、2017年（平成29年）現在第四銀行三条支店が建っている。
- 村上店×（村上市田端町6-17[282]（旧・大字村上字田端町3310-12[283]）、1973年（昭和48年）11月16日開店[284] - 2006年（平成18年）2月20日閉店[広報 2]）

ジャスコグループ初の新潟進出店として西奥羽ジャスコ（現：マックスバリュ東北）が開業。1986年（昭和61年）3月、ジャスコに営業譲渡。
延べ床面積約7,759m2、店舗面積約3,795m2、駐車台数約170台。
閉店時の直営店舗面積約3,972m2
村上駅前に当店の進出が進出した影響で、当店から離れた場所にあった従来のメーンストリートだった「中央商店街」は大きな影響を受け、買回り品の売上が特に大きく落ち込むことになった。
現在は、村上総合病院第2駐車場。
建物老朽化などのため営業を休止し、同じ敷地内に新築し2006年（平成18年）夏に開業する予定であった。国道7号沿いの同市仲間町に1993年（平成5年）に開店した大型店舗のジャスコ村上東店があるため、村上店は食料品・日用品を主体とした小型店舗に転換する方針だったが、旧施設の解体後に行った調査で土壌汚染が発覚し、当初の予定より計画が大幅に遅れた結果、2007年（平成19年）12月にリプレイスを断念した。なおジャスコ村上店跡から約100m程の所には「サティ食品館村上店」の店舗跡があったが、2010年（平成22年）初頭に建物は撤去されて更地化、住宅地として整備された。
2011年（平成23年）2月28日に村上総合病院が店舗跡地への新築移転構想への協力を村上市に要請していることが市議会で明らかにされたが、同年9月7日の村上市議会全員協議会では地質調査の結果として土壌汚染が確認されたとして店舗跡への新築移転は不適切として断念したことが明らかにされた。
1993年（平成5年）10月開業の新村上ショッピングプラザにジャスコ村上東店を開店している。
- 亀田店×（中蒲原郡亀田町五月町3-474[289]（現・新潟市江南区）、 1982年（昭和57年）11月12日開店[289][290] - 閉店時期不明）

店舗面積約1,000m2 → 約2,000m2、駐車台数約250台。
1988年（昭和63年）11月にディスカウントストア「ビッグ・バーン亀田店」に業態転換したが閉店。店舗跡は、新潟市を中心に県内でディスカウントストアを展開していた「マックス」が取得し「マックス亀田店」となり、その後医薬品に特化した「ドラッグマックス亀田店」に改称した。その後マックスは2006年（平成18年）にマツモトキヨシの系列傘下となり、2009年（平成21年）に子会社統合で吸収合併されマツモトキヨシ甲信越販売となった際に、店舗ブランド変更により「ファミリードラッグ亀田店」に改称した。マックスは当初、ジャスコ亀田店の店舗施設をそのまま使用して営業していたが2000年代半ばに全面改築され、旧施設は現存しない。
なお江南区亀田地区には2007年（平成19年）10月、イオン新潟南ショッピングセンター（現・イオンモール新潟亀田インター）が開店した。同SCの核店舗「ジャスコ新潟南店」としてジャスコが再進出した。同店舗はブランド変更により「イオン新潟南店」「イオンスタイル新潟南」への変遷を経て、2024年（令和6年）9月20日にSCの施設名の改称に伴い、「亀田」を冠した「イオンスタイル亀田インター」に改称している。さらに旧・亀田店跡地の付近の亀田四ツ興野1丁目に、2013年（平成25年）7月26日に、マックスバリュ東北運営の「マックスバリュ亀田店」が開店。これは元々パワーズフジミ亀田店として営業していたのを、2013年（平成25年）5月の自己破産によりマックスバリュ東北へ売却し、マックスバリュとして転換したもの。2016年（平成28年）3月30日からは、経営がイオンリテールに移管し、「イオン亀田店」となっている。
- イヅモヤジャスコ高田店×（上越市土橋[294]、1985年（昭和60年）11月22日開店[295]-1996年（平成8年）閉店[296]）

上越市高田地区中心部にあった「いづも屋百貨店」が老朽化等の為、1985年（昭和60年）2月に閉店。中心部からやや離れた土橋に店舗を移転新築し、同社がジャスコ傘下となったのに伴って上記の店名に改称した。しかし1996年（平成8年）3月20日に上越店は富岡へ移転して地元の商店（60店）からなる協同組合「アコーレ」と一体となった新店舗を開業し、土橋の店舗は閉店。店舗跡は上越市が買収し、市民交流施設「上越市市民プラザ」となっている。

- ジャスコ田中店（柏崎市田中20-22[298]）

#### ウエルマート
- ウエルマート中条店×（北蒲原郡中条町大字本郷字家ノ下523-1[299]（現：胎内市本郷）、?開店-2003年（平成15年）12月31日閉店[広報 18]）

閉店時の直営店舗面積約470m2。現在はセブンイレブン中条本郷店が開店している。
- ウエルマート三日市店×（新発田市大字三日市字小島423-1[298]、?開店-2003年（平成15年）12月31日閉店[広報 18]）

閉店時の直営店舗面積約499m2。
- ウエルマート米山台店×（柏崎市米山台3-9-45[298]、?開店-2003年（平成15年）12月31日閉店[広報 18]）

閉店時の直営店舗面積約1,064m2。
- ウエルマート柿崎店（中頸城郡柿崎町（現・上越市柿崎区柿崎））
- ウエルマート豊栄店（豊栄市柳原1-9-11[299]（現・新潟市北区））

#### アップル
- アップル逢谷店（新発田市逢谷内4-67-1[299]）
- アップル本町店（新発田市本町2-485-1[299]）
- アップル豊町店（新発田市豊町4-32902[299]）
- アップル東本町店（柏崎市東本町2-5-16[298]）
- アップル松波店（柏崎市松波2-2-16[298]）

1990年（平成2年）1月にイオングループ・アップルユニオンとしてゼンセン同盟に組合が加盟している。新潟県内のウエルマートの店舗の一部は、かつて新発田市を中心に百貨店・衣料店・スーパーなどを展開していた「ハヤカワ」が運営する「アップル」という食品スーパーだった（かつては新潟市東区逢谷内、江南区曽野木、西区坂井東などにも店舗を展開していた）。同社はその後イオングループ傘下となり、一部を除く事業のほとんどをイオンに譲渡した。

### 長野県
- 長野店×（長野市三輪町9-43-24[300]、1975年（昭和50年）5月2日開店[300]-2007年（平成19年）8月20日閉店[広報 7]）

敷地面積約11,795m2、鉄骨造地上2階建て塔屋1階、延べ床面積約11,840m2、店舗面積約5,217m2（直営店舗面積約4,265m2）、駐車台数約450台。
閉店時の直営店舗面積約5,952m2
1982年（昭和57年）10月に隣接地に約300台収容の立体駐車場を開設した。
店舗の老朽化や近隣の競合店との競争激化を理由に閉店し、建物を解体後に新店舗建設をする構想を示していたものの更地の状態が続いていた。
2013年（平成25年）3月15日に旧店舗の敷地約11,400m2をほぼそのまま活用して店舗面積約7,900m2のショッピングセンターイオンタウンの建設計画が届け出られていることが明らかになった。
2014年（平成26年）3月7日にイオンタウン長野三輪として再開業した。
- 篠ノ井店×（長野市篠ノ井布施高田宇福田864-2[18]、1976年（昭和51年）9月開店[49] - 1996年（平成8年）11月閉店[304]）

店舗面積約3,620m2、駐車台数約100台。
1993年（平成5年）に総合ディスカウントストアへ業態転換した。
- 中野店（中野市中央町1-11-21[18]、 - 1982年（昭和57年）2月閉店[301]）

店舗面積約938m2
- 中野駅前店（中野市西1-1042[306]、1981年（昭和56年）9月開店[301][307]-2002年（平成14年）3月20日閉店[広報 19]）

店舗面積約2,100m2
閉店時の直営店舗面積2,540m2。
長野電鉄信州中野駅構内に建設された長電中野駅前ビルのキーテナントとして出店していた。
長野オリンピックが開催された1998年（平成10年）には免税店の免許を取得して日本土産などを販売した。現在は、中野市中野保健センターなどが入居。
2002年（平成14年）4月6日に当時のジャスコ新中野店を核店舗としたイオン新中野ショッピングセンター（現・イオン中野ショッピングセンター、中野市一本木）に移転オープンしている。
- 村山駅前店（須坂市大字高梨350[312]、1987年（昭和62年）4月24日開店[312][313][314] - 2002年（平成14年）8月20日閉店[広報 19][315]）

敷地面積約4,180m2、鉄骨造地上2階建て塔屋2階、延べ床面積約5,617m2、店舗面積約3,339m2（直営店舗面積約1,250m2）。
須坂市初の郊外型大型店であった村山駅前ショッピングセンター協同組合の「ピオレ（Piolet）」の「村山スーパー」の「ピオレ村山」（約900m2）と共に核店舗として出店していた。
店舗跡の建物を2011年（平成13年）春に夢工房福祉会が取得して、同年9月1日に1階に多機能型事業所「ワークス未来工房」を移転して開所した。その後も改修工事を続け、2015年（平成27年）に「共生ビル」として新装開館した。
- 軽井沢店×（北佐久郡軽井沢町大字長倉字舟久保3459-1[318]、1984年（昭和59年）7月11日開店[319][320] - 2003年（平成15年）4月20日閉店[広報 20]）

閉店時の直営店舗面積2,271m2。
当社系のほていやを核店舗とする「軽井沢ショッピングセンター」として開業した。
長野オリンピックが開催された1998年（平成10年）には免税店の免許を取得して日本土産などを販売した。
- 御代田店×（北佐久郡御代田町、1985年（昭和60年）11月28日開店[321][広報 22]-1999年（平成11年）12月閉店[広報 22]）

店舗面積約397m2。
1993年（平成5年）に酒類専門ディスカウントストアへ業態転換した。
信州ジャスコの小型店。
- 丸子町店（小県郡丸子町（現：上田市）1989年（平成元年）4月26日開店[広報 22]-1994年(平成6年）2月閉店[広報 22]）

店舗跡は1997年（平成9年）6月14日にフレック丸子町店が開店したが後に閉店し、空いた建物には新たに西源丸子店が開店した(こちらも後に閉店しその後は介護施設兼ベーカリーとなっている)。
- 小諸店（小諸市与良町3-1-1[323]（旧・甲2500[324]）、1981年（昭和56年）10月開店[324][325][188]-2001年（平成13年）9月20日閉店[広報 10]）

地下1階地上3階建て、店舗面積約5,700m2、駐車台数約600台。
閉店時の直営店舗面積6,877m2。
昭和堂ジャスコの1号店として開店し、1989年（平成元年）2月1日付で昭和堂ジャスコが信州ジャスコに吸収合併された。
のちにふれあいプラザ小諸 ヴィオ→閉鎖→2004年12月 小諸市に移管→2012年（平成24年） 建物解体
- 松本店（松本市中央2-2-28[18][98]、1975年（昭和50年）5月2日開店[8] - 1981年（昭和56年）3月休店[301]）

店舗面積約3,620m2、駐車台数約20台。
「はやしや」が1961年（昭和36年）3月に買収した「生安寺墓地」跡に1963年（昭和38年）9月に店舗を完成させ、当時の長野県下最大の百貨店となった。
店舗跡は1983年（昭和58年）2月に売却され、1984年（昭和59年）に松本パルコが開店した。
1981年（昭和56年）3月に松本カタクラモールの核店舗のジャスコ東松本店の開業に伴って休店となった。その後建て替えられ、現在はイオンモール松本の核店舗「イオンスタイル松本」となっている。
- 呉服のはやしや（松本市大手3-1-1[18]）

- 筑北店×（東筑摩郡筑北村、1986年（昭和61年）6月開店[330] - ?閉店）

店舗面積約330m2　。
- 塩尻駅西店（塩尻市大字大門58-3[331]、1984年（昭和59年）10月21日開店[332][広報 22]-1999年(平成11年)12月閉店[広報 22]）

店舗面積約490m2 → 約1,000m2（直営面積350m2）。
食料品スーパーであった。
- 大町店×（大町市大字九日町2502[333]、1981年（昭和56年）12月9日開店[334]-1998年（平成10年）6月閉店[335]）

地下1階地上4階建て、店舗面積約4,793m2。
カネマンジャスコ大町店として地場資本のスーパー「カネマン」と「ジャスコ」の合弁で、九日町に開店したが、1987年（昭和62年）8月21日に信州ジャスコと合併した。
1993年（平成5年）に総合ディスカウントストアへ業態転換した。
- 新大町店（1998年（平成10年）7月3日開店[広報 22]-→ザ・ビッグ信濃大町店）

店舗面積約8,494m2、延べ床面積約10,056m2。
- 白馬店（北安曇郡白馬村、1985年（昭和60年）2月9日開店[広報 22]）

店舗面積約350m2。
北安曇郡白馬村北城1007に1992年（平成4年）10月22日新白馬店が開店した。
- 穂高店（南安曇郡穂高町大字有明10368-1[331]（現：安曇野市）、1993年（平成5年）9月14日開店[339] - 2010年（平成22年）6月にザ・ビッグ穂高店に業態転換[340]）

店舗面積約7,021m2、延べ床面積約9,716m2。
ディスカウントショッピングセンターの「J MARTセンター」穂高店として開業したワンフロアの店舗。
- 三郷店（南安曇郡三郷村大字温2716-1[333]（現：安曇野市）、1988年（昭和63年）10月開店[33]-2010年（平成22年）12月11日にザ・ビッグ三郷店に業態転換[340]）

店舗面積約9,640m2、延べ床面積約13,906m2。
上記3店舗と新白馬店（2011年（平成23年）3月にマックスバリュ白馬店に業態転換）は2010年（平成22年）2月21日より運営会社がマックスバリュ長野に変更
- 中萱店×（南安曇郡三郷村、1986年（昭和61年）2月15日開店[広報 22]-1989年（平成元年）6月閉店[広報 22]） 直営売場面積417m2[広報 22]。
- （初代）上田店 → ジャスコほていや中央店×（上田市海野町4802番地[341]、1999年（平成11年）閉店）

鉄骨鉄筋コンクリート造地下2階地上5階建て塔屋3階、延べ床面積約11,000m2、店舗面積約6,700m2。
ほていや百貨店（1959年（昭和34年）12月6日開業）→（初代）ジャスコほていや上田店→ジャスコほていや中央店と変遷。
1977年（昭和52年）8月にジャスコと資本・業務提携し、1988年（昭和63年）8月21日に信州ジャスコと合併した。
- （2代目）ジャスコほていや上田店→1994年（平成6年）6月に（初代）ジャスコ上田店と改称[344]（上田市常田2-12-18[345]、1983年（昭和58年）7月29日[346]-2003年（平成15年）8月20日閉店[広報 20]）

店舗面積約7,023m2、駐車台数約800台。
昭栄上田ショッピングセンターの建物の建て替えのため に閉店した。
店舗面積約12,324m2。
閉店時の店舗面積10,136m2。
建て替えて2004年（平成16年）8月1日に開業したイオン上田ショッピングセンター内に（2代目）上田店が後継店舗として出店。
- 武石店×（小県郡武石村大字沖207[331]（現：上田市）、1990年 (平成2年）7月20日開店[広報 22]-2010年（平成22年）8月20日閉店[広報 23]）

閉店時の直営店舗面積約1,559m2。
閉店後もしばらく建物は残り酒類販売店が入居していたが、同店が新しい建物(ジャスコ時代の駐車場の一部に建設)に移転するとほどなくして解体された。

#### ウエルマート
- ウエルマート伊勢宮店（長野市伊勢宮、1994年（平成6年）4月開店[349]）

1998年（平成10年）2月21日付で「ニシナ」が信州ジャスコと合併。
2000年（平成12年）2月16日にエス・エス・ブイへ譲渡され、改装後の2000年（平成12年）3月1日に西友伊勢宮店として新装開店。
- ウエルマート高田店（長野市高田）

1998年（平成10年）2月21日付で「ニシナ」が信州ジャスコと合併。
2000年（平成12年）2月16日にエス・エス・ブイへ譲渡され、改装後の2000年（平成12年）3月1日に西友高田店として新装開店。
- ウエルマート三本柳店（長野市三本柳東2-8[352]、1994年（平成6年）7月21日開店[352]）

1998年（平成10年）2月21日付で「ニシナ」が信州ジャスコと合併。
2000年（平成12年）2月16日にエス・エス・ブイへ譲渡され、改装後の2000年（平成12年）3月1日に西友三本柳店として新装開店。
- ウエルマート望月店

1998年（平成10年）2月21日付で「ニシナ」が信州ジャスコと合併。
2000年（平成12年）2月16日にエス・エス・ブイへ譲渡され、改装後の2000年（平成12年）3月1日に西友望月店として新装開店。
- ウエルマート真田店

1998年（平成10年）2月21日付で「ニシナ」が信州ジャスコと合併。
2000年（平成12年）2月16日にエス・エス・ブイへ譲渡され、改装後の2000年（平成12年）3月1日に西友真田店として新装開店。
- ウエルマート上山田店

1998年（平成10年）2月21日付で「ニシナ」が信州ジャスコと合併。
2000年（平成12年）2月16日にエス・エス・ブイへ譲渡され、改装後の2000年（平成12年）3月1日に西友上山田店として新装開店。
- ウエルマート佐久店（佐久市大字安原1110-1、?開店 - ?閉店）[要出典]

現在はサンジュニア佐久営業所。
- ウエルマート青木店[要出典]（建物存続、→ナカムラ→閉鎖中）[独自研究?]

## 北陸地区
富山・石川・福井の各県に存在した店舗の多くは、元々金沢の衣料品店「いとはん」の店舗として開店しているため、「いとはん」時代の主力だった衣料品に特化した中小規模の店舗が多く存在した。いとはんは1977年2月28日にジャスコとの合併を前提に「いとはんジャスコ」を設立し、同年8月にジャスコ直営であった福井店、大野店、野々市店の営業を譲渡し、翌1978年5月21日にジャスコ傘下の「北陸ジャスコ」となったことで全店がジャスコの店舗となり現在に至る。

### 富山県
- 高岡駅前店×（高岡市末広町1-2[357]、1972年（昭和47年）10月27日開店[357][358] - 1980年（昭和55年）閉店[359]）

敷地面積約1,228m2、鉄骨鉄筋コンクリート造地下1階地上8階建て、延べ床面積約8,405m2、店舗面積約4,967m2（当社店舗面積約2,874m2）。
店舗面積5,804m2。
1980年（昭和55年）3月29日に北陸ジャスコ運営の女性向けファッションビルMSの街に改装後、1987年に末広町商店街の有志らに土地・建物とも売却（仮契約は同年4月3日）されることになったことから、1988年（昭和63年）2月に閉店。その後、同年7月29日から1階部分のみ「末広プラザ」として暫定的に使用され、跡地は再開発でウイング・ウイング高岡である。
- 高岡西町店（高岡市西町4-25[139][365]、1974年（昭和49年）11月開店[49] - 2000年（平成12年）6月25日閉店[広報 4]）

店舗面積約1,232.88m2、駐車台数約100台。トーエープラザ西町店のテナントとして入居していた。
閉店時の直営店舗面積約1,475m2。
閉店後の店舗は居抜き出店の形で、2000年8月5日、1階にBOOKOFF高岡西町店、2階にCOMPOFF高岡西町店（いずれも運営は電陽社）がオープンした。
- 上市店（中新川郡上市町若杉4-5[368]、1972年（昭和47年）11月開店[368] - 1991年（平成3年）1月20日閉店[369]）

売場面積1,760m2、駐車台数約50台。。
上市駅の2階に出店していた。1階に上市農協のスーパーが入居していたため、衣料品、インテリア用品、雑貨などを主力としていた。富山市などでの郊外型大型店の出店により売り上げが落ち込んだため閉店した。
- （初代）砺波店×（砺波市新富町5-43[372][139][373]、1974年（昭和49年）10月10日[372] - 閉店時期不明）

店舗面積約3,279.87m2、駐車台数約200台。
当初の店舗名は『いとはん砺波ショッピングセンター』。当初は砺波駅前で建設が計画されていた商工会議所会館の地下1階 - 地上3階に入居することが計画されていたが、地元商店街の猛反対や用地確保が難航したため、現在地での建設に変更となった。売場面積4,476m2。キーテナントにいとはんが入り、一般テナント5店舗が入居。屋上には100台分の駐車場も完備されていた。
2代目の店舗へ建て替えのため閉店。なお、2代目店舗も建て替え・拡張のため閉店し、現在は跡地にイオンモールとなみ（核店舗はイオンスタイルとなみ）が営業している。

### 石川県
- グリーンシティ金沢店[広報 19]。×（金沢市駅西本町5丁目2番13号[376]、1980年（昭和55年）11月21日開店[377]-2003年（平成15年）2月20日閉店[広報 19]）

店舗面積8,013m2、駐車台数約600台。
グリーンシティ金沢の核店舗として出店していた。
跡地は建替えて店舗面積4,302m2（直営店舗面積約2,455m2）のマックスバリュ金沢駅西本町店として、2005年（平成17年）12月9日にオープンした。
- 片町mzの街店（金沢市片町1-5-25[379]、1966年（昭和41年）10月26日開店[379] - 1987年（昭和62年）10月25日閉店[要出典]）

店舗面積2,178m2。
- ミセスショップ（金沢市片町1-5-26[139]、1979年（昭和54年）度閉店[366]）
- ベビーショップ（金沢市片町1-4-11[139]）

店舗面積約325.05m2。
- スカイビル店（金沢市武蔵町15-1[139]）

1985年（昭和60年）10月にビル内に同居していた金沢名鉄丸越百貨店に譲渡し、同社の店舗の一部となった。
店舗面積約1,254.00m2。
- ムサシ店（金沢市安江町1-28[139]、1964年（昭和39年）4月27日開店[379]）

店舗面積約1,154.01m2。
- 円光寺店×（金沢市円光寺1-58[139]、1971年（昭和46年）4月開店[49]-1978年（昭和53年）[381]4月閉店[要出典]）
- 野町店×（金沢市野町4丁目5-5[139][379]、1966年（昭和41年）4月21日開店[379] - 1991年（平成3年）8月閉店[要出典]）

店舗面積約392m2。
いとはん（後述）として開店。
- 鳴和店×（金沢市鳴和1-14-1[382]、1972年（昭和47年）6月2日開店[382] - 2000年（平成12年）7月閉店）

敷地面積約3,550m2、鉄骨造り3階建て塔屋1階、延べ床面積約6,632m2、店舗面積約4,920m2（当社店舗面積約1,167m2）、駐車台数約300台。
鳴和フードセンター（現・ナルックス）が建設した城北ショッピングセンターに同社の食品スーパー（約2,316m2）と共に出店していた。しかし、「アル・プラザ金沢」、「ジャスコ杜の里店」などの大型ショッピングセンターが進出したことから撤退となった。ジャスコ撤退後はテナントの出退店が続き、2020年（令和2年）6月30日にナルックスがクスリのアオキ（ハピコム加盟）に買収されたこともあり、11月29日を以って完全閉店。建物は取り壊された後に平屋に縮小の上建て替えられ、2022年（令和4年）5月25日にクスリのアオキ鳴和店としてリニューアルオープンした。
- 野々市店×（石川郡野々市町横宮52-1[383]（現・野々市市）、1976年（昭和51年）11月26日開店[383]-2001年（平成13年）2月20日閉店[広報 4][384]）

敷地面積約15,080m2、鉄筋コンクリート造2階建て塔屋2階、延べ床面積約19,722m2、店舗面積約12,791m2（当社店舗面積約9,028m2）、駐車台数約1,500台。
国道157号に位置していた。閉店後建物を解体して更地にして地権者へ2002年（平成14年）に返還された。
その後、同市内に所在していたメガマート野々市店と旧マックスバリュ野々市店（2014年（平成26年）11月15日に「イオンタウン野々市」の核店舗として開業したマックスバリュ野々市店とは別店舗）が統合し、ジャスコ野々市南店（現・イオン野々市南店）に転換した。
- 御経塚店→Big J 御経塚店×（石川郡野々市町（現・野々市市）、1984年（昭和59年）11月21日開店[49] - 1997年（平成9年）5月閉店）[要出典]

店舗面積約1,250m2。
国道8号の東側に位置していた。閉店後、1998年（平成10年）3月14日に道路を挟んだ向かい側にマイカルが「御経塚サティ」をオープン。その後「イオン御経塚店」にブランド変更してから2021年（令和3年）5月31日まで営業した。
- 七尾店（七尾市橘町32[387][388]、1969年（昭和44年）10月25日開店[387] - 1986年（昭和61年）12月5日開店[388] - 1997年（平成9年）2月閉店[要出典]）

敷地面積約1,783m2、鉄筋コンクリート造4階建て塔屋2階、延べ床面積約5,925m2 → 約9,401m2、 店舗面積約3,871m2 → 約5,875m2（当社店舗面積約2,378m2 → 約5,390m2）、駐車台数約300台。
旧・七尾市庁舎跡に出店していた。
- 松任店（初代）→ Big J 松任店×（松任市西新町14-12[390]（現：白山市）、1973年（昭和48年）5月12日開店[391] - 1995年（平成7年）9月閉店）

敷地面積約3,186m2、鉄骨コンクリート造3階建て、延べ床面積約5,708m2、店舗面積約3,523m2当社店舗面積約2,864m2）。
食品売り場はグリーンストアが担当していた。
松任駅前（現在の立体駐車場付近）に存在。
1995年（平成7年）10月24日、国道8号沿いに「ジャスコ松任店（2代目、現・イオン松任店）」としてオープンした。
- 津幡店×（河北郡津幡町字清水333[392]、1973年（昭和48年）9月28日開店[392]-2000年（平成12年）2月閉店[広報 4]）

敷地面積約13,365m2、鉄筋コンクリート造2階建て、延べ床面積約7,875m2、店舗面積約5,068m2（当社店舗面積約1,750m2）、駐車台数約250台。
「ショッピングプラザスカール」の2階に出店していた。国道159号（現:石川県道59号）に面しており、衣料品を取り扱っていたが、ジャスコ撤退後の2001年（平成13年）1月28日をもって閉店となった。
スカール閉店後は津幡町内が空白地帯となっていたが、1年半後の2002年（平成14年）6月27日にアル・プラザ津幡が開業したため解消された。
- 小松店×（小松市土居原町28[396]、1970年（昭和45年）4月3日開店[358] - 1992年（平成4年）12月31日閉店[397]）

敷地面積約1,881m2、鉄筋コンクリート造地下1階地上5階建て塔屋1階、延べ床面積約10,237m2、 店舗面積約6,273m2（当社店舗面積約3,000m2）、駐車台数約350台。
小松駅前に存在した小松ビルディング（愛称：こまビル）の核店舗。「いとはん」として約50店舗の専門店と共に出店したバスターミナルを併設した店舗だった。
1991年（平成3年）12月12日には小松市郊外の平面町にできた商業施設「ブロードタウン新小松」内にジャスコ新小松店（現在のイオン小松店、2017年（平成29年）3月24日に同市内の清六町にオープンした「イオンモール新小松」の核店舗「イオンスタイル新小松」とは別店舗）が開店し、1年間併存していた。
ジャスコ撤退後も小松ビルディング（こまビル）は専門店のみで営業を続けていたが、小松駅前連続立体化事業に伴う再開発のため2000年（平成12年）6月30日をもって閉鎖、建物は解体されている。
- 京ビル店×（小松市京町99-1[139]、1972年（昭和47年）3月開店[49] - ?閉店）

店舗面積約318.12m2。

### 福井県
- 福井店（福井市中央町1-9-20[139]、1971年（昭和46年）4月26日開店[399] - 1983年（昭和58年）1月閉店[400]）

店舗面積約4,132.92m2。
福井駅前のファッションランド・パルに開店。
- ピア店×（福井市二の宮二丁目8-1[139]、1977年（昭和52年）11月開店[401][402]-2003年（平成15年）5月12日閉店[402]）

敷地面積約32,010m2、鉄筋コンクリート造り一部4階建て、店舗面積約15,700m2（当社店舗面積約6,694m2）、駐車台数約1,500台。
イオン及び地元商業組合法人が共同所有する本館及び敷地は両者の法廷論争となり放置状態が続いていた が2009年（平成21年）4月に和解が成立、同年秋に本体の解体が完了し更地となっている。
この、同店の閉店時の軋轢が問題視され、イオングループはその後福井県において大型店舗、とりわけ総合スーパーの出店が出来ない状態となっていたが、2024年（令和6年）7月15日に福井市西開発3丁目に「イオンスタイル福井開発」を核店舗とする「そよら福井開発」が開業。ピア撤退から21年ぶりの再進出、店舗ブランドを「イオン」に統一してからは13年目の福井県初出店にして「空白県」解消となる。
- 武生店×（武生市府中1-11-8[139]（現：越前市）、1969年（昭和44年）3月21日開店[407]）

武生駅前に地上2階建てで店舗面積23,000m2の「いとはん」として開店した店舗であった。
- （初代）大野店（大野市、? - 1977年（昭和52年）8月閉店[221]）

移転する形で閉店となった。
- （2代目）大野店×（大野市月美町4-8[408]、1976年（昭和51年）11月20日開店[408][409] - 1999年（平成11年）11月閉店[410]）

敷地面積約15,268m2、鉄筋コンクリート造地上3階一部4階建て塔屋1階、延べ床面積約13,347m2、店舗面積約7,237m2（当社店舗面積約3,173m2）、駐車台数約500台。
地元商業者による協同組合と核店舗の同居する福井県内初の地元主導型ショッピングセンター「スカイモール」に「やなぎや」（約955m2）と共に核店舗として出店していた。
「スカイモール」は1985年（昭和60年）に「リブレ」に名称変更し、ジャスコ撤退後に地元食品スーパーのかじ惣を核店舗として1階を中心に営業したが、2015年（平成27年）1月4日に建て替えのため一時閉店した。
建物は解体され、跡地には2015年（平成27年）7月に「かじ惣リブレ店」が開店。

## 東海地区

### 岐阜県
- 岐阜店×（初代、岐阜市神田町8-5[412][413]、1971年（昭和46年）10月30日開店[412][414]-1988年（昭和63年）11月22日閉店[要出典]）

敷地面積約2,800m2、鉄筋コンクリート造・A館地下1階地上8階建て・B館地下1階地上5階建て、店舗面積約15,950m2（当社直営店舗面積約9,600m2）、駐車台数約10台。
直営売り場のファミリーアベニューと全館テナントのファッションアベニューの2館体制で開業した。
名鉄岐阜駅前に所在した。現在ダイワロイネットホテルとホテルキャッスルインの土地にA館・B館で存在。バブル前に閉店。跡地にはパルコパートIIの出店予定もあったが、長く塩漬けの後、ホテルが開業。
2代目・岐阜店（現・イオン）は1988年（昭和63年）11月22日に市北部の正木地区にあるマーサ21内に開店した。
- （初代）大垣店×（大垣市三塚町字中島233-1[416]、1981年（昭和56年）5月14日開店[416]-2004年（平成16年）4月20日閉店[広報 11]）

敷地面積約42,146m2、鉄筋コンクリート造2階建て塔屋2階、延べ床面積約20,111m2、店舗面積約9,322m2（直営店舗面積約5,923m2）、駐車台数約964台。
跡地はイオングループのロック開発（現・イオンタウン）が運営するロックシティ大垣ショッピングセンター（現・イオンタウン大垣）2005年（平成17年）4月27日に開店した。キーテナントとしてマックスバリュ大垣東店が入居）
2007年（平成19年）4月27日に（2代目）大垣店（現・イオン大垣店）が開店した。

### 静岡県
- 焼津店×（初代、焼津市本町2-2-19[38]、1969年（昭和44年）10月10日開店[419] - 1986年（昭和61年）3月閉店[420]）

店舗面積約3,580m2。
ジャスコの初代シンボルマークを掲げた最初の店舗である。2002年（平成14年）11月1日にイオン焼津ショッピングセンター（焼津市禰宜島）の核店舗として開店した2代目焼津店(現在のイオン焼津店) とは別店舗。
- 島田店×（島田市本通4-8247[422][101]、マルサ1968年（昭和43年）3月22日開店[422]、1979年（昭和54年）閉店[要出典]）

店舗面積1,100m2 → 約1,250m2。
1975年（昭和50年）2月にマルサから営業譲渡された。
閉店後は島田市が買取り、催事センターとして使用したのち区画整理により解体。現在は遊歩道（帯通りの一部）になっている。
- ジャスコタウン島田×（島田市本通5-7890[423][424]、1979年（昭和54年）11月1日開店[423]-1999年（平成11年）10月閉店[要出典]）

敷地面積約5,170m2、鉄筋コンクリート造地下1階地上4階建て、延べ床面積約18,220m2、店舗面積約8,846m2（当社店舗面積約6,770m2）、駐車台数約350台。
店舗面積約10,119m2。
島田中央ビル（株）の所有するビルに出店していた 店舗面積7,398m2の店舗だった。2012年（平成24年）10月20日より建物を解体。跡地で2013年11月にヨシコンが分譲マンション「エンブルシティ島田」の建設に着工。2015年1月に竣工、入居開始。
- 掛川店×（掛川市南西郷89-1[428]、マルサ1967年（昭和42年）2月6日開店[428]、1994年（平成6年）8月31日閉店[428]）

店舗面積約6,213m2。
1972年（昭和47年）6月17日に4階に「ジャスコボウル」1号店の「ジャスコボウル掛川」（28レーン）を開設した。
掛川駅前で、マルサとして開業した店舗面積6,295m2の駅前にある都市型の店舗であったが駐車場が十分に確保できず、郊外型の競合店舗の出現で売上が減少したため、閉店となった。
跡地は島田掛川信用金庫が取得して、プラザ棟（5階建て延べ4370m2）と駐車場棟（4階建て延べ4620m2、204台収容）からなる複合施設「SKしんきんプラザ」を建設し、2024年（令和6年）3月18日に駐車場棟が開業し、同年4月8日に同信金の掛川駅前支店が移転開業することになった。
- 浜松店×（浜松市伝馬町18[431][101][422]（現・中央区）、1961年（昭和36年）11月23日開店[422]-1980年代前半閉店[要出典]）

店舗面積33,332m2 → 約1,310m2。
ジャスコマルサ浜松店。1975年（昭和50年）2月にマルサから営業譲渡された。
- 浜松西店×（浜松市（現・中央区）入野町字八反田6161-1[432]、1980年（昭和55年）11月29日開店[432]-2001年（平成13年）8月20日閉店[広報 10]）ジャスコシティ浜松[424]

敷地面積約6,975m2、鉄筋コンクリート造地上2階建て塔屋1階、延べ床面積約18,697m2、店舗面積約9,325m2（当社店舗面積約7,370m2）、駐車台数約1,600台。
閉店時の直営店舗面積8,989m2。
跡地は建て替えられ、2002年（平成14年）7月13日にイオン浜松西ショッピングセンターが開業。

### 愛知県

#### 名古屋市
- 柴田店×（名古屋市南区柴田本通4-16[435]、1968年（昭和43年）11月27日開店[436]）

店舗面積約2,600m2、駐車台数約20台。
- 中村店×（名古屋市中村区鳥居西通1-1[38]、1969年（昭和44年）3月22日開店[436]-1997年（平成9年）2月閉店）

店舗面積3,000m2 → 約3,572m2 → 約3,760m2、駐車台数約20台。
大鳥居ビル（売場面積約5,225m2）に出店していた。
衣料品専門。当初、上層階にはジャスコ東海地区本部が設けられていた。
- 鳴子店×（名古屋市緑区鳴子町3-6[38][399]、1969年（昭和44年）12月9日開店[399]）

店舗面積約830m2 → 約969m2。
ヤマナカ鳴子ショツビングセンターに出店。衣料品を扱い、食料品はヤマナカが担当した。
- 名西店×（名古屋市西区香呑町6丁目56番地[38][439]-1970年（昭和45年）11月20日開店[439]-2005年（平成17年）6月20日閉店[広報 2][440]）

ダイヤモンドシティ・名西ショッピングセンターの核店舗として出店していた。跡地は長期にわたって更地となっていたが、2013年（平成25年）9月6日にイオンタウン名西がマックスバリュグランド名西店を核店舗として開業した。

#### 尾張（名古屋市を除く）
- （初代）小牧店×（小牧市本町1[38]、1967年（昭和42年）10月8日開店[443] - 1991年（平成3年）9月30日閉店）

店舗面積約2,998m2、駐車台数約50台。
開店時は小牧オカダヤで、穂積合名会社のサワムラヤビル出店していた。サワムラヤビル1階には「サワムラヤ」小牧店が出店していた。
地元資本スーパー「サワムラヤ」がショッピングセンター「モートショッピングセンター」の開発を進め、その核店舗として1997年（平成9年）11月15日に2代目小牧店が開店した。
- 瀬戸店×（瀬戸市幸町21[159]、1970年（昭和45年）4月[49] 1日開店-1992年（平成4年）春閉店）[要出典]

店舗面積約3,131m2 → 約4,392m2、駐車台数約120台。
食品スーパーのヤマナカが出店していた。
跡地は売却され、隣接のユニー瀬戸店の駐車場用地となった。現在はユニーの建て替え店舗であるアピタ瀬戸店の一部となる。
- 稲沢店（稲沢市井之口大坪町80-1[449]、1976年（昭和51年）10月9日開店[450]-1997年（平成9年）10月12日閉店[451]）

敷地面積約40,000m2、鉄筋コンクリート造3階建て、延べ床面積約19,000m2、売場面積約10,778m2（当社売場面積約5,857m2）、駐車台数約1,400台。
「稲沢グランドショップ パル」の核店舗として出店していた。後継に、ナフコカニエが稲沢店として居抜出店する。跡地は現在、フィールEQVO!(エクヴォ)稲沢店及びエディオン稲沢パールシティ店。
- 大府店×（大府市東新町1-235[452]、1977年（昭和52年）7月18日開店[452] - 2004年（平成16年）7月20日閉店[広報 11]）

敷地面積約13,083m2、鉄筋コンクリート造2階建て塔屋1階、延べ床面積約18,241m2、店舗面積約12,062m2（直営店舗面積約6,600m2）、駐車台数約1,500台。
約1,500台収容の駐車場を持つ本格的な郊外型ショッピングセンターとして開設された「共同ショッピングセンター」の核店舗として出店し、開業時からパート従業員比率約70％とパート比率を高めた実験的な運営をしていた。
跡地は2006年（平成18年）2月28日にマックスバリュ大府店が開店した。

#### 三河
- 岡崎店（初代）（岡崎市康生通西2-20-2[456][457]-1965年（昭和40年）2月[458]1日[459]開店-1998年（平成10年）3月閉店[460]）

敷地面積約8,749m2、鉄筋コンクリート造地下2階地上6階建て塔屋2階、延べ床面積約55,159m2、店舗面積約26,492m2（直営店舗面積約12,209m2）、駐車台数約125台。
岡田屋時代に百貨店として開店。岡田屋の三重県外進出1号店。開店当時は地下にスーパーのヤマナカが入店していて、岡田屋側も開店に伴い岡崎市に1,000本の桜を寄贈し、岡崎公園と伊賀川堤に植樹された。当時の建物は、1976年 - 1977年に建築されたもので衣料品店舗であった。1、2階には百貨店街が構成され、3階にはフードコートが所狭しと並んでいた。しかし、1990年頃から周辺の駐車場不足に対応できず、1998年に戸崎町の日清紡戸崎工場の跡地に建設されたジャスコ岡崎南店に移転し1998年3月に閉店となった。跡地は現在の岡崎シビコ。
- （初代）蒲郡店×（蒲郡市元町16-25[101]、1965年（昭和40年）10月1日開店[461]）

店舗面積約760m2。
オカダヤの店舗。
1988年（昭和63年）3月に 2代目蒲郡店が開店している。
- （初代）豊橋店×（豊橋市広小路1-8[38]、1968年（昭和43年）8月1日[463]）

店舗面積約2,280m2。
オカダヤ時代の1968年（昭和43年）7月に地元衣料スーパー「浦柴屋」を合併・吸収した店舗。
店舗跡のビルは精文館書店が取得して出店した。
- （2代目）豊橋店×（豊橋市前田南町183[466]、1979年（昭和54年）4月5日開店[466]-2006年（平成18年）2月12日閉店[467]）

敷地面積約16,822m2、鉄筋コンクリート造地上3階建て塔屋2階、延べ床面積約30,283m2、店舗面積約12,876m2（直営店舗面積約6,591m2）、駐車台数約1,400台。
店舗面積約8,717m2。
アイセロショッピングセンターの店舗面積約14,831m2、延べ床面積約30,784m2。
豊橋市のアイセロショッピングセンターの核店舗として出店し、1994年（平成6年）度には売上高約71億円を上げていたが2004年度には最盛期の約半分まで売上が減少したため閉店となった（ジャスコシティ豊橋）。
跡地には2007年（平成19年）4月19日にバロー豊橋ショッピングセンターが開店した。
1997年（平成9年）6月21日に豊橋南店が開店している。

### 三重県

#### 四日市市
- 四日市店×（四日市市諏訪栄町6-2[472]、1958年（昭和33年）4月25日開店[473]-2002年（平成14年）1月20日閉店[474][475]）

ジャスコ発祥の地、近鉄四日市駅前にオカダヤ駅前店として開店した。
建物は解体され、B館跡地には 2008年（平成20年）6月に近鉄不動産による18階建てマンション「ローレルタワーシュロア四日市」が建設された。
A館跡地は、当初ホテルやオフィスビルを建設する構想があったものの実現せず更地の状態が続いていたが、2017年（平成29年）3月に大和ハウス工業による15階建てマンション「プレミスト四日市駅前」が建設された。
- （初代）富洲原店×（四日市市富洲原町9-13[478]、1963年（昭和38年）11月8日開店[478] - 1977年（昭和52年）閉店[381]）

店舗面積500m2 → 約6,414m2。
ジャスコオカダヤ富洲原OKストア。
- （2代目）新富洲原店（三重郡川越町大字髙松37[479]、1977年（昭和52年）11月23日開店[479][広報 25]-2001年（平成13年）8月31日閉店[広報 10]）

敷地面積約33,058m2、鉄筋コンクリート造地上2階建て一部3階建て塔屋5階、延べ床面積約19,506m2、店舗面積約10,611.5m2（直営店舗面積約5,280m2）、駐車台数約1,500台。
閉店時の直営店舗面積6,499m2。
「平田ショッピングセンターサンリバー」という核店舗として出店していた。
現在は跡地にマックスバリュ、パチンコ店などがある。
当店跡地から南に1.5kmほどのところに2001年（平成13年）1月27日にイオン四日市北ショッピングセンター（現・イオンモール四日市北）の核店舗のジャスコイオン四日市北店（現・イオン四日市北店）が開店した。
- （初代）富田店（四日市市富田1丁目18-1[481]、1963年（昭和38年）11月8日開店[481]-1973年（昭和48年）閉店）

店舗面積500m2。
ジャスコオカダヤ富田OKストア。
移転のため閉店
- （2代目）富田店×（四日市市富田4丁目4-15[472][164]、1973年（昭和48年）4月7日開店[113][広報 26]）

店舗面積約4,359m2 → 約4,809m2、駐車台数約400台。
1階がスーパーマーケットで、2階がディスカウントストアとホームインプルーブメントの「ジャスコセイデン」が出店する形で開業した。
「コスモタウン 富田ショッピングセンター」の核店舗として出店していた。
1989年（平成元年）3月3日にディスカウントストア「ビッグ・バーン富田店」に業態転換し、「コスモタウン 富田ショッピングセンター」は営業を継続していたが、現在は取り壊され、住宅街となっている。
- 橋北店（四日市市川原町33-8[472]、1963年（昭和38年）11月8日開店[478]）

店舗面積約433m2。
ジャスコオカダヤ橋北OKストア。
- あかつき台店（四日市市暁台2-1-1[472]、1973年（昭和48年）4月11日開店[113][広報 28]）

店舗面積約276m2。
食料品店舗。
- 小杉店（四日市市小杉町字殿海戸1655-1[482]、1973年（昭和48年）3月3日開店 - 1978年（昭和53年）閉店[381]）

店舗面積約588m2。
食料品店舗。
- ときわ店×（四日市市常磐町1-3-27[435][472]、1973年（昭和48年）12月7日開店[483][広報 29]）

2階建て、店舗面積約2.839m2、駐車台数約130台。
- 桜店（四日市市桜町153-1[472]、1968年（昭和43年）9月開店[485]）

店舗面積約161m2。
食料品店舗。
- 生桑店×（四日市市生桑町字桑花146-5[486]、1979年（昭和54年）5月[188] 26日[広報 30]-2003年（平成15年）10月20日閉店[広報 18]）

延べ床面積4,884m2、店舗面積約3,556m2、閉店時の直営店舗面積約4,140m2、駐車台数約335台。
跡地に2004年（平成16年）6月19日にマックスバリュ生桑店が開店、この近くには1998年（平成10年）10月24日に開店したイオン四日市尾平店（旧ジャスコ四日市尾平店）がある。
- 泊店×（四日市市泊山崎町558-26[482]、1972年（昭和47年）12月17日開店[広報 31] - 1978年（昭和53年）閉店[381]）

店舗面積約732m2。
食料品店舗。
- （初代）日永店× (四日市市日永4丁目1番49号[489]、1976年（昭和51年）4月25日開店[489][広報 32])

敷地面積約47,535m2、鉄筋コンクリート造地上2階一部3階建て塔屋2階、延べ床面積約18,490m2、店舗面積約9,296m2（当社店舗面積約2,187m2）、駐車台数約1,500台。
「スーパーサンシ日永華陽店」（約2,698m2）と共に「（初代）日永カヨー」の核店舗として出店していた。
ショッピングセンター建て替えのため1990年ごろに閉店。その後1993年に「新日永店」として再開業。のちに、再度「日永店」の名称に戻されている。

#### 津市
- 津店×（津市丸之内31-3[472]、1957年（昭和32年）2月6日開店[490]-1967年（昭和42年）11月27日建替[399]-2000年（平成12年）8月6日閉店[491]）

中日会館内のキーテナントとして開店。
店舗跡地は地元の地方銀行である百五銀行が取得して新本館を建設する計画が2008年（平成20年）に発表されたが、その後津城の内堀などの遺跡が発見されたことやリーマンショックによる経済不況などの影響で延期となっていた。その後、2012年（平成24年）4月4日に行員400人が勤務する本部機能の他に資料館や講堂を設置して市民に開放する百五銀行本部棟の建設が改めて発表され、2015年（平成27年）12月22日に「百五銀行丸之内本部棟」が完成し、2016年（平成28年）1月12日に業務を開始した。
- 津北店（津市桜橋3-446[496]、1978年（昭和53年）9月21日開店[496][114][広報 33]-1994年（平成6年）1月閉店）

敷地面積約29,070m2、鉄筋コンクリート造地上2階建て塔屋1階、延べ床面積約19,838m2、店舗面積約12,222m2（直営店舗面積約5,993m2）、駐車台数約1,350台。
津ショッピングセンターエルにニチイとともに核店舗として出店していた。増床・改装時に退店し、1994年（平成6年）4月27日の新装開店後は津サティ単独の核店舗で営業となり、2011年（平成23年）3月にマイカルとイオンリテールの合併に伴って「イオン津ショッピングセンター」となったが、建て替えのため2024年（令和6年）2月12日に閉店した。
- （初代）久居店×（津市久居二ノ町1850-1[478]、1964年（昭和39年）3月1日開店[478] - 1975年（昭和50年）4月閉店[221]）

店舗面積650m2。
ジャスコオカダヤ久居OKストア。
移転する形で閉店した。
- （2代目）久居店×（久居市中町字下射場287[500][472]（現・津市久居中町）、1975年（昭和50年）4月11日開店[500][501][広報 34]）

地上3階建て、店舗面積6,260m2。
1992年（平成4年）4月22日に明神風早2660に新久居店が開店（新久居店開店の1992年（平成4年）4月に行った植樹祭 が「イオンふるさとの森づくり」の日本における第1号である）。

#### 北勢（四日市市を除く）
- （初代）桑名店×（桑名市寿町476-50[478]、1962年（昭和37年）9月21日開店[478]）

店舗面積1,400m2。
ジャスコオカダヤ桑名店。同店はジャスコ系列の店舗では初の生鮮品の野菜や果物、鮮魚、肉類を取り扱う本格的スーパーマーケットであった。
- 桑名OKストア×（桑名市寿町476-47[478]、1965年（昭和40年）7月8日開店[478]）

店舗面積400m2。
- （2代目）桑名店（桑名市桑栄町1[506]、1972年（昭和47年）10月10日移転開店[506][広報 35]-1997年（平成9年）3月閉店）

敷地面積約3,613m2、鉄筋コンクリート造地下1階地上6階建て塔屋2階、延べ床面積約26,710m2、店舗面積約12,813m2（当社店舗面積約6,153m2）、駐車台数約35台。
桑名ショッピングシティ・パルの核店舗だった。
桑名ショッピングシティ・パルは閉店後、空きビルとなっていたため、建替えられてマンションや商業施設などからなる複合施設のサンファーレが2006年（平成18年）4月28日に開業した。
1995年（平成7年）3月24日にマイカル桑名の3つの核店舗の1つとして開業した桑名サティが、2011年（平成23年）3月にイオン桑名店となった。2015年（平成27年）4月17日にイオンモール桑名として新装開店。
- 星川店（桑名市星川785[511][512]、1987年（昭和62年）7月18日開店[512][広報 36]-2006年（平成18年）8月20日閉店[広報 5]）

敷地面積約30,000m2、鉄骨造地上2階建て塔屋3階、延べ床面積約13,543m2、店舗面積約6,398m2（当社店舗面積約4,000m2）、駐車台数約1,200台。
閉店時の直営店舗面積約5,062m2
名古屋市のベッドタウンである桑名市の西部郊外に位置する「星川ショッピングタウンサンシティ」というショッピングセンターの核店舗で、「ジャスコ星川店」として1987年（昭和62年）に開店し、1995年（平成7年）3月1日にディスカウントストアのビッグ・バーン星川店へ業態転換した後、を1998年8月27日にジャスコ星川店へ再度業態転換した。
閉店後、「星川ショッピングタウン・サンシティ」の核店舗として2006年（平成18年）10月27日に「バロー星川店」が出店した。その後、2024年（令和6年）2月26日に「ロピア桑名サンシティ店」が出店した。
- （初代）ジャスコ菰野主婦の店×（三重郡菰野町菰野[478]、1968年（昭和43年）9月開店[478]）

店舗面積300m2。
- （2代目）菰野店（三重郡菰野町菰野1091[517]、1971年（昭和46年）7月27日開店[518][広報 37] - 1982年（昭和57年）閉店[519]）

旭町筋にあった「菰野映画館」跡に出店した店舗だった。
福村地区により広い敷地を確保したグリーンシティの（3代目）菰野店の開店に伴って閉店した。
- （3代目）菰野店×（三重郡菰野町福村南起36-1[521]、1982年（昭和57年）9月29日開店[519][広報 38] - 2000年（平成12年）3月27日閉店[広報 4]）

菰野グリーンシティは、敷地面積16,658m2、2階建て・延べ床面積約10,212m2、店舗面積約5,000m2（直営店舗面積約4,595m2）。
閉店時の直営店舗面積約4,701m2。
閉店1ヶ月前の2000年（平成12年）4月21日に「イオンタウン菰野ショッピングセンター」（三重郡菰野町宿野新明田357）が開業した。当初のジャスコ直営のディスカウントストアの「メガマート菰野店」とスーパーマーケットの「（初代）マックスバリュ菰野店」を核店舗としていたが、2013年（平成25年）3月以降はイオンビッグが運営するディスカウントストア「ザ・ビッグ菰野店」を核店舗としている。

#### 中勢（津市を除く）
- 平田店（鈴鹿市算所町西起1140-1[481]、1968年（昭和43年）11月10日開店[481] - 1975年（昭和50年）2月閉店[221]）

店舗面積600m2。
ジャスコオカダヤ平田OKストア。
- 鈴鹿店（算所2-5-1[525]、1973年（昭和48年）10月10日開店[525]-2000年（平成12年）2月23日閉店[広報 4]）

敷地面積約46,438m2、鉄骨造地上2階建て塔屋1階、延べ床面積約20,586m2、店舗面積約11,798m2（当社店舗面積約2,290m2）、駐車台数約1,000台。
閉店時の直営店舗面積約4,791m2。
大四日市商業開発協同組合を母体として「呉服の川口屋（現・川まん）」・「岡本総本店」・「関西電波（現・ギガス）」・「三泗百貨店（現・スーパーサンシ）」が均等出資した(株)鈴鹿ハンターが開発したショッピングセンター「鈴鹿ハンター」の2階の奥の箇所に核店舗として出店していた。旧名ジャスコ鈴鹿店。衣料のみ販売。
1996年（平成8年）11月29日のイオン鈴鹿ショッピングセンターベルシティ（現・イオンモール鈴鹿）開店後に閉店。現在はジャスコ部分は衣料品店「ステップ」など。このこともあり鈴鹿ハンターにはモーリーファンタジー(旧らんらんらんど)が入居していた。
- （初代）亀山店（亀山市本町695[534]、1964年（昭和39年）6月23日開店[535] - 1976年（昭和51年）11月閉店[221]）

店舗面積600m2。
ジャスコオカダヤ亀山OKストア。
本町商店街の一角に出店していた。
移転する形で閉店した。
- （2代目）亀山店（亀山市東御幸町222[537]、1976年（昭和51年）11月12日開店[537][広報 40]-1996年（平成8年）[507] 9月閉店）

敷地面積約28,115m2、鉄筋コンクリート造地上2階一部4階建て塔屋1階、延べ床面積約18,353m2、店舗面積約8,141m2（当社店舗面積約4,335m2）、駐車台数約1,000台。
亀山商工会議所なども関与して地元主導で開発したショッピングセンター「亀山エコー」の核店舗として出店していた。

#### 南勢
- （初代）松阪店×（松阪市湊町200[164]、1978年（昭和53年）12月20日開店[広報 41]）

店舗面積6,511m2、駐車台数約20台
旧BAX松阪店。1982年に松阪ニューデパートみなとまち店に業態転換した。現在は解体後マンション。
1992年（平成4年）10月27日に松阪市船江町1392-3に開業した松阪ショッピングセンターマーム内に（2代目）松阪店が出店した。
- 松阪南店×（松阪市大黒田町城の前522[540]、1978年（昭和53年）7月29日開店[114]-2000年（平成12年）3月12日閉店[広報 4]）

敷地面積約9,595m2、鉄骨コンクリート造地上2階建て塔屋1階、延べ床面積約7,131m2、店舗面積約4,521m2（当社店舗面積約1,823m2）、駐車台数約480台。
「フレックスサンフラワー店」（約1,824m2）と共に「サンフラワー」の核店舗として出店していた。
閉店時の直営店舗面積約1,998m2。
雑貨、衣料のみ販売。解体後新築し、2004年（平成16年）9月26日にマックスバリュサンフラワー店が開店。
- 伊勢店（初代　伊勢市吹上1-3-1[542]、1966年（昭和41年）4月25日開店[543]-1996年（平成8年）9月閉店[544]）

店舗面積4,000m2 → 約10,869m2、駐車台数約250台。
ジャスコオカダヤ伊勢店。伊勢市駅前に立地した。
1997年（平成9年）4月19日に開店した「ジャスコ新伊勢ショッピングセンター」（現・イオン伊勢店（ジャスコ伊勢店としては2代目））とは別位置である。
B館跡地に鉄骨5階の和風旅館と約30店が入る木造1部2階建ての商業施設からなる複合施設の建設が2012年（平成24年）7月14日に起工式を行って始まっており、2013年（平成25年）7月の開業を目指している。
- ララパーク店×（伊勢市小木町曽祢538[547]、1981年（昭和56年）10月8日開店[547][548]-2002年（平成14年）5月31日閉店[549]）

敷地面積約46,527m2、鉄筋コンクリート造地上2階建て塔屋1階、延べ床面積約21,191m2、店舗面積約9,639m2（当社店舗面積約4,450m2）、駐車台数約1,200台。
「フレックスララパーク店」（約1,000m2）と共に「ララパーク」の核店舗として出店していた。
店舗面積4,450m2。
閉店時の店舗面積6,400m2。
電化製品、雑貨、衣料のみ販売。解体後新築し、2003年（平成15年）9月13日にマックスバリュを核店舗とする新たな商業施設イオンタウン伊勢ララパークが開業した。
- カワムラ店（伊勢市本町5-5[481]、1968年（昭和43年）3月開店[481] - 1973年（昭和48年）8月閉店[221]）

店舗面積1,300m2。
合併した子会社、旧（株）カワムラ運営店。
- 玉城店×（度会郡玉城町、1981年（昭和56年）10月30日開店[552][553]-2003年（平成15年）10月閉店[554]）

店舗面積約8,795m2、延べ床面積約13,863m2。
閉店時の直営店舗面積約5,245m2。

#### 伊賀地区
- （初代）上野店（上野市上野忍町2520-3[542]（現・伊賀市）、1964年（昭和39年）1月15日開店[555]）

店舗面積1,200m2
ジャスコオカダヤ上野OKストア。
- （2代目）上野店（上野市東町2970[485][472]（現・伊賀市）-1971年（昭和46年）10月21日開店[485]-1994年（平成6年）閉店[556]）

店舗面積約4,703m2、駐車台数約170台。
オカダヤ時代に開店の店舗。鉄筋コンクリート造地上5階地下2階建て、売場面積4,356m2で隣のニチイ上野店とともに上野市の商店街の核となっていた。
スクラップアンドビルドの形で3代目にあたる伊賀上野店が1994年（平成6年）7月26日に上野市茅町2519へ開店したため閉店となった。
- （初代）名張店×（名張市元町376[472]、1974年（昭和49年）3月29日開店[559][広報 43]）

敷地面積約7,870m2、地上2階建て、延べ床面積約12,570m2、店舗面積6,668m2、駐車台数約450台。
老朽化に伴う店舗の更新について当初は郊外にディスカウント店を集積するパワーセンター形式の新店舗を建設して移転することを表明していたが、名張市と名張商工会議所などの働きかけを受けて方針を転換。
特定商業集積法を活用して店舗跡地周辺を含めた再開発を行い、ショッピングセンターリバーナの核店舗として 1996年（平成8年）4月22日に 新名張店（現・イオン名張店）が開店。尚、ジャスコの2代目シンボルマークを掲げた最初の店舗である。
- 桔梗が丘店×（名張市桔梗が丘6丁目1-95[472]、1978年（昭和53年）4月28日開店[114][広報 44]）

店舗面積682m2。駐車台数約50台。
八百久との共同出店第1号店として八百久の店内にテナントとして出店した。

#### 紀州
- （初代）尾鷲店×（尾鷲市野地町4-10[472]、1966年（昭和41年）10月25日開店[543]）

店舗面積約854m2。

## 近畿地区

### 京都府
- 京都南店（京都市南区東九条南山王町5[472]、1969年（昭和44年）6月27日開店[563]-2002年（平成14年）12月31日閉店[広報 19]）

延べ床面積5,000m2 → 約5,909m2、店舗面積約4,027m2。
閉店時の直営店舗面積4,235m2。
ジャスコシロ。
- 西陣店（京都市上京区五辻浄福寺西入一色町27[564]、1972年（昭和47年）6月29日開店[565] - 2000年（平成12年）6月18日閉店[広報 4][566][567]）

直営店舗面積約850m2（開業時） → 約1,417m2（閉店時の直営店舗面積約1,415m2）。
メガロプラザ西陣SC内に核店舗として出店していたが、契約満了により撤退。2000年（平成12年）7月より京都生活協同組合（京都生協）が引継いで「コープ西陣」の名で出店した。
- 帷子の辻店（京都市右京区太秦帷子の辻町26-1[564] ランデンプラザ帷子（京福電気鉄道帷子ノ辻駅駅ビル）、1973年（昭和48年）3月開店[49]）

店舗面積約2,701m2 → 約2,819m2。
ジャスコの撤退後のテナントはスーパーマーケットの「フレスコ」、衣服の安売り店「オンセンド」、100円ショップ「ダイソー」等が2020年現在入居している。

### 大阪府

#### 大阪市

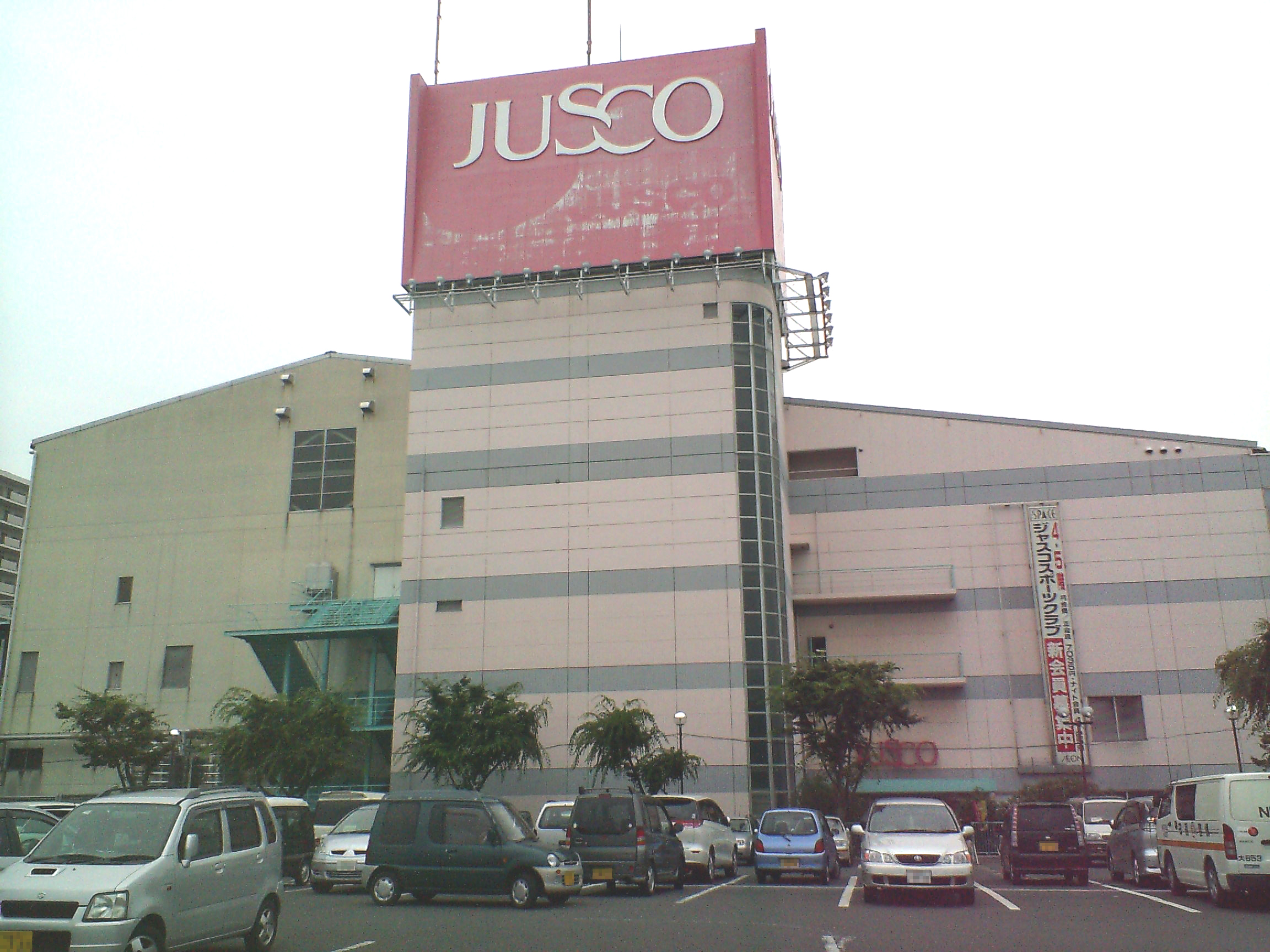
貝塚店

- 野田店（大阪市福島区大開1-8-8[564]、1968年（昭和43年）7月19日開店[568]）

店舗面積7,000m2 → 約3,994m2 → 約6,678m2、延べ床面積約12,666m2。
旧シロ野田店。5階にジャスコ発足後の本社があった。跡地は2007年（平成19年）10月9日福島区役所となる。
現在は、近隣地に1992年（平成4年）4月26日にイオン野田阪神店が開店している。
- 淡路店（大阪市東淀川区東淡路1-44-1[572]、1978年（昭和52年）11月16日開店[573] - 1987年（昭和62年）閉店）[要出典]

敷地面積約32,648m2、鉄骨鉄筋コンクリート造地下1階地上11階建て塔屋2階、延べ床面積約174,508m2、店舗面積約10,663m2（当社店舗面積約3,316m2）、駐車台数約560台。
閉店後は、居抜きでスーパーマーケット「スーパーニッコー」が出店したが、2021年（令和3年）1月11日をもって閉店。現在は空き区間となっている。
- 東淡路店（大阪市東淀川区）[要出典]
- 淀川店（大阪市旭区太子橋3-2-8[564]、1974年（昭和49年）7月15日開店）[要出典]

店舗面積約594m2。
- あびこ店×（大阪市住吉区南住吉町4-26[564]、1972年（昭和47年）4月28日開店[575]-2004年（平成16年）2月1日閉店[広報 18]）

直営店舗面積2,851m2（閉店時の直営店舗面積約2,778m2）。
- 東住吉店×（大阪市平野区瓜破2-1-13[576]、1970年（昭和45年）6月16日開店[576][239]-2004年（平成16年）10月2日閉店[577]）

敷地面積約12,250m2、鉄筋コンクリート造地上5階建て塔屋2階、延べ床面積約19,515m2、店舗面積約14,350m2（当社店舗面積約8,009m2）、駐車台数約800台。
旧ダイヤモンドシティ1号店出店。1998年（平成10年）10月3日に食品強化などの小商圏化に対応した改装を行ったが、2004年（平成16年）10月2日に閉店となった。
閉店時の直営店舗面積6,247m2。
2005年（平成17年）12月12日にイオン喜連瓜破駅前店が開店。
- 長吉店（大阪市平野区長吉六反町2-6-26[564]、1972年（昭和47年）10月27日開店[580] - 2002年（平成14年）8月20日閉店[広報 19]）

直営店舗面積1,427m2 → 約1,465m2（閉店時の直営店舗面積1,465m2）。
1987年（昭和62年）3月30日に開業したダイエー長吉店は、2016年（平成28年）3月1日にダイエーからイオンリテールに運営が継承され、同年3月25日に「イオン長吉店」となったが、2023年（令和5年）8月31日を以て閉店した。

#### 北摂
- 吹田店×（吹田市内本町2-2-4[564][582]、1963年（昭和38年）6月26日開店[582]-1983年（昭和58年）2月閉店[583]）

店舗面積2,500m2 → 約1,944m2。
商店街の一角に出店していた3階建ての店舗で、衣料品を販売していた。
1983年（昭和58年）8月にディスカウントストアの「オフプライス吹田店」に業態転換した。
- 高槻店×（初代、高槻市北園町12-18[564]、1963年（昭和38年）12月14日開店[568]-1989年（平成元年）4月ディスカウントストアのビッグ・バーンに業態変更、1992年（平成4年）1月閉店[要出典]）

店舗面積2,500m2 → 約2,127m2。
1994年（平成6年）3月に2代目高槻店（現・イオン高槻店）が開店した。
- 茨木店×（初代、茨木市永代町8-32[564][582]、1965年（昭和40年）12月開店[582]-1986年（昭和61年）7月閉店[要出典]・旧シロ[582]）

店舗面積: 店舗面積3,800m2 → 約3,367m2。
1986年（昭和61年）7月に2代目として新茨木店（現・イオンスタイル新茨木）が開店した。
- 豊中店（豊中市本町3-1-16[564]、1968年（昭和43年）11月30日開店[568]-2004年（平成16年）3月23日閉店[広報 11]）

店舗面積約2,022m2。
閉店時の直営店舗面積7,981m2。
跡地に2004年（平成16年）6月15日にグルメシティ豊中駅前店が開店。
- 庄内店（豊中市庄内東町1-63[582]・旧シロ1号店[582]）

店舗面積3,300m2。出店していた飯田ビルは2021年時点で現存する。
2022年（令和4年）12月2日、旧庄内店があった飯田ビルから南へ630mの阪急バス豊中営業所跡地にイオンタウン豊中庄内が開店した。

#### 河内
- 瓢箪山店×（東大阪市喜里川町276-5[568]、1967年（昭和42年）6月[121] 26日開店-2006年（平成18年）2月20日閉店[広報 2]）

店舗面積約2,392m2、延べ床面積約3,981m2。
閉店時の直営店舗面積約2,684m2
跡地には、2006年（平成18年）11月25日にマックスバリュ瓢箪山店を新築し開店。
- （初代）寝屋川店（寝屋川市香里新町25-10[568]、1966年（昭和41年）6月21日開店[568] - 1973年（昭和48年）8月20日[要出典]閉店[221]）

シロとして開業した店舗面積3,600m2。
1968年（昭和43年）11月30日に近くに500台の駐車場を併設して約4倍の規模を持つショッピングセンターダイエー香里ショッパーズプラザの開業を受けて業績が低迷して閉店となった。
1978年（昭和53年）3月24日に寝屋川グリーンシティの核店舗として（2代目）寝屋川店（後のイオン寝屋川店）が開店したが、建て替えのため2016年（平成28年）8月31日に閉店。
- 門真店（門真市野里町139[582]、1967年（昭和42年）4月1日開店[582]）

シロとして開業した店舗面積3,000m2。
- 小阪店（東大阪市御厨212[582]、1968年（昭和43年）11月29日開店[582]-2004年（平成16年）2月20日閉店[広報 18]）

店舗面積約6,032m2、延べ床面積約7,805m2。
閉店時の直営店舗面積約4,923m2。
跡地は建替えの上、2004年（平成16年）11月28日にマックスバリュ小阪店（光洋運営）が開店、2011年（平成23年）11月にイオンタウン小阪となり、ショッピングセンター化。
- 八尾店（八尾市山城町1-122[568]、1968年（昭和43年）11月29日開店[568] - 1975年（昭和50年）11月閉店[221]）

店舗面積4,500m2。
ジャスコシロ。
- 金剛店（富田林市寺池台1-9[582]、1969年（昭和44年）5月25日開店[582]）

店舗面積480m2 → 約1,894m2。
2016年（平成28年）3月1日に本州のダイエーの総合スーパー29店舗が「イオンリテールストア」に承継されて、イオン金剛店に屋号変更したが、2022年（令和4年）11月30日に建て替えのため閉店した。
- 藤沢台店（富田林市、1983年（昭和58年）12月開店[188]-2008年（平成20年）4月20日閉店[広報 46]）

店舗面積約298m2、閉店時の直営店舗面積約294m2
閉店後の建物はそのまま、スーパーマーケット「スカイマート藤沢台店」が入居している。

#### 和泉
- 諏訪の森店×（堺市西区諏訪の森西2-79-1[564]、1970年（昭和45年）4月26日開店[594]-2008年（平成20年）2月20日閉店[広報 7]）

延べ床面積6,048m2、売場面積約2,053m2（直営売場面積約2,020m2）
閉店時の直営店舗面積約2,103m2
2009年（平成21年）6月12日、跡地にKOHYOを核店舗とするイオンタウン諏訪の森が開店。
- 光明台店（和泉市光明台3-2[596]、1982年（昭和57年）12月開店[188]—2003年（平成15年）12月31日閉店[広報 18]）

閉店時の直営店舗面積約499m2。
- 貝塚店（貝塚市地蔵堂74-2[597]、1987年（昭和62年）11月18日開店[597] - 2008年（平成20年）8月20日閉店[広報 46]）

鉄筋コンクリート造地上5階建て、延べ床面積約20,630m2、店舗面積約15,980m2（当社店舗面積約7,000m2）、駐車台数約1,000台。
閉店時の直営店舗面積約9,203m2
建て替えを経て、2012年（平成24年）11月24日にイオン貝塚店として再出店。
- マックスバリュコスタモール二色の浜店（?開店-2005年（平成17年）2月20日閉店[広報 11]）

店舗面積2,503m2。

### 兵庫県

#### 神戸市
- 森店（神戸市東灘区本庄町深江字栄通1-38[599]、1968年（昭和43年）10月30日開店[599]-1972年（昭和47年）閉店[要出典]）

店舗面積1,420m2。
- 湊川店（神戸市兵庫区荒田町1-108-2[600]、1967年（昭和42年）9月1日開店[599]-1978年（昭和53年）閉店[要出典]）

店舗面積1,800m2 → 約610m2。
1962年（昭和37年）に「湊川スーパー」として開業し、フタギ湊川店（1966年（昭和42年）開業）を経て、1967年（昭和43年）にジャスコ湊川店に転換した。
2010年（平成22年）11月11日よりスーパーマーケット「サンディ湊川店」が入居している。
- 湊川モード店（神戸市兵庫区荒田町1-108-2[599]、1967年（昭和42年）11月15日開店[599]）

店舗面積850m2。
- 板宿店（神戸市長田区庄山町2-1-11[564]、1967年（昭和42年）11月3日開店[603]）

2,600m2 → 店舗面積約1,998m2
- 長田店（神戸市長田区番町5-8-1[564]、1966年（昭和41年）8月6日開店[603]-2008年（平成20年）5月11日閉店[広報 46]）

店舗面積約2,286m2 → 閉店時の直営店舗面積約1,350m2
旧店舗は阪神・淡路大震災で被災して仮設売場で営業したが、休業中の1995年（平成7年）4月に旧店舗解体を発表し、閉店まで仮設売場で営業していた。
- 山の街店（神戸市北区広陵町1-159-1[564]、1973年（昭和48年）12月開店[49]）

店舗面積約165m2。
- 垂水店（神戸市垂水区天ノ下3-28[606]、1962年（昭和37年）3月20日開店[606]）

店舗面積2,500m2。

#### 姫路市
- フタギ本店（姫路市西紺屋町6[607]、1963年（昭和38年）12月1日開店[599] - ?閉店）

店舗面積2,000m2。
- 姫路モード店（姫路市光源寺前町10[606]、1959年（昭和34年）4月5日開店[606]-1971年（昭和46年）閉店[要出典]）

旧フタギ店。衣料品店舗。
店舗面積1,020m2。
- 新姫路モードセンター（姫路市光源寺前町15[242]、1970年（昭和45年）4月17日開店[242]）
店舗面積約2,000m2[242]。

- 姫路駅デパート店（姫路市駅前町、1959年（昭和34年）11月3日開店[608] - 1973年（昭和48年）5月閉店[221]）

国鉄姫路駅ショッピングデパート内の衣料品店舗。店舗面積170m2
- 姫路店×（姫路市光源寺前町100[609]、1971年（昭和46年）6月11日開店[609] - 1987年（昭和62年）:「姫路フォーラス」に業態変更[610]）

敷地面積約4,289m2、西館・鉄筋コンクリート造地下1階地上8階建て塔屋3階、東館・鉄筋コンクリート造地下1階地上8階建て塔屋2階、延べ床面積約26,206m2、店舗面積約11,763m2（当社店舗面積約10,184m2）、駐車台数約520台。
1987年（昭和62年）3月に西館を姫路フォーラスへ業態転換したが、建物の老朽化などの影響で2016年（平成28年）1月31日に閉店した。
「姫路フォーラス」には2016年（平成28年）1月時点でテナント53店が入居していた。
店舗の土地・建物は2月にマンションを手掛ける不動産会社「都市環境開発」に売却することになった。
- 船場店（姫路市西新町108-2[564]、1964年（昭和39年）4月22日開店[615]）

店舗面積約674m2
- 野里店×（姫路市河間町42-1[38]、1968年（昭和43年）4月24日開店[616]）

店舗面積2,100m2 → 約1,638m2。
- 白浜店（姫路市白浜町乙372[617]、2004年（平成16年）8月20日閉店[広報 11]）

店舗面積5,493m2。跡地に2004年（平成16年）9月10日にマックスバリュ白浜店が開店→閉店、現在はダイソー。
- 岩端店×（姫路市岩端町106[617][572]、1979年（昭和54年）10月開店[49]-2004年（平成16年）8月20日閉店[広報 11]）

岩端ショッピングセンター延べ床面積約13,183m2、店舗面積約4,5703m2、駐車台数約500台。
店舗面積4,573m2。跡地に2004年（平成16年）9月18日にマックスバリュ岩端店が開店→閉店解体後に跡地再開発→2011年（平成23年）秋マックスバリュ城の西店。
米谷紙管工場跡地に出店した。
- 飾磨店（姫路市飾磨区恵美須宇南清水833[399][621]、1971年（昭和46年）10月16日開店[399]-2006年（平成18年）2月20日閉店[広報 2][622]）

店舗面積（開店時）約3,135m2 → 約3,591m2（直営店舗面積約2,202m2 → （閉店時）約2,684m2）、開店時のテナント28店。
。
飾磨駅を挟んだ対面約1kmの場所に、1993年（平成5年）11月28日にジャスコ姫路リバーシティ店（現・イオン姫路リバーシティー店）が開店している。
- （初代）広畑店×（姫路市広畑区東新町2-44[624]、1962年（昭和37年）6月28日開店[625] - 1971年（昭和56年）3月閉店[221]）

開業時点では、畑の中に作られたワンフロア型の店舗で、食品と衣料品などを取り扱っていた。
延べ床面積2,760m2、店舗面積891m2 → 2,300m2。
移転する形で閉店となった。
- （2代目）広畑店（姫路市、1976年（昭和51年）7月2日建替[要出典]-2003年（平成15年）12月31日閉店[広報 18]）

延べ床面積17,976m2、店舗面積5,066m2、駐車台数約250台。
閉店時の直営店舗面積約4,737m2。
- 網干店×（姫路市網干区新在家土井の内1350[600]、1966年（昭和41年）11月9日開店[616]-2000年（平成12年）9月20日閉店[広報 4][626]）

建物は2階建て延べ床面積約5,127m2。店舗面積1,400m2 → 約2,668m2 → 閉店時の直営店舗面積約2,682m2、駐車台数約120台。
店舗はマックスバリュ西日本に営業譲受されて2001年（平成13年）3月28日に（初代）マックスバリュ網干南店（店舗面積約3,256m2、駐車台数127台）として2階には100円均一店と衣料品専門店が導入して新装開業したが、2013年（平成25年）3月10日に閉店した。建物は平屋建てに建て直され、（2代目）マックスバリュ網干南店（店舗面積約1,735m2、駐車台数64台）が開店した。

#### 播磨（姫路市を除く）
- 明石店（明石市桜町2-10[628]、1963年（昭和38年）12月5日開店[628]）

店舗面積1,850m2。
- 明石モードセンター（明石市大明石町1-1225-2[628]、1968年（昭和43年）3月8日開店[628]）

店舗面積2,500m2。
- 大久保店×（明石市大久保町大窪宇角田295[38]、1970年（昭和45年）11月14日開店[629] - 2007年（平成19年）9月20日閉店[広報 7]）

店舗面積約957m2。
閉店時の直営店舗面積約825m2
跡地に2008年（平成20年）6月7日にマックスバリュ大久保店が開店。
- 相生店（相生市那波大浜町11-10[564]、1967年（昭和42年）4月20日開店[628]-2003年（平成15年）12月31日閉店[広報 18][631]）

店舗面積約1,491m2、延べ床面積約1,700m2。
閉店時の直営店舗面積約1,491m2。
- （初代）加古川店[624] → 加古川フード店[603]（加古川市加古川町寺家町50[624][603]、1961年（昭和36年）7月8日開店[603]-1972年（昭和47年）閉店[要出典]）

店舗面積700m2。
- 加古川文化センター店（加古川市加古川町寺家町東の町643[603]、1966年（昭和41年）4月10日開店[603]-1972年（昭和47年）閉店）[要出典]

店舗面積750m2。
- 加古川モード店（加古川市加古川町寺家町66-3[603]、1969年（昭和44年）11月19日開店[603]-1972年（昭和47年）閉店）

店舗面積1,800m2。
- （2代目）加古川店（加古川市加古川町寺家町南五反田45[632]、1972年（昭和47年）9月29日開店[632] - 1991年（平成3年）2月20日閉店[633]）

敷地面積約3,133m2、鉄筋コンクリート造地下1階地上8階建て塔屋2階、延べ床面積約20,209m2、店舗面積約8,213m2（当社店舗面積約4,879m2）、駐車台数約373台。
JR加古川駅前に出店していた衣料品や雑貨を中心とした品揃えの店舗だったが、駐車場が少なく、モータリゼーションに対応できなかったことから、1981年（昭和56年）に27億3600万円あった売上が1989年（平成元年）に11億8000万円まで落ち込み、閉店することになった。
エーコープ加古川店（当社店舗面積約826m2）と共に「加古川産業会館」の核店舗として出店していた。
1991年（平成3年）に加古川そごうのアウトレット館になったが閉店。
現在のイオン加古川店はニチイ（後のマイカル）が1982年（昭和57年）10月26日に「ニチイ加古川ショッピングデパート」として開業、1994年（平成6年）に加古川サティに業態転換した後、2011年（平成23年）3月1日にイオンリテールがマイカルを吸収合併した事に伴い現在の屋号に変更した別店舗である。
- べふ店（加古川市別府町別府字せいろ920-1[38]、1974年（昭和49年）11月開店[49]-）

店舗面積4,163m2、駐車台数約200台。
1988年（昭和63年）2月にディスカウントストアに業態転換した。
- （初代）赤穂店（赤穂市加里屋駅前町68-9[564]、1962年（昭和37年）10月29日開店[629]）

店舗面積約1,800m2 → 約2,651m2。
1981年（昭和56年）7月15日に2代目赤穂店が赤穂ショッピングシティ（店舗面積6,132m2）の核店舗として店舗面積4,200m2で開店した。
- （初代）高砂店（高砂市高砂町字浜田町2-9-21[564]、1962年（昭和37年）3月20日開店）

店舗面積2,500m2。
- （2代目）高砂店（高砂市緑ヶ丘1-8-48[572]、1979年（昭和54年）7月14日開店[638]-）

店舗面積1,000m2、駐車台数約150台。
- 加西店×（加西市北条町字尾長96[639]、1980年（昭和55年）10月3日開店[639] - 2008年（平成20年）9月30日閉店[広報 49]）

敷地面積約21,252m2、鉄筋コンクリート造地上3階一部4階建て、延べ床面積約16,420m2、店舗面積約8,437m2（当社店舗面積約5,912m2）、駐車台数約800台。
後継店として、北条町駅を挟んだ約500m西の三洋電機北条事業所跡地にイオン加西北条ショッピングセンター（現・イオンモール加西北条、北条町北条308-1・323-3他合併地）の核店舗としてジャスコ加西北条店（現・イオン加西北条店）が2008年（平成20年）11月1日開店。
- （初代）龍野店 → 下川原店[641]（龍野市下川原町24[603]（現・たつの市）、1962年（昭和37年）12月1日開店[603] - 1971年（昭和56年）2月閉店[642]）

店舗面積350m2。
下川原商店街にフタギとして開店した。
- （2代目）龍野店×（たつの市龍野町堂本字岸ノ下11[600]、1968年（昭和43年）3月26日開店[644][643] - 1976年（昭和51年）9月増床[645] - 2006年（平成18年）2月20日閉店[646]）

店舗面積約891m2
旧フタギの店舗。跡地は再開発され、2008年（平成20年）7月31日にマックスバリュ龍野店が開店。売り場面積約3,900m2の商店街にある都市型の店舗で、1991年（平成3年）に売上高約37億円を上げていたが、郊外への競合する大型店の進出で売上が減少したため閉店となった。閉店後の店舗跡地は不動産業者に売却されて2006年（平成18年）中に解体が始められて2007年（平成19年）4月末までに更地となり、テナントを招致して新たな商業施設の建設を目指していたが、鉄骨造の平屋で売り場面積約2,000m2の食品スーパー のマックスバリュ龍野店が2008年（平成20年）7月31日に開店した。
フタギの店舗としては、最後まで建物が残存した店舗であった。
当店の向かいの専門店街を併設した「赤とんぼ広場」の核店舗として出店した1973年（昭和48年）12月5日に開業したダイエー竜野店は、2016年（平成28年）3月1日にダイエーからイオンリテールに運営が継承され、同年3月25日に「イオン竜野店」となったが、2022年（令和4年）10月31日に閉店した。なお、イオン竜野店の場所には当初ジャスコが出店する予定であったが、ジャスコが辞退したためダイエーが出店したものである（後述も参照）。
- 太子店（揖保郡太子町糸井字柿ケ坪301-2[654]、1973年（昭和48年）9月28日開店[654] - 2003年（平成15年）12月31日閉店[広報 18]）

敷地面積約8,963m2、鉄筋コンクリート造地上2階建て塔屋1階、延べ床面積約6,442m2、店舗面積約4,076m2（当社店舗面積約3,277m2）、駐車台数約300台。
閉店時の直営店舗面積約3,833m2。
- （初代）山崎店（宍粟郡山崎町鹿沢字東桜町65-8[624]（現・宍粟市）、1963年（昭和38年）4月20日開店[599]-1993年（平成5年）閉店[655]）

店舗面積1,000m2 → 約3,143m2、駐車台数約100台。
1993年（平成5年）4月29日に南西へ約250mほど離れた場所へ移転・増床し「咲ランドショッピングセンター」の核店舗として新山崎店が開店。
- （初代）三木店（三木市大村119-10[656][657]、1974年（昭和49年）5月開店[657] - ?閉店）

店舗面積約5,520m2（当社店舗面積約3,908m2） → 約7,294m2
三木市大村字砂163に1994年（平成6年）3月5日に（2代目）三木店が開店した。
- ベルモード三木店（三木市本町3-4-25[658]、1980年（昭和55年）9月5日開店[658] - ?閉店）

敷地面積約2,853m2、鉄筋コンクリート造地下2階地上2階建て、延べ床面積約5,690m2、店舗面積約2,896m2（当社店舗面積約964m2）、駐車台数約53台。
地場資本の主婦の店がデベロッパーの「コミュニティタウン ベルプラザ」にベルショップ主婦の店三木店（約891m2）と共に核店舗として出店していた。

#### 阪神間
- 西宮店×（西宮市和上町2-13[564]、1969年（昭和44年）4月2日開店[606]-1995年（平成7年）1月29日[604]）

店舗面積5,600m2 → 約3,490m2。
阪神・淡路大震災の被災により、店頭テントで生活必需品のみの販売を 1995年（平成7年）1月18日～29日まで仮設売場で行った後に1月30日から臨時休業し、休業中の1995年（平成7年）4月に閉店・解体を発表した
その後、2016年（平成28年）3月1日にダイエーからイオンリテールに継承された「ダイエー西宮店」（西宮市林田町2-24）が同年3月10日に「イオン西宮店」となった。
- ジャスコ・フタギ[663]尼崎店（尼崎市神田中通6丁目211[664]、1967年（昭和42年）10月開店[665]）

鉄筋コンクリート造地下1階地上4階建て・塔屋2階、延べ床面積約7,335.31m2、売場面積2,211m2
地元商業者の有力者らが協同で開設した西尼専デパート2階と3階に出店していた。
西尼専デパートが営業不振で撤退したため跡地に1969年（昭和44年）12月13日にダイエー三和店が出店した。
- （初代）伊丹店×（伊丹市西台1-4-1[669]、1971年（昭和46年）4月1日開店[670]-1995年（平成7年）1月17日[671]）

敷地面積約2,258m2、鉄骨鉄筋コンクリート造地下3階地上8階建て塔屋2階、延べ床面積約8,913m2 → 約20,725m2、店舗面積約6,015m2 → 約10,047m2（当社店舗面積約5,030m2）、駐車台数約200台。
阪急伊丹駅前に出店していた 地下1階の食料品売り場はライフ伊丹店が入居していた。
阪神・淡路大震災による店舗の損壊が最もひどい店舗で営業を再開できず、解体・閉店。
（2代目）伊丹店（現・イオン伊丹店）がJR伊丹駅前ある「ダイヤモンドシティテラス（現・イオンモール伊丹）」の核店舗として2002年（平成14年）10月10日に開業している。
- 逆瀬川店（宝塚市逆瀬川1丁目13-1[674]、1986年（昭和61年）11月21日[675] - 2000年（平成12年）8月20日閉店[広報 4]）

敷地面積約5,163m2、鉄骨鉄筋コンクリート造地下2階地上8階建て塔屋2階、延べ床面積約20,415m2、店舗面積約9,718m2（当社店舗面積約7,989m2）、駐車台数約219台。
閉店時の直営店舗面積約6,000m2。
阪急電鉄今津線逆瀬川駅前の再開発ビル「アピア3」の核店舗として開店した。
- （初代）川西店×（川西市小花1丁目6-16[582]、1962年（昭和37年）11月26日開店[582]-?閉店）

店舗面積3,300m2。
シロ川西店として開店。
- （2代目）川西店×（川西市小花1丁目6-16[678]、1973年（昭和48年）9月20日開店[678] - 2008年（平成20年）2月20日閉店[広報 7]）

敷地面積約3,694.02m2、鉄骨鉄筋コンクリート造地下1階地上7階建て・塔屋2階、延べ床面積約20,157.00m2、店舗面積約14,203m2（当社店舗面積約8,696m2） → 閉店時の直営店舗面積約7,284m2、駐車台数約40台。
阪神・淡路大震災の被災により、店頭テントで生活必需品のみの販売を行った後、1995年（平成7年）1月25日～2月2日臨時休業したが、2月3日午前10時から店舗での平常営業に復帰した。
跡地には14階建て集合住宅が建設され、その1階にリカー・輸入食品専門店「イオンリカー」、2階に調剤併設型ドラッグストア、3階にクリニックフロアで構成される「イオン リカー&ビューティー川西店」を2013年（平成25年）10月8日に開店した。食品スーパー機能は隣接のKOHYO川西店があるため併設されなかった。

#### 淡路島
- （初代）洲本店×（洲本市本町7丁目4-33[681]、1971年（昭和46年）10月8日開店[414]）

敷地面積約1,650m2、延べ床面積約3,300m2、店舗面積約2,970m2（直営店舗面積1,980m2）。
リベラル洲本店（現在は閉店）内の店舗面積1,980m2で衣料品・玩具等の販売のみ行っていた（2階と3階）。
1985年（昭和60年）3月20日にジャスコ新洲本店（現在のイオンスタイル洲本）を核店舗とする「ジャスコマリンシティ洲本」が、洲本市塩屋1-1-8に、敷地面積約4,692m2、延べ床面積約21,902m2、店舗面積約6,592m2（直営店舗面積約4,530m2）、駐車台数約700台という規模で開店した。

### 奈良県
- 奈良南店×（奈良市南京終町710[683]、1991年（平成3年）1月12日[683]-2008年（平成20年）8月20日閉店[広報 46]）

店舗面積約10,000m2、閉店時の直営店舗面積約9,799m2。
奈良油脂工業の「グリーンシティ奈良」の核店舗として出店していた。
跡地にラ・ムー京終店 が2011年（平成23年）5月に新築開店。
- 菅原店（奈良市[686]、1992年（平成4年）2月[188]-1997年（平成9年）閉店[686]）

店舗面積約495m2。
1997年（平成9年）に系列会社のやまやに譲渡して酒類・食品の専門店に業態転換。
- 紀寺店（奈良市[686]、1995年（平成7年）2月[188]-1997年（平成9年）閉店[686]）

店舗面積約497m2。
1997年（平成9年）に系列会社のやまやに譲渡して酒類・食品の専門店に業態転換。
- 生駒店×（生駒市谷田町861[687]、1977年（昭和52年）10月27日[687] - 2009年（平成21年）2月20日閉店[688]）

敷地面積約10,561m2、鉄筋コンクリート造地下1階地上2階建て塔屋2階、延べ床面積約15,597m2、店舗面積約9,580m2（当社店舗面積約6,539m2）、駐車台数約500台。
跡地にロイヤルホームセンターが新築され、2011年（平成23年）10月に開店。2016年（平成28年）9月18日に閉店。その建物を再利用し万代生駒店が2017年（平成29年）2月7日に開店。
- 南生駒店（生駒市[686]、?開店-1997年（平成9年）閉店[686]）

1997年（平成9年）に系列会社のやまやに譲渡して酒類・食品の専門店に業態転換。
- （初代）大和郡山店×[要出典]（大和郡山市柳町字誓願寺1-1[690]、1976年（昭和51年）6月25日開店[691] - 2005年（平成17年）2月20日閉店[広報 11]）

敷地面積約7,920m2、鉄筋コンクリート造地下1階地上3階建て、延べ床面積約13,470m2、店舗面積約8,571m2（当社店舗面積約6,667m2）、駐車台数約995台。
大和郡山初の大型店として開店した。
2010年（平成22年）3月25日に、（2代目）大和郡山店（現在のイオン大和郡山店）がイオンモール大和郡山の核店舗として開業した。
- 桜井店（初代、桜井市桜井195-1-10[695]、{1968年（昭和43年）11月29日開店[696]）

店舗面積約1,500m2 → 約3,709m2。
地元スーパーの「ヤマトー」が一番街商店街の一角に建設したビルの2階と3階にオカダヤの奈良県第1号店として開店した。1階は「ヤマトー」が出店していた。
衣料品店舗。1997年（平成9年）11月22日に開店したジャスコ桜井ショッピングセンター（現・イオン桜井店（桜井市上之庄278-1））とは別。
- 八木店（橿原市八木町1丁目8−15[701]、1973年（昭和48年）6月1日開店[691]）

敷地面積約4,568m2、鉄筋コンクリート造地上6階建て塔屋1階、延べ床面積約17,319m2、店舗面積約13,231.8m2、駐車台数約110台。
八木ラブリーにヤマトやニチイ八木店と共に核店舗として出店していた。
- 田原本店×（磯城郡田原本町大字坂手745[702]8[703]、1983年（昭和58年）10月6日開店[703] - 2005年（平成17年）2月20日閉店[広報 11]）

敷地面積約25,274.14m2、鉄筋コンクリート造地下1階・地上2階建て塔屋3階、延べ床面積約21,493.91m2、店舗面積約9,556m2（当社店舗面積約7,289m2）、駐車台数約700台。
国道25号沿いに出店していた。
- （初代）いかるが店×（生駒郡斑鳩町龍田西8丁目[704]、1975年（昭和50年）6月20日開店[118][広報 22]→1991年（平成3年）9月14日からビッグ・バーンいかるが店[広報 22]→（2代目）ジャスコ斑鳩店が2009年（平成21年）2月20日に閉店[688]）

国道25号沿いにある店舗面積約10,000m2の 総合スーパーだったが、老朽化と売上低迷を理由に閉店した。
店舗跡地には2010年（平成22年）11月26日に 旧店舗の約3分の1の店舗面積約3,300m2のイオンいかるが店 が新築開店した。

### 和歌山県
- 和歌山店（和歌山市米屋町5[564]、1972年（昭和47年）4月28日開店[707] - 閉店時期不明）

店舗面積約10,222m2（直営売場面積約4,888m2）
ぶらくり丁の中心部の一角「中ぶらくり丁」に地元商業者が建設した共同店舗の中に出店していた。
出店していたぶらくり丁がファッション主体の商業地区へ変化してスーパーの売上が低迷したことから、1980年（昭和55年）10月に衣料品専門店を集めたファッション・コミュニティプラザ「パレサンティェーム」へ業態転換した1。
2014年（平成26年）3月16日に開業したイオン和歌山店（イオンモール和歌山の核店舗） とは別店舗。
- 海南店×（海南市日方1290-14[711][712]、1974年（昭和49年）3月1日開店[707]-2001年（平成13年）2月20日閉店[広報 4]）

敷地面積5,400m2、鉄筋コンクリート造地下1階地上6階建て、延べ床面積11,219m2、店舗面積約6,147.9m2（当社直営店舗面積約3,960m2 → 閉店時の直営店舗面積約5,862m2）、駐車台数約200台。
海南市の中心市街地に所在した店舗。店舗跡地には2011年（平成23年）3月29日に起工式を行って海南市民病院の建設が進められている。
- 海南ココ店（海南市日方1290-72[714]、1978年（昭和53年）3月9日開店[714][114][707]-2007年（平成19年）12月31日閉店[広報 7]）

敷地面積約5,701m2、鉄筋コンクリート造地下1階地上3階建て塔屋1階、延べ床面積約16,864m2、店舗面積約8,463m2（当社店舗面積約3,638m2）、駐車台数約300台。
閉店時の直営店舗面積約2,836m2
地元の商業者らで作った協同組合と地代や経費などを折半して開業したショッピングタウンココの核店舗として出店したが、業績の低迷を受けて進出時の「絶対に撤退しない」との口約束を反故にして撤退。
店舗跡のショッピングセンターの持分を共同運営していた協同組合や地権者への相談無しにファンド会社に売却し、買収したファンド会社が地代などを当初の2、3ヶ月しか支払わず滞納額が約7000万円以上に膨んで裁判になり、地元側がファンド会社から3000万円で持分を取得することになった。ところが、その後も滞納分の地代などの支払をファンド会社が支払おうとしないため、イオンの撤退後の処理にも地元から批判が出ている。

#### ジャスコオークワ
- ジャスコオークワ岩出店×（那賀郡岩出町清水455[716]（現：岩出市）、1981年（昭和56年）3月19日開店[707] - 1999年（平成11年）閉店[717]）

店舗面積約6,000m2
- ジャスコオークワひだか店×（御坊市薗字中嶋579-1[719]、1976年（昭和51年）10月21日開店[707]）

敷地面積約6,267m2、鉄筋コンクリート造地上2階一部3階建て、延べ床面積約8,562m2、店舗面積約5,306m2（当社店舗面積約4,107m2）、駐車台数約400台。
- ジャスコオークワサウスヤード店（御坊市湯川町）
- ジャスコオークワ御坊店（御坊市薗字中嶋579[720]、1971年（昭和46年）9月開店[718]）

店舗面積約1,903m2
国道42号沿いにあった店舗。閉店後に店舗の建物は解体され、2006年（平成18年）5月にパチンコ店が建設された が、その後解体され再び更地となっている。

## 中国地区

### 島根県
- （初代）松江店（松江市寺町99-50[500][117]、1975年（昭和50年）4月11日開店[500][722]）

地上3階建て、延べ床面積約7,255m2、店舗面積約2,635m2（直営店舗面積約1,480m2）。
旧山陰ジャスコ経営。跡地は1F食品フロアは合弁相手だったハラトク（地元スーパー、現・フーズマーケット ホック）だった。松江駅前の再開発ビルのキーテナントとして移転後は、ジャスコボウル&スケートリンクとなった。
- （2代目）松江店（松江市朝日町661[723]、1982年（昭和56年）5月20日開店[723][722]、閉店時期は不明）

敷地面積約3,060m2、鉄骨鉄筋コンクリート造地下1階地上6階建て塔屋1階、延べ床面積約18,669m2、店舗面積約9,662m2（当社店舗面積約5,307m2）、駐車台数約600台。
「協同組合松江駅前ショッピングデパート」の「ショッピングデパートピノ」の核店舗として出店していた。
旧山陰ジャスコ経営。跡地は地下食品フロアはみしまや（地元スーパー）、地上はピノ（専門店）が入居していたが、その後中心市街地から移転する形で1998年（平成10年）4月1日に一畑百貨店が出店した。
2011年（平成23年）3月1日に松江サティが「イオン松江店」に屋号変更した。
- 平田店（出雲市平田町、1992年（平成4年）6月27日開店[726] - 2006年（平成18年）3月20日閉店[広報 5][727]）

閉店時の直営店舗面積約5,675m2
山陰ジャスコが経営していたが、1996年（平成8年）8月21日付でジャスコへ営業譲渡された。
- 浜田店（浜田市周布町イ61-1[728]、1996年（平成8年）3月19日開店[729] - 2004年（平成16年）2月12日閉店[広報 18]）

店舗面積約13,126m2。閉店時の直営店舗面積約6,438m2。
石央マリンショッピングセンターの店舗面積約10,135m2。
パワーシティ浜田の名称でジャスコとビッグバーンの2核SCだった。
山陰ジャスコが経営していたが、1996年（平成8年）8月21日付でジャスコへ営業譲渡された。
跡地は2004年（平成16年）12月8日にスーパーセンタートライアル浜田店が開店した。
- 出雲パラオ店×（元出雲サティ、出雲市今市町259-1[731]、2002年（平成14年）10月6日開店[732] - 2009年（平成21年）1月20日閉店[733][734]）

専門店部分はそのままに 2009年（平成21年）4月22日にメガセンタートライアル出雲店が開店。2012年2月29日のパラオの破産後はトライアルのみ営業していたが、トライアルが2016年2月14日に閉店した後、建物は解体され、マックスバリュ西日本（現・フジ）が跡地の一部に「マックスバリュ今市店」を2022年（令和4年）9月3日にオープンした。
- （初代）出雲店×（出雲市今市町543[739]、1971年（昭和46年）6月24日開店[740] - 1987年（昭和62年）1月閉店[741]）

延べ床面積約7,316m2、店舗面積約4,909m2。山田ビル2階（今市町570）店舗面積約1,739m2。
1989年（平成元年）1月15日に（2代目）出雲店（店舗面積約10,200m2）が開店した。
旧銀座屋を増改築して出店した山陰ジャスコの直営第1号店で、本館と別館があった。
店舗跡は解体されて1989年（平成元年）11月に横町ロータリー駐車場になった。

### 岡山県
- 高島店（岡山市清水字二反田369-2[744]（現・中区）、 1979年（昭和54年）10月開店[49]-）

店舗面積1,487m2。
1990年（平成2年）にビッグ・バーン（当時ジャスコのDS業態）高島となり閉店した。現在は資本・業務提携している提携しているザグザグ本社となっている（2005年9月（平成17年）移設）。
- 山陽店×（赤磐郡山陽町下市473[746]（現・赤磐市）、 1984年（昭和59年）11月30日開店[746] - ）

敷地面積約19,000m2、鉄筋コンクリート造地上2階建て、延べ床面積約14,370m2、店舗面積約5,812m2（当社店舗面積約2,350m2）、駐車台数約1,200台。
神戸屋がデベロッパーとなっていた「ピュア」の核店舗として同社の「ショッピングプラザ神戸屋」（約2,337m2）と共に出店していた。
その後、1998年にスーパーのイズミの運営となり、「イズミ山陽店」、「ゆめタウン山陽」などとして営業していたが、2024年1月14日に営業を終了。建物は取り壊され、跡地には2025年夏に新しいショッピングセンター「ゆめモール山陽」がオープンする予定
- 倉敷店（倉敷市笹沖字九間樋1337[747]、1981年（昭和56年）5月15日開店[747] - 2016年（平成28年）5月31日閉店[748]）

敷地面積約30,173m2、鉄骨造地上2階建て、延べ床面積約13,443m2、店舗面積約6,576m2（当社店舗面積約3,700m2）、駐車台数約1,150台。
敷地面積約27,000m2に建てられた鉄骨3階の店舗であった。
2010年（平成22年）10月15日に1階食品スーパー部分をマックスバリュ西日本が運営する「ザ・ビッグ倉敷店」に業態転換された。その後、ジャスコ倉敷店自体もイオンリテール運営のまま「ザ・ビッグ倉敷笹沖店」に業態転換され、同一建物に運営会社の異なるザ・ビッグが併存する特殊な店舗となった。
業態転換後も売上は横ばいに留まり、建物などの老朽化も進んだことから「ザ・ビッグ倉敷店」と「ザ・ビッグ倉敷笹沖店」は2016年（平成28年）5月31日に閉店することになった。2017年4月22日にマックスバリュ西日本（当時。現・フジ）運営の「ザ・ビッグ倉敷店」として再開業した。建て替え後は鉄骨平屋建ての総合ディスカウントストアとなっている。
建て替え中はマックスバリュ西日本が駐車場に食料品を中心とした小型の仮店舗（998.40m2のプレハブ構造）が開設していた。
なお、現在のイオン倉敷店は1999年（平成21年）9月21日にイオンモール倉敷の核店舗「ジャスコイオン倉敷店」として開業した別店舗である。

### 広島県
- 可部店×（広島市安佐北区可部町可部294-1[751]、1976年（昭和51年）9月23日開店[751]）

敷地面積約8,597m2、鉄筋コンクリート造地上2階建て塔屋1階、延べ床面積約11,106m2、店舗面積約6,410m2（当社店舗面積約4,961m2）、駐車台数約450台。
山陽ジャスコ、系列会社のみどり（その後マックスバリュ西日本などを経て、フジに事業継承済）に譲渡して1992年（平成4年）12月にザ・ビッグ可部店（店舗面積約6,762m2）に転換。1998年（平成10年）8月に閉店。その後、入店していたテナントが出資して新たな運営会社を設立。『ショッピングセンター可部ビッグ』として同年10月に再オープンした。
- 安古市店（広島市安佐南区大町東3-32-8[754]、1980年（昭和55年）12月10日開店[754]）

敷地面積約9,062m2、鉄筋コンクリート造地上2階建て塔屋1階、延べ床面積約10,435m2、店舗面積約6,855m2（当社店舗面積約5,483m2）、駐車台数約400台。
1993年（平成5年）10月系列会社のみどりに譲渡後、同年11月にザ・ビッグ安古市店に転換
- 呉店（呉市中通り3-2-18[755]、1973年（昭和48年）3月23日開店[756] - ?閉店）

地下1階地上6階建て、店舗面積約7,610m2。
跡地は1993年（平成5年）5月にイズミがハウディプラザ呉店を開店。 → クレアルと変遷。
- （初代）三原店×（三原市城町9-13[758]、1969年（昭和44年）10月25日開店[759] -1989年 閉店）

敷地面積約1,391m2、鉄筋コンクリート造地上6階建て塔屋1階、延べ床面積約8,264m2、店舗面積約6,223m2（当社店舗面積約4,497m2）。
元は呉市を本拠地としたスーパーマーケットチェーン『やまてや』の店舗のひとつ『やまてや三原店』があった。その店舗をスクラップアンドビルドを行い、山陽ジャスコが運営する『旧・ジャスコ三原店』が1972年（昭和47年）11月2日に開店した。1989年（平成元年7月）トスコ三原工場跡地に移転する形で閉店した。跡地にはスーパーホテル三原駅前とマンションのプレステージ三原が建設されている。

### 山口県
- 下関東駅店（下関市羽山町3-20[762]、1974年（昭和49年）4月27日開店[763] - 1985年（昭和60年）3月閉店[764]）

敷地面積約7,806m2、鉄骨造地上2階建て、延べ床面積約11,491m2、店舗面積約6,462m2、駐車台数約250台。
キヌヤと大和を含めた3社共同出資の中国ジャスコの1号店として開業したが、下関駅周辺の競合する大型店との競合の影響を受けて閉店した。
系列会社のみどり（現マックスバリュ西日本）に譲渡して1992年（平成4年）9月にザ・ビッグ下関東駅店（店舗面積約7,498m2）に転換した。
2002年（平成14年）12月にイオン系列を離れサンリブ東駅店が開店したが、2015年（平成27年）に閉店・解体され、跡地にサンリブが運営するマルショク東駅店が2019年（令和元年）11月6日に開業。

## 四国地区

### 徳島県
- 阿波池田店（三好郡池田町字マチ2183[767]（現・三好市）、1979年（昭和54年）3月16日開店[768] - 1999年（平成11年）9月20日閉店[769]）

敷地面積約2,500m2、鉄筋コンクリート造地下1階地上7階建て塔屋1階、延べ床面積約11,315m2、店舗面積約3,297m2（当社店舗面積約1,950m2）、駐車台数約200台。
地場資本の小売店35店舗が出店する地元主導型ショッピングセンターの「サンライズデパート」（店舗面積約3,700m2）の核店舗として出店していた。
- 鳴門店（鳴門市撫養町小桑島字前浜23[770]、1974年（昭和49年）4月26日開店[771][770] - 2004年（平成16年）2月20日閉店[広報 18]）

敷地面積約2,375m2、鉄筋コンクリート造地上5階建て塔屋1階、延べ床面積約9,370m2、店舗面積約4,967m2（当社店舗面積約3,787m2）、駐車台数約300台。
閉店時の直営店舗面積約5,308m2。
「協同組合鳴門センター街」の核店舗として出店していた。
- 徳島店（徳島市南末広町4番7号[772][773]、1981年（昭和56年）4月25日開店[773] - 2009年（平成21年）2月1日閉店[774]）

敷地面積約21,604m2、鉄筋コンクリート造地上2階建て塔屋3階、延べ床面積約16,396m2、店舗面積約7,940m2（当社店舗面積約5,000m2）、駐車台数約1,600台。
イオンと地元企業の合弁会社「徳島リバーシティ」（SC名も同一）の核店舗）
同店の入居していた徳島リバーシティは2階建てで売り場面積約16,396m2のショッピングセンターで、売上が最盛期の約60％へ減少した上施設が老朽化しているとして当店と共に閉店となった。
閉店時点では建て替え後の規模や内容は確定していなかったが、イオンモールが建設されることになり、2016年（平成28年）2月14日に専門店街やシネマコンプレックスを併設した「イオンモール徳島」の起工式を行われ、2017年（平成29年）4月27日に開業。

### 香川県
- 高松店×※（初代、高松市常磐町1-5-1[399]、1971年（昭和46年）12月10日開店[399] - 1989年（平成元年）閉店）※現在のイオン高松店とは別。

高松市中心部にある常磐街商店街内に出店しており、商店街の西の核店舗となっていた。
撤退前にはジャスコ株式会社（当時）の運営部分はほとんどなく、業態は専門店が集まったファッションビルに近かった。5階建てだったが客用エレベーターは不設置、エスカレーターも上りのみと設備面では最悪であった。当時はすぐ近くに旧ダイエー高松店が営業していたが、こちらも設備面では似たり寄ったりだった（現在はダイエーもOPAになったあと撤退、空き店舗になっている）。
その後建て替えられてパチンコ店とゲームセンターになったが閉鎖された。シャッターが降りた状態で建物も放置されている。この土地建物は後に競売にかけられ、2007年（平成19年）9月に地元のスーパーマーケット、マルナカが約1億5000万円で落札した。その後高松常磐町商店街振興組合による入り口の吹き抜け部分に開設した物販スペース「ジャンヌガーデン」が開設され、夏にはイベントの一環として同組合によるビアガーデンも開かれている。最終的にはこの建物も解体され、土地は阪急阪神不動産に売却されて同社と四国旅客鉄道（JR四国）が共同で分譲マンション「ジオ高松常磐町 J.CRESTタワー」を建設し、2023年8月の竣工を予定している。
2007年（平成19年）4月26日に高松市香西本町の「イオン高松ショッピングセンター」の核店舗として2代目高松店が開業している（2011年（平成23年）3月1日に「イオン高松店」へ改称）。
- 栗林店×（高松市花ノ宮町3-1-1[784]、1980年（昭和55年）9月18日開店[785][786] - 2000年（平成12年）2月27日閉店[広報 4][787]）

延べ床面積約15,028m2、店舗面積約8,274m2。閉店時の直営店舗面積約7,605m2。
栗林公園の南側の製紙工場跡地に「常磐産業」がデベロッパーとなって開発した。
店舗跡は常磐ティシュがアニマートという名称で複合商業施設を2000年（平成12年）7月13日に開店した。1Fに核店舗となるブックオフと徳島資本のスーパーママの店、2Fにはダイソーとギフト店が出店していた。
ギフト店はすぐに撤退し、敷地部分をハローワーク高松が運営する若年者向けのしごとプラザ高松を開設。
土地・建物を所有していた常磐ティシュが本業の製紙業から撤退することに伴い、隣接している製紙工場と一体で売却する方針を打ち出して2007年（平成19年）3月末に閉店することになった。
その後、2006年（平成18年）12月に土地・建物を取得した穴吹工務店に解体してマンションと商業施設を建設することになり、2010年（平成22年）にハローズとザグザグが跡地に開業した。
- 白鳥店×（大川郡白鳥町松原630-1[784]（現・東かがわ市）、1979年（昭和54年）7月14日開店[785][793] - 2002年（平成14年）7月7日閉店[広報 57]）

延べ床面積約5,916m2、店舗面積約3,969m2。
白鳥店閉店をもって香川県内のジャスコ店舗は一時期なくなっていたが、2007年（平成19年）4月26日にジャスコ高松店（現・イオン高松店）を核店舗としたイオン高松ショッピングセンター（現・イオンモール高松）が開店した。

## 九州地区
2007年（平成19年）8月21日にイオン九州はマイカル九州と合併して鹿児島県の店舗の運営を行うようになったが、ジャスコの店名の1号店は同年10月6日にイオン鹿児島ショッピングセンター内に出店した。

### 福岡県

#### 福岡市
- 井尻店（福岡市南区井尻4-1-34[796]、1965年（昭和40年）9月[49]-1999年（平成11年）8月閉店[要出典]）

店舗面積約1,197m2。
- 吉塚店（福岡市博多区吉塚1-14-5[30]、1970年（昭和45年）6月[797][30]-1993年（平成5年）2月閉店[要出典]）

店舗面積483m2。
- 千代町店（福岡市博多区大津町80-1[117]、1967年（昭和42年）5月[797]-1984年（昭和59年）7月閉店[要出典]）

店舗面積205m2。
- 竹下店（福岡市博多区竹下字川原262[117]、1983年（昭和58年）7月閉店[要出典]）

店舗面積139m2。
- 雑餉隈店（福岡市博多区銀天町2-40[117][800]、1960年（昭和35年）[801]6月29日-1981年（昭和56年）4月閉店）[要出典]

店舗面積約185m2 → 約683m2。
- 美野島店（福岡市博多区美野島2-9-16[117]、1961年（昭和36年）11月[797]）

店舗面積約129m2。
- 鶴田店（福岡市南区[802]、1978年（昭和53年）12月[797][49]1日-1996年（平成8年）5月閉店[要出典]）

店舗面積約271m2。
- 中尾店（福岡市南区、1975年（昭和50年）9月閉店）[要出典]
- 野方店×（福岡市西区大字橋本1089[373]、1980年（昭和55年）5月[797]16日-1985年（昭和60年）8月閉店）[要出典]

店舗面積約2,080m2、駐車台数約160台。
- 姪ノ浜店（福岡市西区姪浜、1974年（昭和49年）2月閉店）[要出典]

西区内には2006年（平成18年）4月28日にイオン福岡伊都店内にジャスコ福岡伊都店が開店している。また、姪浜駅南地区にはイオングループのマックスバリュエクスプレス姪浜駅前店が2011年（平成23年）7月28日に開店している。
- 一丁目店（福岡市中央区春吉1-6-9[805]、1977年（昭和52年）2月閉店）

店舗面積約247m2 → 約430m2。
- 六本松店（福岡市中央区六本松2-15-15[117]、1957年（昭和32年）開店[806] - 1982年（昭和57年）3月閉店[要出典]）

店舗面積92m2。
- 箱崎店（福岡市東区箱崎字小寺2476[117]、1959年（昭和34年）6月開店[806] - 1980年（昭和55年）2月閉店[要出典]）

店舗面積208m2。
2003年（平成15年）11月29日に東区内にイオン香椎浜ショッピングセンター（現・イオンモール香椎浜）内にジャスコ香椎浜店（旧ジャスコとしては福岡市内への再進出1号店）が開店している。

#### 福岡市以外
- 志免店（糟屋郡志免町ススキ246-10[262]、1971年（昭和46年）4月10日開店[399]-1997年（平成9年）9月閉店[要出典]）

店舗面積1,306m2。
ダイマル志免店として開店している。
近隣には2004年（平成16年）6月4日に「ダイヤモンドシティ・ルクル」（現・イオンモール福岡）内にジャスコ福岡東店、2000年（平成12年）4月23日に福岡東サティ（現・イオン福岡東店）が開店している。
- 黒崎店（北九州市八幡西区黒崎）1-1-1[810]、1979年（昭和54年）10月6日開店[810][811]-1999年（平成11年）2月閉店）

敷地面積約20,747m2、鉄骨鉄筋コンクリート造地上8階建て塔屋2階、延べ床面積約98,195m2、店舗面積約38,110m2（当社店舗面積約8,384m2）、駐車台数約517台。
「黒崎そごう」（約25,005m2）と共に「メイト黒崎」の核店舗として出店していた。
1990年（平成2年）に黒崎フォーラスに業態変更したが、1999年（平成11年）2月20日に閉店。
店舗跡には、1999年（平成11年）7月2日にメイトエンポリアムが開業。（現・メイト専門店街西側部分）
- 福間店×（宗像郡福間町駅前2723[117]（現：福津市）、1982年（昭和57年）7月閉店）[要出典]

店舗面積389m2。
市内に2012年（平成24年）4月26日にイオン福津店が開店している。
- 東郷店×（宗像市大字田熊字田辺田141-1[815]、1983年（昭和58年）1月26日開店[815] - 2002年（平成14年）2月20日閉店[816][817]

敷地面積約10,328m2、鉄骨鉄筋コンクリート造地上2階建て塔屋2階、延べ床面積約12,870m2、店舗面積約8,908m2（当社店舗面積約6,087m2）、駐車台数約500台。
「正力産業」の開設した「宗像ショッピングセンターピュア」の核店舗として出店していた。
1999年（平成11年）11月のゆめタウン宗像や2000年（平成12年）11月のサンリブくりえいと宗像など競合店の進出が相次いで競争が激化して売上高が2年連続2ケタ減少2001年（平成13年）2月期には前期比22%減の約22.09億円まで落ち込んで赤字となり、改善が困難として2002年（平成14年）2月20日に閉店することになった。
- 飯塚店×（飯塚市吉原町6-16[818]、1976年（昭和51年）5月28日開店[818][819]）

敷地面積約6,330m2、鉄筋コンクリート造地下1階地上5階建て塔屋1階、延べ床面積約24,200m2、店舗面積約14,505m2（当社店舗面積約9,529m2 → 約9,483m2）。
旧福岡ジャスコ。
1994年（平成6年）10月27日に穂波店が開設された。
- 伊岐須店×（飯塚市、1979年（昭和54年）3月9日-1980年（昭和55年）11月閉店）[要出典]
- 徳前店×（飯塚市[49]。、1979年（昭和54年）3月[49]21日-1990年（平成2年）3月閉店[要出典]）

店舗面積約337m2。
1994年（平成6年）10月27日に穂波店が開設された（現・イオン穂波店）が存在する。
- 二瀬店（飯塚市[802]二瀬町、1979年（昭和54年）3月[49]21日-1994年（平成6年）8月閉店[要出典]）

店舗面積約787m2。
- 福岡大丸二日市店（筑紫郡筑紫野町大字二日市955[821]、1963年（昭和38年）開店[821]）

店舗面積約178m2。
中央商店街の江島屋内に出店していた衣料品店。
- 二日市店×（筑紫野市大字二日市字仲町956[117]、1963年（昭和38年）8月[49]-1998年（平成10年）1月20日閉店[要出典]）

店舗面積約2,097m2 → 約4,868m2。
なお、ユニードの「アピロス二日市店」として 1974年（昭和49年）3月に開業した「ダイエー二日市店」が、イオンの完全子会社の「イオンストア九州」が継承して業務委託契約を締結し、2015年（平成27年）9月1日にイオン九州が運営を継承することになり、イオン二日市店となった。
- 白木原店（大野城市白木原249-1[825]、1977年（昭和52年）7月閉店[要出典]）

店舗面積約93m2。
1977年（昭和52年）に開業したニチイ大野城店が、1998年（平成10年）に大野城サティに転換したのち、2011年（平成23年）3月にイオン大野城ショッピングセンターとなっている。
- 太宰府店（筑紫郡太宰府町大字巨泉2471-1[373]（現・太宰府市）、1980年（昭和55年）5月1日-1995年（平成7年）7月閉店[要出典]）

店舗面積約4,643m2、駐車台数約350台。
- 小郡店（小郡市大字小郡字前伏202[117]、1983年（昭和58年）3月閉店[要出典]）

店舗面積324m2。
2013年（平成25年）11月8日にイオン小郡店が新規出店し、同市内へ再進出している。

### 佐賀県
- 鹿島店（鹿島市高津原4326-1[828]、1983年（昭和58年）4月12日開店[828] - 1996年（平成8年）8月閉店[829]）

敷地面積約3,500m2、鉄骨鉄筋コンクリート造地下1階地上4階建て塔屋1階、延べ床面積約12,607m2、店舗面積約7,007m2（当社店舗面積約5,000m2）、駐車台数約433台。
昭和56年3月に地元資本によって設立された鹿島商店開発株式会社が旧鹿島市役所跡地を開発して建設した地元資本商店組合の27店舗を含む31店舗が入居したショッピングセンターピオの核店舗として3階と4階に出店していた。
1992年（平成4年）11月佐賀ジャスコから九州ジャスコに営業権を移管された。
ショッピングセンターピオは「鹿島ショッピングセンター協同組合」の運営で営業を継続している。
店舗跡には1999年（平成11年）1月にオサダが出店したが2年4カ月で撤退し、その後ダイソーなども入居したが撤退したため、2013年（平成25年）6月時点では3階と4階は空き店舗。
2012年（平成24年）6月1日に発表された「鹿島市シビックセンター再整備構想」の一環として店舗を地下1階と1階に集約し、当店跡の3階と4階に敷地の一部を鹿島市が買収して子育て支援センターや高齢者施設などを整備する計画が進められている。
三代目のロゴが施行されてからもしばらく二代目のロゴのまま運営されていた。
- 佐賀南店（佐賀市本庄町大字本庄253-3[833]、1992年（平成4年）6月10日開店[833]-2005年（平成17年）2月20日閉店[広報 11]）

敷地面積約32,158m2に1,000台の収容の駐車場を併設した地上2階建店舗面積約8,500m2（直営約5,500m2）の店舗だった。
近隣にイオンスーパーセンター開店、佐賀大和店増床に伴い撤退。ケーズデンキ→九州テックランドとして建物存続。
郊外の大和町には、2000年（平成12年）9月9日に「イオンショッピングタウン大和」（現・イオンモール佐賀大和）が開店した。
- 鳥栖店（鳥栖市本鳥栖町[835]、2002年（平成14年）開店[836]-2005年（平成17年）8月31日閉店[836]）

JR鳥栖駅前に1997年（平成9年）に開業した日本たばこ産業のショッピングセンター「ジョイフルタウン鳥栖」の核店舗として出店していた。
旧寿屋（現カリーノ）鳥栖店跡を譲受した店舗だったが、わずか3年2カ月で撤退。
「ジョイフルタウン鳥栖」は大和リースが買収し、2009年（平成21年）11月7日にスーパーのサンリブを核店舗とするフレスポ鳥栖として新装開業した。サンリブ、24時間営業のTSUTAYA、西松屋などが入居し営業している。

### 大分県
- 大分店×（大分市中央町1-2-7[837]、1973年（昭和48年）3月3日開店[838][837] - 1993年（平成5年）6月25日閉店[839]）

敷地面積約2,368m2、鉄骨鉄筋コンクリート造地下1階地上8階建て塔屋2階、延べ床面積約18,567m2、店舗面積約9,869m2（当社店舗面積約8,244m2）、駐車台数約500台。
中央町商店街の一角に出店していた。
1993年（平成5年）10月29日に業態転換して大分フォーラスとなったが、2017年（平成29年）2月26日に閉店。建て替えを経て、2019年（令和元年）6月1日に大分オーパとなる。
- 南大分店（大分市大字奧田字中津町827-6[117][26]、1973年（昭和48年）12月13日開店[842]-1999年（平成11年）2月閉店[要出典]）

旧大分ジャスコ。1994年（平成6年）2月大分ジャスコから九州ジャスコに営業権を移管された。
延べ床面積約2,940m2、店舗面積2,276m2、駐車台数約150台。
- （初代）光吉店（大分市、1982年（昭和57年）7月15日開店-1994年（平成6年）8月閉店）

1994年（平成6年）8月5日に移転して約3倍に増床した店舗面積約5,751m2（直営約4,974m2）のジャスコ光吉店（2代目・現在はイオン光吉店）となった。
- 萩原店（大分市西萩原3-1[26]（旧・大字萩原字新町東691[117]）、1994年（平成6年）2月閉店[要出典]）

店舗面積497m2、駐車台数約15台。
- 鶴崎店（大分市南鶴崎1-2-8[117]、1993年（平成5年）10月20日閉店[844]）

旧大分ジャスコ。
延べ床面積約5,679m2、店舗面積3,693m2、駐車台数約118台。
隣駅のJR高城駅南側に隣接して1993年（平成5年）11月17日にジャスコ高城ショッピングセンター（大分ジャスコ高城店、現イオン高城店）が出店。

### 熊本県
- 福岡大丸熊本店（熊本市上通廻田畑15[846]（現：中央区）、1964年（昭和39年）開店[846]）

店舗面積約145m2。
- 宇土店（宇土市、2002年（平成14年）4月11日開店[847]-2011年（平成23年）1月30日閉店[広報 23][848]）

宇土シティ（現・宇土シティモール）敷地内。鳥栖店と同じく、旧・寿屋（現・カリーノ）からの譲渡店舗。
地上2階建店舗面積約8,500m2
閉店後は約70店の専門店だけで営業を続け、2011年（平成23年）4月21日に地元熊本県の食品スーパー「ハローグリーンエブリー」など10店舗が入居。「ハローグリーンエブリー」は後に「ゆめマート」に屋号変更している。
- 玉名店（玉名市・2002年（平成14年）4月25日開店[847]-2011年（平成23年）2月20日閉店[広報 23][848][851]）

閉店時の直営店舗面積約6,208m2
鳥栖店・宇土店と同じく、旧・寿屋（現・カリーノ）からの譲渡店舗。
店舗跡は、地元熊本県菊池市の食品スーパー「ビッグミカエル」などが入居することになり、2011年（平成23年）5月19日に開業した。
2014年（平成26年）7月からはダイレックス玉名中央店が出店している。

### 宮崎県
- 橘ジャスコ（宮崎市橘通西3-10-32[855]、1977年（昭和52年）4月27日[855]）

敷地面積約5,323.68m2、鉄筋コンクリート造地下1階地上7階建て、延べ床面積約22,273.38m2、店舗面積約29,984m2（直営店舗面積約7,060m2）、駐車台数約172台。
橘ジャスコは1975年（昭和50年）8月1日に倒産した橘百貨店を買収し、1977年（昭和52年）4月27日に開店し営業をしていた。
その後、会社更生を終結した橘百貨店を吸収合併し、株式会社橘百貨店に社名変更。存続会社は橘ジャスコ。上に当時のジャスコの「J」マーク、下に橘百貨店のマークと橘ジャスコのロゴマークだった。
現在の橘百貨店は倒産した橘百貨店ではない。1988年（昭和63年）にボンベルタ橘と百貨店業態にリニューアル。その後、2007年（平成19年）11月にクアトロエクゼキューションズ運営となりイオングループから離脱。その後、橘百貨店は地元企業の坂下組・米良電機産業と持株会社『橘ホールディングス』を設立し、2008年（平成20年）7月9日にクアトロエクゼキューションズの所有する全株式を取得した。ただ、ボンベルタ橘の名称はイオングループ離脱後も使用していたが、2021年に株式会社パン・パシフィック・インターナショナルホールディングスに買収され、2021年11月13日に『宮崎ナナイロ』となり、核店舗として『MEGAドン・キホーテ』が入居、ボンベルタの名称ではなくなる。
かつて橘百貨店のグループ企業で資本参加していた橘ストアーがあったが、2002年12月に解散している。

### 沖縄県
- 琉球ジャスコベスト伊祖店×（浦添市、?開店-2000年（平成12年）2月29日閉店[広報 4]）

閉店時の直営店舗面積約736m2。
- 琉球ジャスコ与勝店×（中頭郡勝連町[188]（現：うるま市）、1983年（昭和58年）12月開店[188]-2000年（平成12年）3月10日閉店[広報 4]）

閉店時の直営店舗面積約657m2。
- 琉球ジャスコ新川衣料店×（?開店-2000年（平成12年）3月20日閉店[広報 4]）

閉店時の直営店舗面積約875m2。
- 琉球ジャスコ安謝店×（那覇市安謝186[858]、1977年（昭和52年）6月開店[188]-2001年（平成13年）1月17日閉店[広報 4]）

閉店時の直営店舗面積約297m2。
- 琉球ジャスコ平得店×（石垣市[188]、1992年（平成4年）6月開店[188]-2001年（平成13年）1月20日閉店[広報 4]）

閉店時の直営店舗面積約535m2。
- 琉球ジャスコプリマート兼城店×（(島尻郡南風原町[188]、1988年（昭和63年）6月開店[188]-2001年（平成13年）2月28日閉店[広報 10]）

閉店時の直営店舗面積381m2。
- アトール衣料館[188] → 琉球ジャスコ大里衣料店×（島尻郡大里村[188]（現：南城市）、1994年（平成6年）3月開店[188]-2001年（平成13年）3月12日閉店[広報 10]）

閉店時の直営店舗面積872m2。
- 琉球ジャスコプリマート宜野湾市役所前店×（?開店-2001年（平成13年）3月18日閉店[広報 10]）

閉店時の直営店舗面積530m2。
- 琉球ジャスコプリマート比謝店×（中頭郡読谷村[188]、1989年（平成元年）8月開店[188]-2001年（平成13年）3月20日閉店[広報 10]）

閉店時の直営店舗面積513m2。
- 琉球ジャスコベスト泡瀬店×（沖縄市[188]、1987年（昭和62年）10月開店[188]-2001年（平成13年）3月20日閉店[広報 10]）

閉店時の直営店舗面積682m2。
- 琉球ジャスコプリマート宮城店×（浦添市宮城175[858]、1975年（昭和50年）6月開店[188]-2001年（平成13年）9月30日閉店[広報 10]）

閉店時の直営店舗面積290m2。
- 琉球ジャスコプリマートユタカ店（島尻郡豊見城村[188]（現：豊見城市）、1985年（昭和60年）2月開店[188]-2002年（平成14年）1月3日閉店[広報 58]

閉店時の直営店舗面積約660m2
- 琉球ジャスコプリマート津嘉山店（那覇市[188]、1986年（昭和61年）3月開店[188]-2002年（平成14年）7月20日閉店[広報 19]）

閉店時の直営店舗面積570m2。
- 琉球ジャスコプリマート佐敷店（島尻郡佐敷町（現：南城市）、?開店-2002年（平成14年）9月20日閉店[広報 19]）

閉店時の直営店舗面積524m2。
- 琉球ジャスコプリマート小禄赤嶺店（那覇市[188]、1989年（平成元年）12月開店[188]-2003年（平成15年）2月20日閉店[広報 19]）

閉店時の直営店舗面積494m2。
- 琉球ジャスコプリマート石川赤碕店（石川市[188]（現：うるま市）、1992年（平成4年）8月開店[188]-2003年（平成15年）7月31日閉店[広報 18]）

閉店時の直営店舗面積約506m2。

## 海外

### 中華人民共和国
- 上海ジャスコ不夜城店（上海市、1996年（平成8年）9月17日開店[859]-2000年（平成12年）7月閉店[860]）

上海駅前の新築ビルに出店していた総合スーパーで、中国第2号店だった。
店舗面積約10,000m2の、4層型の店舗で衣食住全般を扱っていた。
長距離列車の発着駅として市内の住民の利用が少ない駅に隣接していたことからスーパーには向かない立地のため、開業時から一度も売上目標を達成できない業績不振に陥り、約2億人民元の損失を出して撤退することになった。

### 香港
- 将軍澳（ジャンカンオー）店（香港将軍澳地区[861]、1997年（平成9年）10月25日開店[861]-2007年（平成19年）6月30日閉店[広報 7]）

閉店時の直営店舗面積約15,276m2
複合商業施設「東港城」（イーストポントシティー）の核店舗として出店していた。

### 台湾
- 新竹店（新竹市、2003年（平成15年）7月23日開店[862]-2006年（平成18年）4月30日閉店[広報 5]）

閉店時の直営店舗面積約14,938m2
台湾ジャスコ第1号店。居抜きで太平洋そごうが出店。
- 中和店（中和市、2005年開店[862]-2008年（平成20年）12月17日閉店[広報 7]）

台湾ジャスコ第2号店
閉店時の直営店舗面積約15,708m2

## 参考／出店を断念した店舗
- 帯広店（北海道帯広市稲田町[863]）

稲田下川西土地区画整理組合が進めていた土地区画整理事業の一角に出店を目指していたが、2005年（平成17年）9月5日に出店を断念した。
- 三萬跡地（青森県八戸市三日町[864]）

1969年（昭和44年）秋に閉店した三萬（店舗面積2,200m2）跡地を買収し、9階建ての店舗を開設する計画を進めていた。しかし、オイルショックと通商産業省の投資抑制政策の影響や採算面の理由で出店を断念して、三春屋に譲渡した。
- 八戸ショッピングセンター（青森県八戸市江陽2丁目[869]）

八戸ショッピングセンター開発の地元主導型で進められていた郊外型ショッピングセンターの核店舗として出店することが内定していたが、市内に既に出店していた長崎屋が1988年（昭和63年）4月に核店舗として出店する契約に調印して逆転された。
1990年（平成2年）に八戸ラピアが八戸市内初の本格的な郊外型ショッピングセンターとして開業した。
- 三沢店（青森県三沢市[871]）

2001年に閉店した長崎屋三沢店の跡地に出店の計画があったが、最終的には食品スーパー主体のマックスバリュとして出店することになり、マックスバリュ三沢大町店がオープンしている。
- 十和田ショッピングプラザ（青森県十和田市）

1980年代、市内に大型店の出店計画があったが、中心商店街がストライキを起こすなど猛烈な反対運動を展開したことにより白紙撤回された。
- 一関店（岩手県一関市山目字泥田）

一関市郊外に1981年（昭和56年）に店舗面積17,300m2で出店を表明していたが、申請から商業活動調整協議会審議で約2年半後に店舗面積が約5分の1の3,500m2で結審したため出店を断念した。
同地には1997年（平成9年）9月に「一関サティ」が開業した。
- 盛ショッピングセンター（大船渡市盛町字町10-11[873]、1981年（昭和56年）6月開店予定[873]）

鉄骨鉄筋コンクリート造地下1階地上5階建て、延べ床面積約27,400m2、店舗面積約17,171m2。
盛駅から約400mの岩手県交通大船渡営業所跡地に地元商業者が推進した地元主導型ショッピングセンターの核テナントとしての出店計画。
- 石巻駅前ビル（石巻市殻町14-1[874]、1981年（昭和56年）6月開店予定[874]）

店舗面積約5,200m2（直営店舗面積約3,600m2）。
店舗面積が約15,610m2から商調協で66.7％削減された。
- 上山ショッピングセンター（上山市河崎字反田182-1[875]、1980年（昭和55年）12月1日開店予定[875]）

店舗面積約8,076m2。
上山駅から南約1kmの上山市役所の向かい側に「西奥羽ジャスコ」を核店舗として出店する計画だったが、商調協の結審で約75%削減された。
- 棚倉ショッピングセンター（東白川郡棚倉町新町74[876]）
延べ床面積約11,800m2[876]、店舗面積約8,670m2[876]。
国道118号沿いの「渡辺産業」による同社本社工場跡地でのショッピングセンターの核テナントとしての出店計画[876]。

- 福島駅前・福ビル（福島県福島市[877]）

福島駅前通りの十字路角の警察署跡地に1927年10月10日に開業した「福島ビルディング」（鉄筋コンクリート造り20間四方のビル）を買収して出店を目指したが、エンドーチェーンが取得して出店することになったため、実現しなかった。
- 喜多方店（福島県喜多方市2丁目[879]）

1973年（昭和48年）に、地元の酒造会社跡地を買収し、ジャスコを進出する方針を打ち出した。しかし1974年（昭和49年）6月に、進出計画案を地元の商店主などに示した際にトラブルを招き、喜多方市の商業活動調整協議会（商調協）が仲介に入り、1976年（昭和51年）8月3日には、売り場面積5,500m2での出店で合意。ところがそれ以降、ジャスコ側から連絡がなく、合意書も調印されないままであったが、1977年（昭和52年）4月11日午前、ジャスコがライオン堂（現・リオン・ドール）への用地を譲渡するとの申し入れがあり、出店を断念する運びとなった。この出店に対して、喜多方市に本部を置くあいづ生協（現・コープあいづ）が、出店阻止運動を展開した。
出店予定地には、1981年（昭和56年）12月に、ライオン堂喜多方仲町店が開店（現在のリオン・ドール喜多方仲町店）。その後、1989年（平成元年）11月に相馬店が開店するまで、福島県内にジャスコが出店することはなかった。
- 高崎・昭和高分子跡地（群馬県高崎市日光町塚沢[881]）

住宅街にある昭和高分子跡地約30,000m2の敷地に、地元商業者と共同で地上2階建て・延べ床面積約30,000m2・駐車台数約1,000台のショッピングセンターを開設知って出店する計画だった。
- 太田店（群馬県太田市東本町25-8[882]）

伊勢甚と共同ですみや百貨店跡へ出店する計画だった。
- 昭栄本庄工場跡地（本庄市南2-2[883])

当社が核店舗として内定していたが白紙撤回となった。
- 笠間店（茨城県笠間市茨城中央工業団地[884]）

茨城中央工業団地の約18ヘクタールでの出店計画で、2008年（平成20年）1月に進出予定事業者に選定されていたが、経済状況の大きな変化を理由として2009年（平成21年）1月14日に茨城県に出店辞退することを伝えて出店を断念した。
- 岩槻店（埼玉県旧岩槻市（現・さいたま市岩槻区））

岩槻駅の東岩槻駅のほぼ中間にある新正寺・大同団地内の東武野田線東側に平行した面積約27,000m2に地下1階・地上2階建て売り場面積約19,840m2の店舗を出店する計画で、地元の岩槻市商工会などが「ジャスコ・西友出店阻止総決起大会」を開催するなどして反対運動を展開した。
- 川越駅東口（川越市）
川越駅東口再開発事業の核店舗としての出店を目指していたが1979年（昭和54年）5月に丸広百貨店が選定され[886]、1990年（平成2年）5月16日に「アトレマルヒロ」が開業した[887]。

- 桶川ショッピングセンター（埼玉県桶川市西481-2[888][889]、2000年（平成12年）6月30日開店予定[889]）

延べ床面積約39,589m2、 店舗面積約25,495m2。
- みつわ台ショッピングセンター（千葉県千葉市（現・若葉区）みつわ台2-35[890]）
鉄筋コンクリート造地下1階地上3階建て[890]、延べ床面積約9,291m2[890]、店舗面積約6,953m2[890]。

- 三ツ境店（神奈川県横浜市瀬谷区三ツ境7-1[891]）

忠実屋と共同で「ジェーシータウン(株)」を設立して出店する計画であったが、地元商店街の反対運動の結果として忠実屋単独での出店となり、1977年（昭和52年）11月24日に忠実屋を核店舗とするショッピングセンターの「露木コミュニティーランド」が開業した。
- 黒部店（富山県黒部市植木）[895]

1981年当時、黒部市立中央小学校東側に3階建て延床面積19,500m2の店舗の建設計画があった。
- 魚津店（富山県魚津市）[896]

1991年ごろに地元側が出店を打診していた。
- 富山店（富山県富山市新庄新町[897]）

売り場面積20,297m2。
ボウリング場「ボウル一〇二」跡地 にて1976年（昭和51年）頃に建設予定であったが、富山市商店街連盟による反対運動が発生したため、頓挫した。その後1977年（昭和52年）10月28日にトーカマート運営の富山県内最大級（当時）の大型総合スーパーと北陸最大級（当時）のマンションの複合ビルを建設すると発表した。
- 富山店（富山県富山市堀川地区）

富山ショッピングプラザでの出店を計画していた。
- 富山店（富山県富山市針原地区）

富山市針原地区に、県内最大規模の4階建て店舗面積28,000㎡、映画館、スポーツ施設併設の大型ショッピングセンター『富山リバーサイドショッピングセンター』（仮称）として1993年（平成5年）春のオープンを目指していた。しかし富山市商店街連盟が出店反対の組織を結成した ことに加え、出店予定地が農業振興地域や市街化調整区域にかかっており用地の面で交渉が上手くいかなかったため、1992年（平成4年）6月11日、出店を断念すると発表した。
- 立山店（富山県中新川郡立山町利田[904]）

立山町利田地区での出店計画で、計画では敷地面積約38haと北陸最大級のショッピングセンターとなる予定であった。しかし、都市計画法を含むまちづくり3法の改正や農地転用などに伴う行政側の手続きが進まないことなどを理由として2010年（平成22年）1月26日までに出店を断念した。
- 上市店（富山県中新川郡上市町、上記の上市店とは別の店舗）

「上市ショッピングモール」のキーテナントとして1998年12月のオープンを目指していた が、後に頓挫している。
- 鯖江店（福井県鯖江市[906]）

福井市に近い鯖江市北部に敷地面積約140,000m2の規模で出店を計画した。
- 坂井店（福井県坂井郡坂井町東長田[907]（現・坂井市））

県道福井・金津線と県道丸岡・川西線の交差点南西に敷地面積約105,000m2、売り場面積2万4,000m2の規模で出店を計画し、2006年（平成18年）に農地振興指定地域除外の申請を坂井町に提出した。
- （2代目）篠ノ井店（長野県長野市篠ノ井[908]）

県南長野運動公園近くの農地に敷地面積約190,000m2の規模で出店を計画したが、農地保全や地域経済に与える影響、市の計画との整合性などを理由として長野市が農地の用途変更を認めなかったことから、実現しなかった。
- 静岡店（静岡県静岡市（現・葵区）長沼字大原坪500-1、1999年（平成11年）3月29日出店断念[909]）

日東紡績静岡工場跡地に開発する計画していたダイヤモンドシティ シズオカの核店舗として出店を計画していたが、静岡鉄道の線路をまたぐランプウエーの設置問題などに絡む用地買収に失敗したため、出店を断念した。
敷地面積45,225m2、鉄骨造地上3階建て延べ床面積約69,244m2（うち立体駐車場22,326m2）に店舗面積約29,800m2というショッピングセンターに直営売場面積約18,500m2の店舗を1998年（平成10年）3月に開店する計画だった。1997年（平成9年）5月21日に店舗面積21,970m2で結審していた。
- 浜北店（静岡県旧浜北市（現・浜松市浜名区））

ジュビロ磐田を招致して本拠地とする構想の約3万人収容のサッカー場のスタンド下の部分を商業施設として利用するだけでなく、隣接地にも一体的に大型商業施設を建設する構想の核店舗の一つとして出店が計画されていたもので、当初構想では1997年秋に完成を予定していた。
浜北市とイオングループの第3セクターが計画していた店舗面積約70,000m2で 約4200～4500台収容の駐車場を持ち、浜松店を閉店することを表明済みの西武百貨店も出店する大規模な計画だった。しかし、この規模は市内の当時の既存店全体の店舗面積に匹敵していたため、巨大すぎるとして浜北市当局側が店舗面積約40,000m2以下に抑制しようとする動きを呼び起こすことになった。
イオングループと西武百貨店の初の共同出店の計画で、業績不振で閉店する西武百貨店浜松店の代替店舗の出店計画でもあった。
- 多治見店（岐阜県多治見市宝町7-16[916]、1988年（昭和63年）12月21日開店予定[916]）

延べ床面積約33,260m2、店舗面積約23,130m2（直営店舗面積約12,000m2）。
三洋土地開発の「多治見共同ショッピングセンター」の核店舗として出店する計画だった。
- 穂積店（岐阜県瑞穂市[917]）

国道21号沿いの名古屋紡績穂積工場跡地約90,000m2への出店計画で、2007年（平成19年）3月にダイヤモンドシティ（現・イオンモール）が名古屋紡績と土地賃借契約を結ぶという覚書を結んだが、2008年（平成20年）1月に解約条項を理由に出店中止を通知して計画を撤回した。
2009年（平成21年）に名古屋紡績がイオンモール（旧ダイヤモンドシティ）に「出店で国道21号が渋滞する心配はあったが、関係機関との間で国道を改良する協議が成立していた。反対運動もなかった」と主張して約7.1億円の損害賠償を求める訴訟を名古屋地裁に起こしている。
2013年（平成25年）5月にホームセンターのカーマが大型複合商業施設として開発することになった。
- 佐屋店（海部郡佐屋町善太新田六川北[919]（現・愛西市）、1981年（昭和56年）6月開店予定[919]）

鉄骨鉄筋コンクリート造地上5階建て。延べ床面積約25,000m2、店舗面積約19,960m2、直営面積約9,926m2。
地元商業者約90名が参画していた「海部中央共同ショッピングセンター」の核テナントとしての出店計画。
- グリーンヒルズショッピングセンター（桑名市大山田[920]）

敷地面積約60,000m2、延べ床面積約25,000m2、店舗面積約16,500m2。
日本住宅公団の「大山田ニュータウン」の中心地区に「桑名商業開発」が開発を進めていた松坂屋との1D1Sのショッピングセンターの核テナントの一つとしての出店計画だった。
- 津センターパレス（三重県津市）

津市役所跡地に建設の「津センターパレス」への出店を巡ってダイエーと競合したが、ダイエーが出店することになった。
- 熊取店（泉北郡熊取町善太新田六川北大久保54-2[923]、1981年（昭和56年）6月開店予定[923]）

敷地面積約10,500m2、鉄筋コンクリート造地上4階建て。延べ床面積約19,179m2、店舗面積約12,604m2、直営面積約8,800m2、駐車台数約180台。
阪和線熊取駅近くの外環状線沿いへの出店計画。
- 小野店（小野市黒川町[924]、1981年（昭和56年）春開店予定[924]）

敷地面積約18,500m2、鉄筋コンクリート造地上3階建て、店舗面積約8,250m2。
- 新宮センタープラザ（揖保郡新宮町新宮80-5[925]（現・たつの市）、1981年（昭和56年）春開店予定[925]）

姫新線播磨新宮駅近くの国道179号沿い「末広木材・製材所」跡地への出店計画。
- 香芝町店（香芝町下田東3-1[926]（現・香芝市））

敷地面積約10,000m2、鉄筋コンクリート造地上3階建て、延べ床面積約20,890m2、店舗面積約19,580m2。
「黒松メリヤス工場」跡地への出店計画。
- ショッピングセンターサンライズ（有田市箕島3[927]、1981年（昭和56年）2月開店予定[927]）

鉄筋コンクリート造地上4階建て、延べ床面積約12,652m2、店舗面積約7,383m2。
本町商店街の「小川百貨店」跡地周辺へ地元商業者の「有田サンライズ事業協同組合」と共に進めていた出店計画。
- 新三田店（兵庫県三田市）[要出典]
- 龍野店（兵庫県たつの市）

1972年（昭和47年）に「竜野開発」が旧龍野市堂本地区の約2万3,000㎡の土地を買収して建設された「赤とんぼ広場ショッピングセンター」の核店舗として出店する予定であったが辞退し、代わりにダイエーが敷地を買収し、ダイエー竜野店として出店した（後に竜野開発はダイエー傘下の「第一建設工業」に合併され、「イチケン」として建物を所有）。
上記のようにダイエーが経営再建の過程でイオングループに参入し、店舗をイオンリテールに譲渡した事により、「イオン竜野店」となった。
- 福山市緑町（福山市緑町1-51[928]）

店舗面積約7,000m2。
中国紡績をデベロッパーとして、1977年（昭和52年）2月に当社を核テナントとして3条申請を行ったが、核テナントが天満屋ストアに変更された。
- 皆実店（三原市皆実町1855-8[929]、1981年（昭和56年）8月開店予定[929]）

鉄筋コンクリート造地上3階建て、延べ床面積約5,843m2、店舗面積約4,401m2。
国道2号沿いへの出店計画。
- 西条ショッピングタウン（東広島市西条町栄町[930]）

店舗面積約15,000m2。
1977年（昭和52年）に3条申請を行ったが、同年12月に店舗面積約3,500m2へ削減され、地元商業者との共同出店へ計画を切り替えた。
- 府中店（広島県府中市）

昭和50年1月7日、デベロッパーの中国バスが店舗開設届けを提出。店舗面積は10,588㎡を予定。市中心部の商店街「銀天街」が、昭和49年7月に組織した「大型店対策委員会」は、最終的に市内の6商店街をはじめ、府中市および近隣の業界団体27団体を擁する「営業と生活を守る会」となった。商工会議所の再三の話し合いの斡旋にも関わらず、両者合意には至らず、昭和51年9月23日、広島地方裁判所福山支部へ提訴するに至った。昭和54年、中国バス及びジャスコは、府中市への出店を断念し三条申請を取り下げ和解が成立。
- 防府駅前再開発ビル（防府市八王子1-1331[932]、1983年（昭和58年）4月開店予定[932]）

鉄筋コンクリート造地下1階地上6階建て、延べ床面積約25,500m2、店舗面積約7,000m2。
丸久防府駅前店の向かい側で防府商工会議所裏側への出店計画。
- オレンジシティ萩（山口県萩市椿東無田ケ原2884-1[933]、1988年（昭和63年）7月16日開店予定[933]）

鉄骨鉄筋コンクリート造地上3階建て一部塔屋付、延べ床面積約27,342m2、店舗面積約18,540m2（当社店舗面積約11,500m2）。
- 屋島店（香川県高松市屋島西町字百石1912-1[789]）

鉄筋コンクリート造地上5階建て、延べ床面積約23,253m2、店舗面積約16,783m2（直営店舗面積約12,674m2）。
1980年2月に大店法の公示、1991年にマルナカによるパワーシティ屋島のB棟が開店している。
- シータックモール坂出（香川県坂出市沖の浜30-83[934][935]）

坂出市西部の沖の浜地区に出店する計画で、地元坂出市の18の商店街などが「ジャスコ沖の浜招致阻止対策委員会」を結成して反対運動を展開した。1991年に出店断念。
- 善通寺店（香川県善通寺市上吉田町宇鳥の子417-1外[938]）
- 高知店（高知県高知市北本町[939]）

6階建て、売場面積12,860m2。
高知駅前のボウリング場跡に出店する計画で、1975年（昭和50年）11月12日に高知商工会議所に正式に表明したが、1976年（昭和51年）6月までに出店を断念した。
- 春日店（春日市小倉1323[941]、1980年（昭和55年）8月開店予定[932]）

鉄骨造地上3階建て、延べ床面積約9,015m2、店舗面積約6,033m2。

### 補足
1. ↑  日本初の屋内スキー場「スキーイングイン津田沼」の跡地（京成電鉄第二工場跡地）[要出典]
2. ↑  『株式会社樋口新聞舗のあゆみ』では、「平成5年9月」となっている。
3. ↑  1982年（昭和57年）4月に「株式会社川まん」に商号を変更[526]。
4. ↑  1998年（平成10年）8月に株式会社ギガスカンサイに商号を変更し[527]、2003年（平成15年）10月1日に株式会社ギガスに商号を変更した[528]。
5. ↑  1973年（昭和48年）6月7日にスーパーサンシ株式会社を設立し、三泗百貨店から営業を譲受した[529]。
6. ↑  協同組合可部商業スペース開発[753]
7. ↑  しばらくの間は、ザ・ビッグも一テナントとして入店していた[753]。
8. ↑  1972年（昭和47年）8月20日に『やまてや』はジャスコに吸収合併され[760]、同年5月に設立された『山陽ジャスコ』[761]が営業継承した[760]。
9. ↑  三萬は百貨店の業績が伸び悩むようになったことからスーパーマーケットに参入することになり[865]、1967年（昭和42年）6月に売り場の改装を行ってS.S.D.D.Sとして新装開店し[866]、同年10月に株式会社ユニバースを設立し[865]、第1号店として[865]同年12月23日に「（初代）小中野店」を開店した[867]。

#### 広報資料・プレスリリースなど一次資料
1. 1 2 3 4 5 6 7 8 9 10 11 12 13 14 15 16 17 18 19 20 21 22 23 24 25 26 27 28  『ジャスコ30年史』[要ページ番号]
2. 1 2 3 4 5 6 7 8 9 10 11 12 13 14 15  『イオン株式会社 2006年2月期 決算補足資料（81期）』イオン（株） (2006年4月6日)
3. ↑  “イオンビッグとマックスバリュ 南東北 がひとつに “新生”イオンビッグ株式会社が誕生”.   イオンビッグ (2024年3月1日). 2024年9月9日閲覧。
4. 1 2 3 4 5 6 7 8 9 10 11 12 13 14 15 16 17 18 19 20 21 22 23 24 25 26 27 28 29 30 31 32 33 34 35 36 37 38 39  『ジャスコ株式会社 2001年2月期（76期）決算 ご参考資料』ジャスコ (2001年4月)
5. 1 2 3 4 5 6 7 8 9 10 11 12 13 14 15 16 17 18 19 20 21 22  『イオン株式会社 2007年2月期 決算補足資料（82期）』イオン（株） (2007年4月6日)
6. 1 2  『イオン 環境・社会報告書 2003』 イオン、2003年5月。
7. 1 2 3 4 5 6 7 8 9 10 11 12 13 14 15 16  『イオン株式会社 2008年2月期 決算補足資料（83期）』イオン（株） (2008年4月6日)
8. ↑  『ジャスコ三十年史』p.484
9. 1 2  『秋田駅前のランドマークが新たに生まれ変わります 秋田オーパ 10月28日（土）AM10：00オープン』（プレスリリース）株式会社OPA、2017年9月28日。2023年11月24日閲覧。（ウェブアーカイブ）
10. 1 2 3 4 5 6 7 8 9 10 11 12 13 14 15 16 17 18 19 20  『イオン株式会社 2002年2月期（77期）中間決算参考資料』イオン（株） (2001年10月)
11. 1 2 3 4 5 6 7 8 9 10 11 12 13 14 15 16 17 18 19  『イオン株式会社 2005年2月期（80期）決算参考資料』イオン（株）コーポレート・コミュニケーション部 (2005年4月6日)
12. ↑  マックスバリュ東北株式会社 第40期有価証券報告書 (Report). マックスバリュ東北. 16 May 2012.{{cite report}}:  CS1メンテナンス: 先頭の0を省略したymd形式の日付 (カテゴリ)
13. ↑  “住友不動産の分譲マンション県内初登場！ 「シティタワー山形七日町」”. 住友不動産. (2011年8月25日) 2016年10月1日閲覧。{{cite news}}:  CS1メンテナンス: 先頭の0を省略したymd形式の日付 (カテゴリ)
14. ↑  『ジャスコ三十年史』p.369
15. 1 2 3 4 5 6 7 8 9  ジャスコ株式会社『ジャスコ三十年史』2000年12月20日発行、269頁より。
16. ↑  アパホテルズ＆リゾーツ (2020年4月13日). “アパホテル〈ひたちなか勝田駅前〉本日開業”. 2022年9月26日閲覧。
17. 1 2 3  『イオン株式会社 2010年2月期 決算補足資料（85期）』イオン（株） (2010年4月6日)
18. 1 2 3 4 5 6 7 8 9 10 11 12 13 14 15 16 17 18 19 20 21 22 23 24 25 26 27 28 29  『イオン株式会社 2004年2月期（79期）決算参考資料』イオン（株） (2004年4月7日)
19. 1 2 3 4 5 6 7 8 9 10 11 12 13 14 15 16 17 18 19  『2003年2月期（78期） 決算参考資料』 イオン株式会社、2003年4月7日。
20. 1 2 3 4 5 6 7  『イオン株式会社 2004年2月期（79期）中間決算参考資料』イオン（株）コーポレート・コミュニケーション部 (2003年10月2日)
21. 1 2 3 4 5 6 7 8 9 10 11 12 13 14 15 16 17 18 19 20 21  ジャスコ株式会社『ジャスコ三十年史』2000年12月20日発行、268頁より。
22. 1 2 3 4 5 6 7 8 9 10 11 12 13 14 15  『ジャスコ三十年史』 ジャスコ、2000年12月20日。[要ページ番号]
23. 1 2 3 4 5  『イオン株式会社 2011年2月期 決算補足資料（86期）』イオン（株） (2011年4月6日)
24. ↑  5月25日、石川県リニューアルオープン「クスリのアオキ鳴和店」のお知らせ https://www.kusuri-aoki-hd.co.jp/wp-content/uploads/2022/05/1a6f87c39279d01a0659c5fadf7a136e.pdf
25. ↑  ジャスコ株式会社 編『ジャスコ三十年史』2000年12月。OCLC 67611ジャスコ。
26. ↑  ジャスコ株式会社 編『ジャスコ三十年史』2000年12月。OCLC 67611ジャスコ。
27. ↑  ジャスコ株式会社 編『ジャスコ三十年史』2000年12月。OCLC 67611ジャスコ。
28. ↑  ジャスコ株式会社 編『ジャスコ三十年史』2000年12月。OCLC 67611ジャスコ。
29. ↑  ジャスコ株式会社 編『ジャスコ三十年史』2000年12月。OCLC 67611ジャスコ。
30. ↑  ジャスコ株式会社 編『ジャスコ三十年史』2000年12月。OCLC 67611ジャスコ。
31. ↑  ジャスコ株式会社 編『ジャスコ三十年史』2000年12月。OCLC 67611ジャスコ。
32. ↑  ジャスコ株式会社 編『ジャスコ三十年史』2000年12月。OCLC 67611ジャスコ。
33. ↑  ジャスコ株式会社 編『ジャスコ三十年史』2000年12月。OCLC 67611ジャスコ。
34. ↑  ジャスコ株式会社 編『ジャスコ三十年史』2000年12月。OCLC 67611ジャスコ。
35. ↑  ジャスコ株式会社 編『ジャスコ三十年史』2000年12月。OCLC 67611ジャスコ。
36. ↑  ジャスコ株式会社 編『ジャスコ三十年史』2000年12月。OCLC 67611ジャスコ。
37. ↑  ジャスコ株式会社 編『ジャスコ三十年史』2000年12月。OCLC 67611ジャスコ。
38. ↑  ジャスコ株式会社 編『ジャスコ三十年史』2000年12月。OCLC 67611ジャスコ。
39. ↑  ジャスコ株式会社 編『ジャスコ三十年史』2000年12月。OCLC 67611ジャスコ。
40. ↑  ジャスコ株式会社 編『ジャスコ三十年史』2000年12月。OCLC 67611ジャスコ。
41. ↑  ジャスコ株式会社 編『ジャスコ三十年史』2000年12月。OCLC 67611ジャスコ。
42. ↑  ジャスコ株式会社 編『ジャスコ三十年史』2000年12月。OCLC 67611ジャスコ。
43. ↑  ジャスコ株式会社 編『ジャスコ三十年史』2000年12月。OCLC 67611ジャスコ。
44. ↑  ジャスコ株式会社 編『ジャスコ三十年史』2000年12月。OCLC 67611ジャスコ。
45. ↑  『2024年夏『そよら金剛』を出店』（PDF）（プレスリリース）イオンリテール株式会社、2024年2月9日。2024年3月8日閲覧。
46. 1 2 3 4 5 6 7 8  『イオン株式会社 2009年2月期 決算補足資料（84期）』イオン（株） (2009年4月6日)
47. ↑  “ジャスコ(株)『ジャスコ三十年史』(2000.12) | 渋沢社史データベース”. shashi.shibusawa.or.jp. 2023年3月23日閲覧。
48. 1 2  “地元網干港から毎日、新鮮な魚をご提供!! 9/20(金)マックスバリュ網干南店オープン!!”.   マックスバリュ西日本株式会社 (2013年9月17日). 2024年9月3日閲覧。
49. ↑  『イオンリテール(株) 10月度営業概況』 ダイヤモンドシティ (2008年11月14日)
50. 1 2  『売りつくしセール、段階的な建て替え工事を経て 2025 年、岡山県初の「ゆめモール山陽」が誕生』（PDF）（プレスリリース）株式会社イズミ、2023年11月22日。2024年12月7日閲覧。
51. 1 2  『「ザ・ビッグ倉敷店」「ザ・ビッグ倉敷笹沖店」の閉店について』（PDF）（プレスリリース）マックスバリュ西日本・イオンリテール（2社連名）、2016年5月12日。2024年12月7日閲覧。
52. 1 2  『4/22（土）ザ・ビッグ倉敷店オープン!』（PDF）（プレスリリース）マックスバリュ西日本株式会社、2017年4月10日。2024年3月8日閲覧。
53. ↑  『6/15（水）ザ・ビッグ倉敷店仮店舗オープン! 建替え期間中は仮店舗にて営業いたします』（PDF）（プレスリリース）マックスバリュ西日本株式会社、2016年5月12日。2024年3月8日閲覧。
54. ↑  ジャスコ三十年史 282ページ
55. ↑  ジャスコ三十年史 186ページ
56. ↑  ジャスコ三十年史 175ページ
57. ↑  “2003年2月期 決算参考資料” (PDF).   イオン株式会社 (2003年4月7日). 2021年11月25日閲覧。
58. 1 2  『イオン株式会社 2002年2月期（77期）決算参考資料』イオン（株） (2002年4月8日)